# Histoire de l'Armée de l'air française
L'histoire de l'Armée de l'air française est à la fois celle des moyens aériens militaires (aéronefs et pilotes) et celle des supports à ces moyens (mécaniciens, surveillance aérienne, protection, administration). Elle débute avec l'aéronautique militaire.
L'Armée de l'air française est la plus ancienne force aérienne au monde (1910). Les cinq premières escadrilles ont été créées début 1912 et dépendaient alors de l'Armée de terre française. L'Armée de l'air est devenue une arme à part entière le 2 juillet 1934. Pour autant, ses unités sont pour la plupart héritières des traditions, notamment des insignes, des escadrilles de la Première Guerre mondiale où s'illustrèrent nombre d'aviateurs devenus célèbres.
En 1940, seul un quart des avions est engagé au front durant la bataille de France, l'état-major ayant préparé une guerre longue, et non courte et intense, (de type Blitzkrieg). L'engagement des aviateurs français libres (Forces aériennes françaises libres) de 1940 à 1943, puis de ceux de l'Armée de la Libération, sont également des épisodes marquants de l'Histoire de l'Armée de l'air.
Depuis 1945, l'Armée de l'air a notamment été engagée durant la guerre d'Indochine (1946-1954), à Suez (1956), la guerre d'Algérie (1954-1962), en Mauritanie et au Tchad, dans la guerre du Golfe (1990-1991), les guerres de Yougoslavie, durant la guerre d'Afghanistan et l'intervention militaire de 2011 en Libye, ainsi que lors de l'intervention militaire au Mali (2013-2014).
L'Armée de l'air a eu jusqu'au début des années 1970 la responsabilité unique de la force de dissuasion nucléaire française : moyens pilotés (Mirage IV) ou guidés : missiles balistiques sol-sol de la base aérienne 200 Apt-Saint-Christol du plateau d'Albion, dépendant des forces aériennes stratégiques. L'Armée de l'air fut également le berceau du parachutisme militaire français, avec la mise sur pied de l'Infanterie de l'air dans les années 1930.
En 2020, l'Armée de l'air est officiellement renommée « Armée de l'air et de l'espace ».

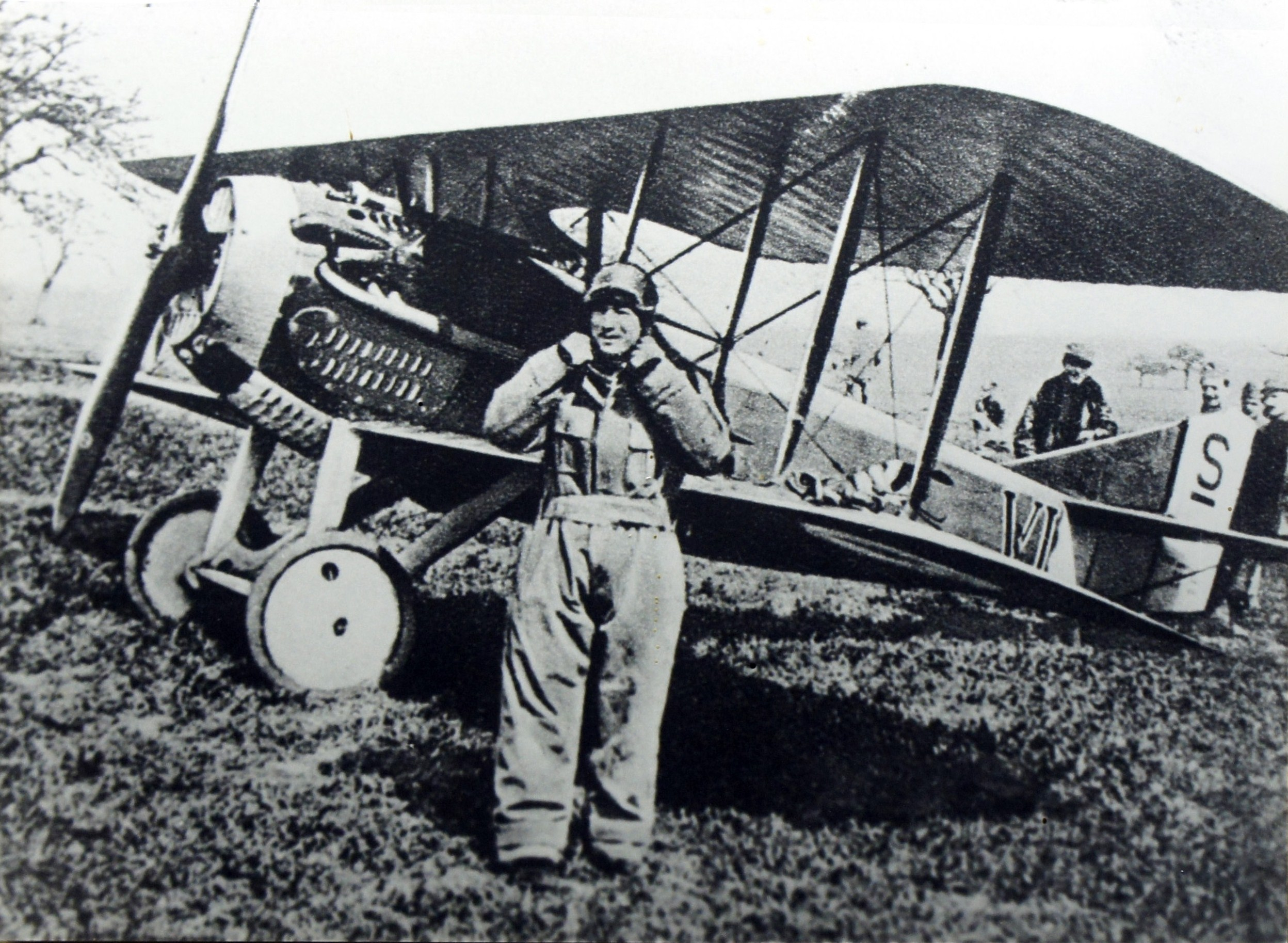
René Fonck devant son SPAD S.XIII en 1918.

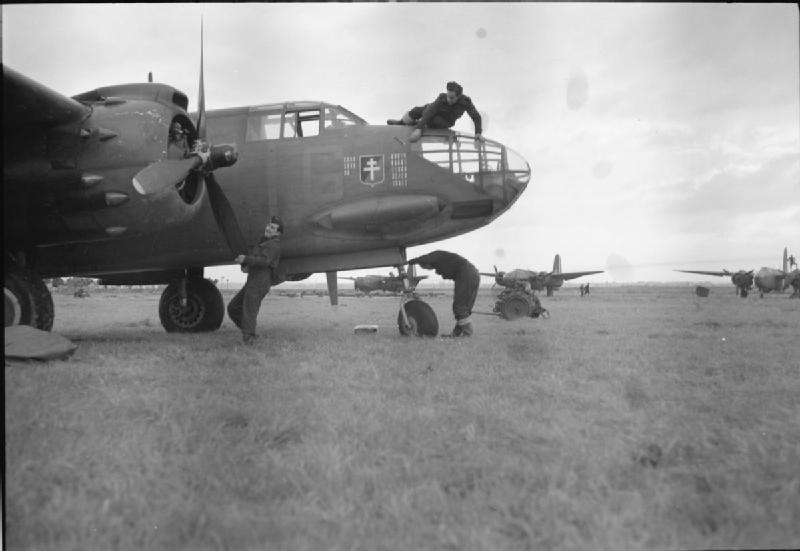
Douglas Boston du Groupe de bombardement Lorraine.

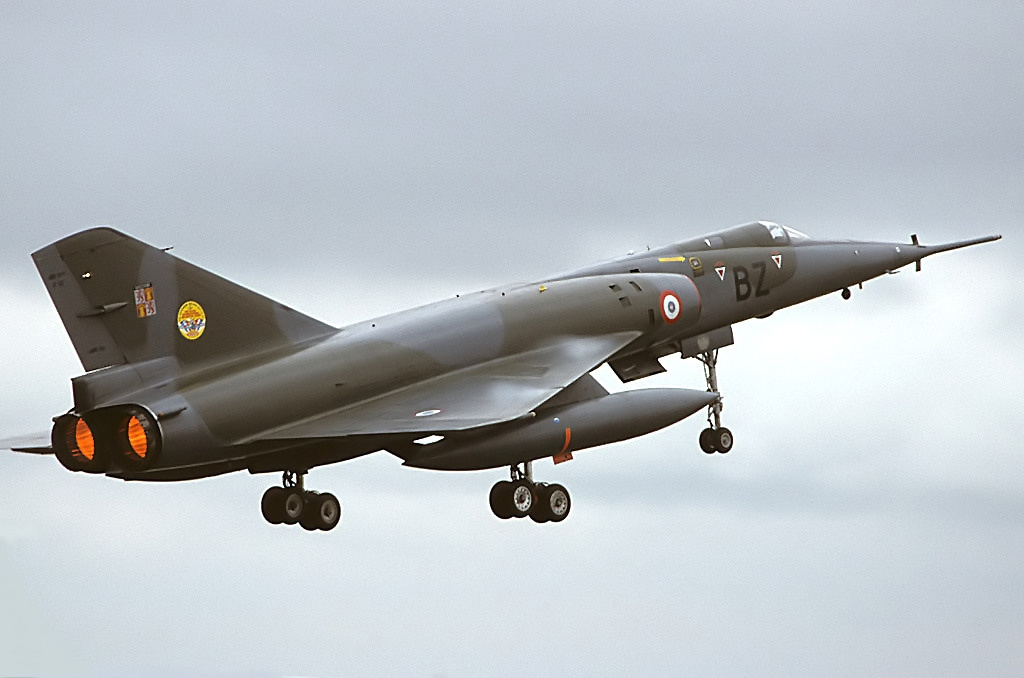
Un Mirage IVP au décollage en 2000.

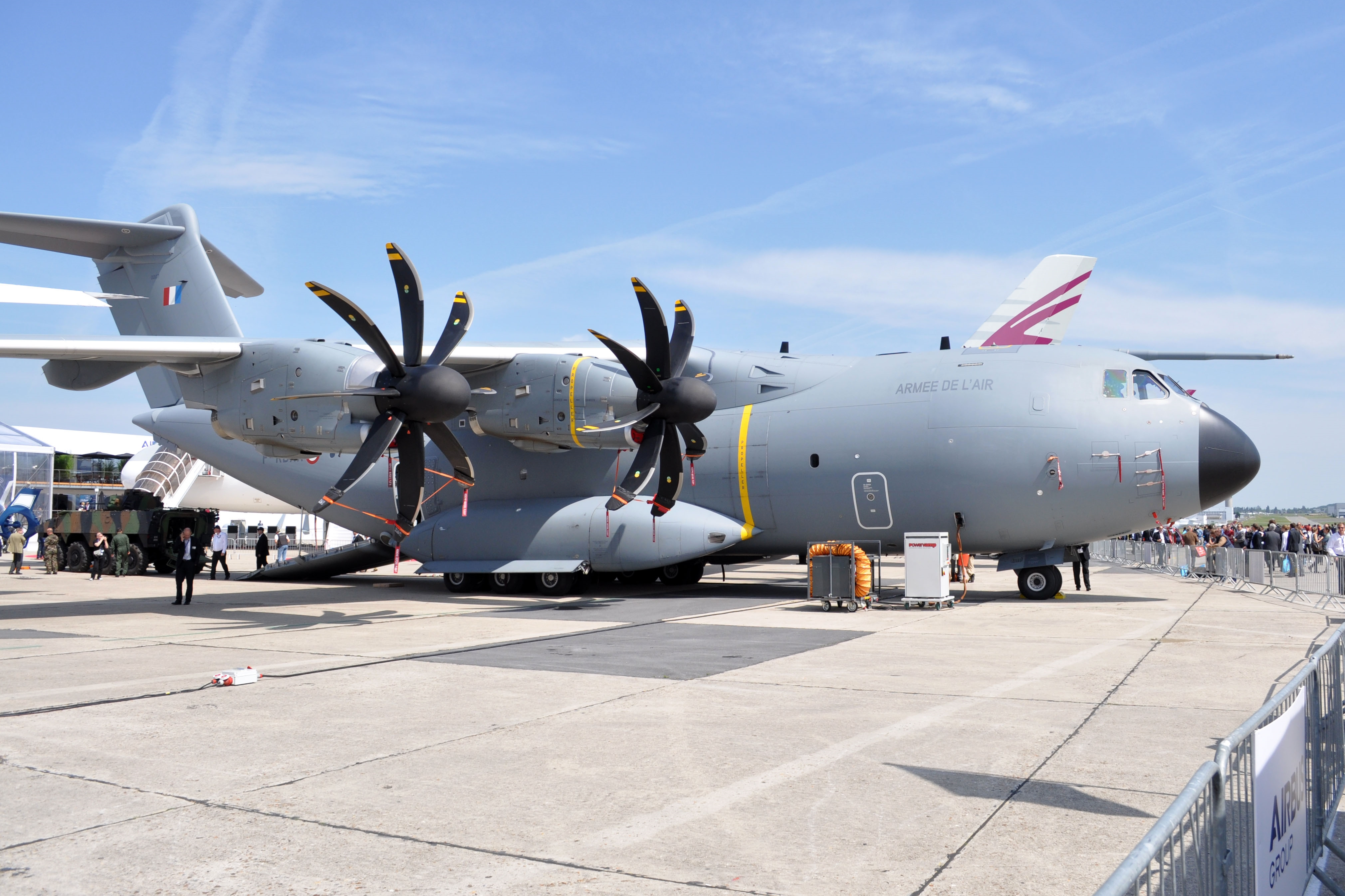
Airbus A400M en 2015.

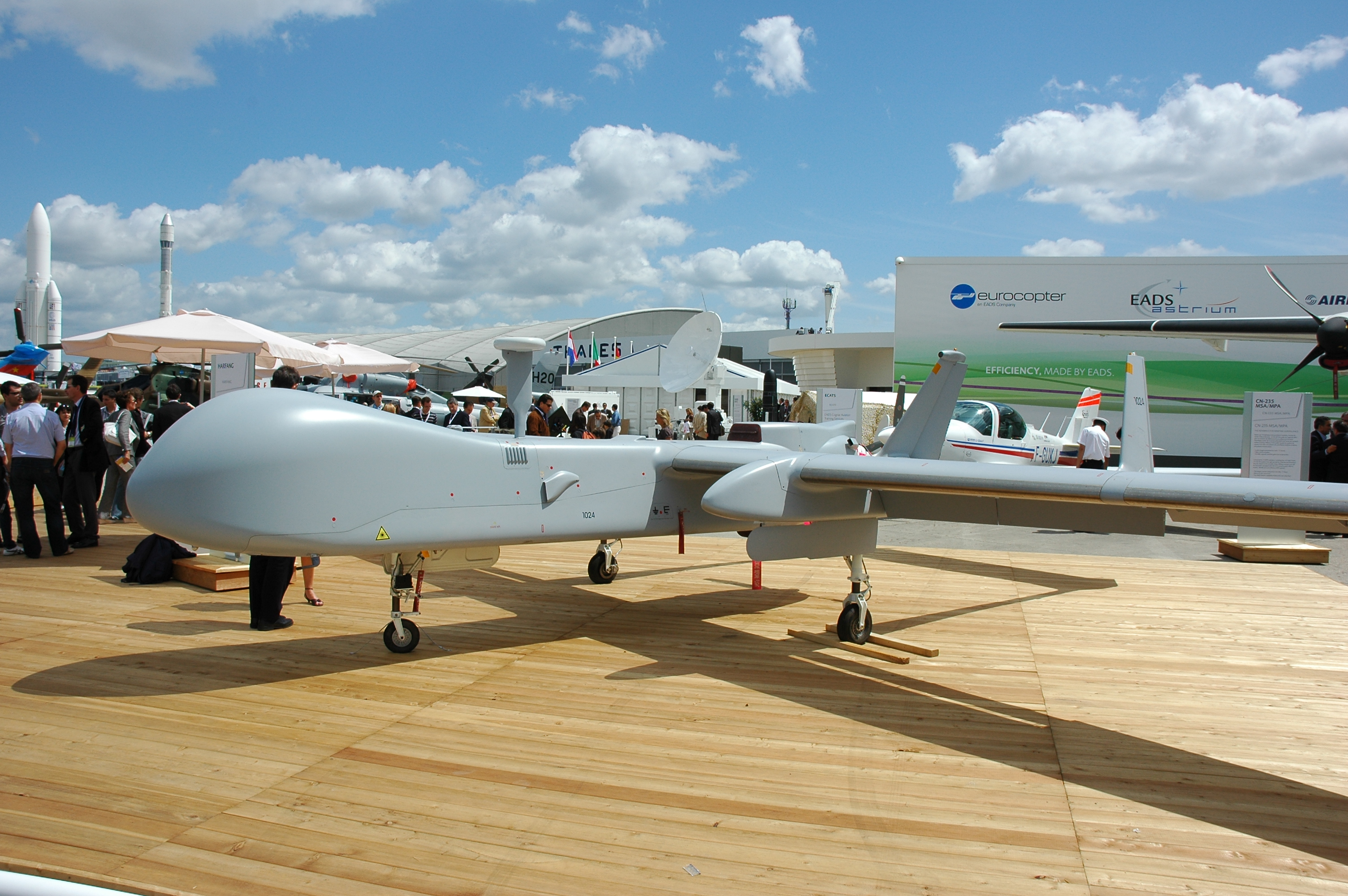
Drone EADS Harfang en service de 2008 à janvier 2018.

## L'Aéronautique militaire

### Les prémices de l'aviation militaire (1793-1912)

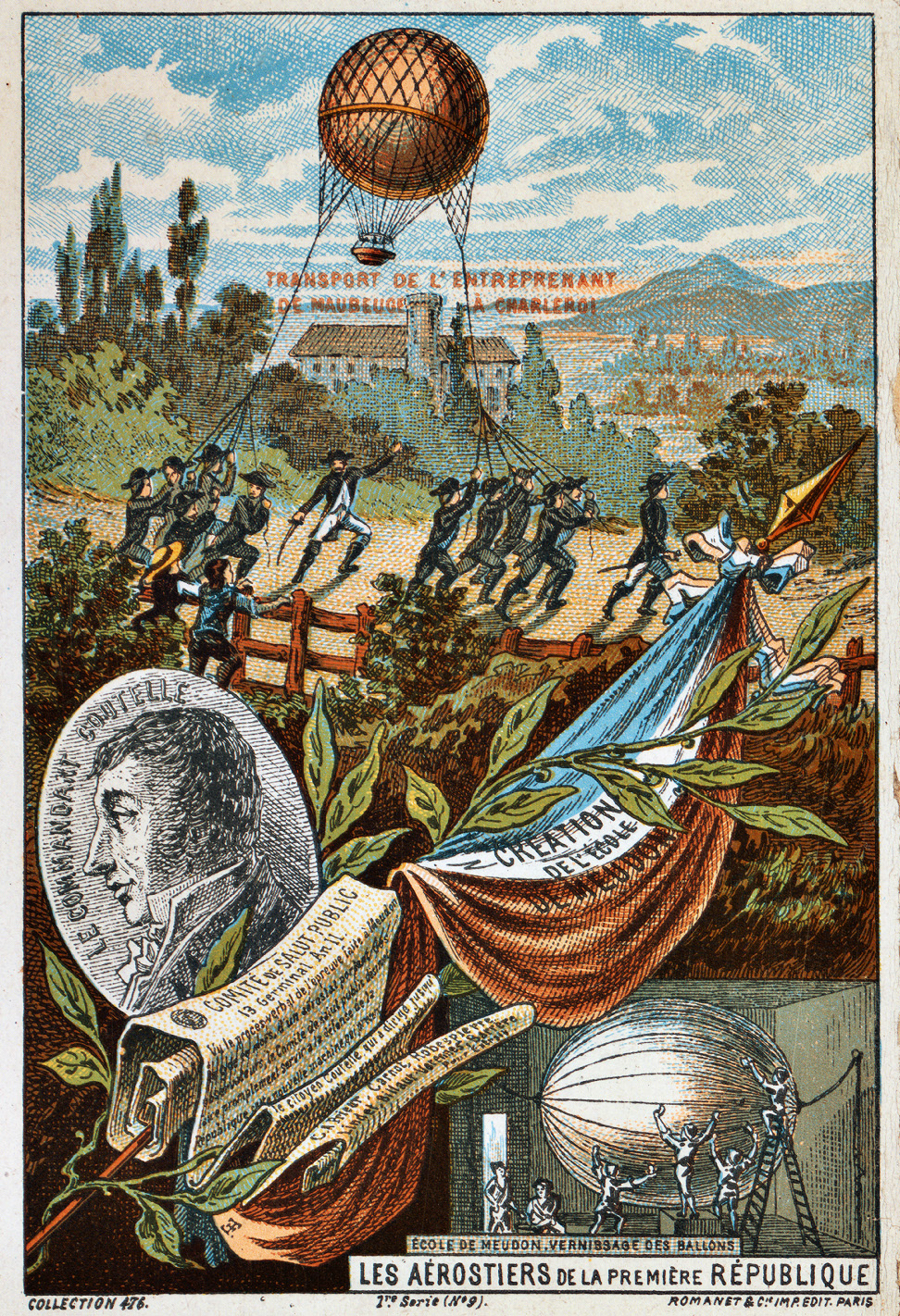
La compagnie d'aérostiers transporte le ballon à Fleurus en 1794.

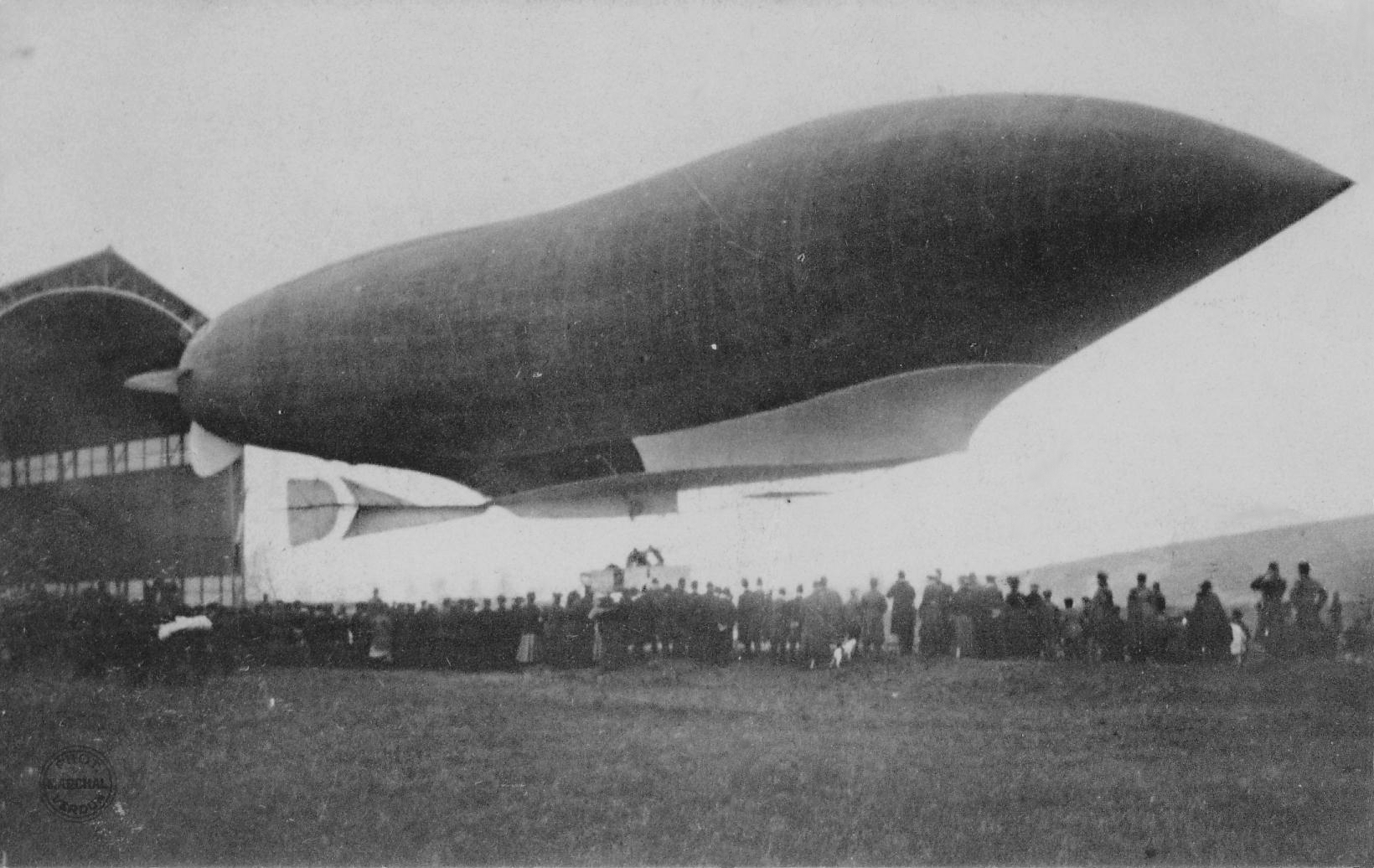
Le dirigeable Patrie en 1907, l'un de ceux construit par les frères Paul et Pierre Lebaudy.

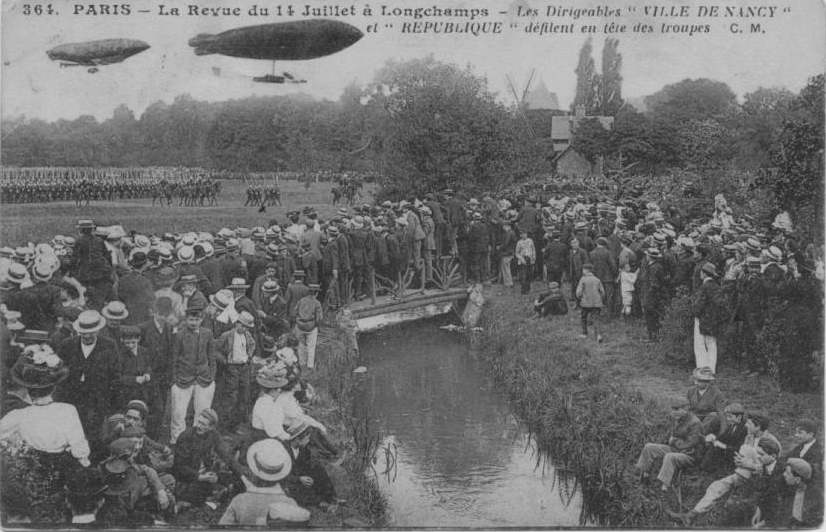
Les dirigeables Ville de Nancy et République lors du défilé du 14 juillet 1909.

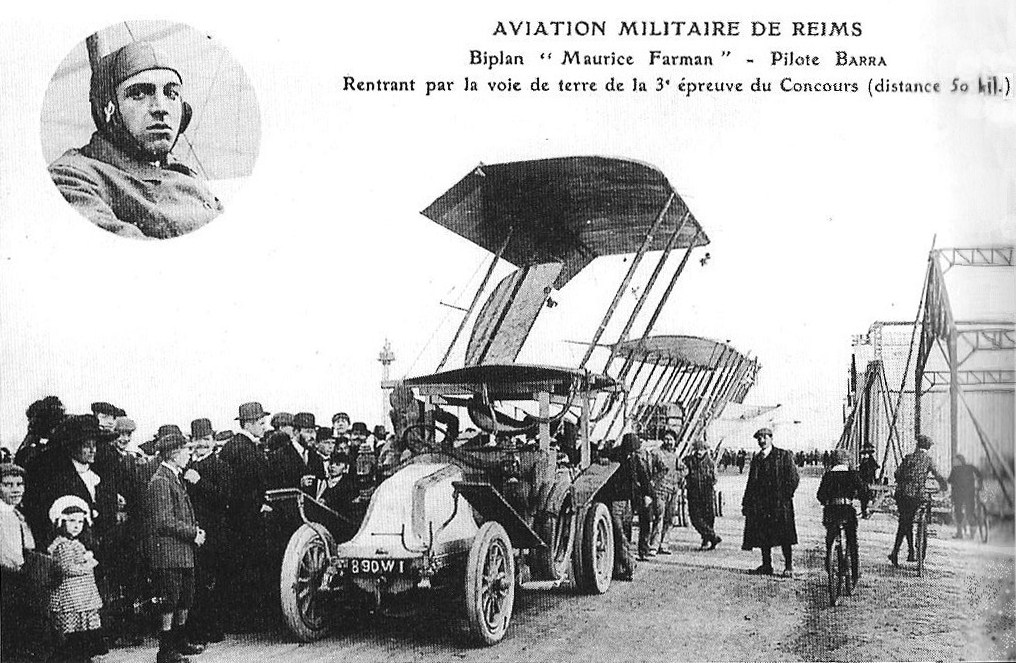
Avion Farman devant être transporté par route avant d'être mis en œuvre, condition de la commande militaire 1911.

Le premier emploi de la troisième dimension dans les opérations militaires remonte à 1793, avec la création d'une compagnie d'aérostiers. Le ballon L'Entreprenant est crédité de services ayant permis la victoire lors de la bataille de Fleurus en 1794.
Au cours de la guerre de 1870, Paris s'est retrouvée encerclée.
Des ballons à gaz, avec nacelle, ont été utilisés pour transporter notamment le courrier civil ou militaire, et des passagers, ainsi que des pigeons. Léon Gambetta quitte la capitale à bord du Ballon monté L'Armand Barbès, il rejoint le gouvernement replié à Tours.
À la fin du XIXe siècle apparaît l'aéronef à voilure rigide, il transforme complètement l'esprit de la conquête de l'air.
L'Armée s'intéresse très tôt à cette nouvelle invention : dès 1909, le ministère de la Guerre accorde 400 000 francs-or à l'aéronautique.[réf. nécessaire] La part du budget de la guerre consacré à l’aviation passe à 1,4 million en 1910. Il atteint 7 millions en 1911.
La Direction du génie suivait avec une grande attention les progrès de l’aviation, intéressée par son potentiel pour des missions de reconnaissance. Alors que les aéroplanes de l’époque n’atteignent pas une altitude satisfaisant ses besoins, le génie achète à la fin de l’année 1909 cinq appareils pour étudier leurs applications militaires (deux à Orville et Wilbur Wright, deux à Henry Farman, un à Louis Blériot[réf. souhaitée]) et ne pas laisser l’aviation être rattachée à l’artillerie qui se montre également très intéressée, les avions permettant de mieux régler ses tirs.
L'instruction au pilotage devient une priorité. En 1909, une première section militaire entièrement destinée à cet apprentissage ouvre sur le terrain de la future Base aérienne 122 Chartres-Champhol, bientôt suivie par celles de Pau et d'Ambérieu-en-Bugey. Bien d'autres écoles d'aviation militaire voient le jour avant 1914.
Début 1910, l’artillerie commande sept aéroplanes : deux Wright, trois Henry Farman, deux Antoinette.
C'est du 9 juin 1910 que sont datés les débuts de l'Aviation militaire en France avec le premier raid effectué par les officiers Albert Féquant et Charles Marconet du camp de Châlons-sur-Marne à Vincennes à bord d'un Farman, soit 160 kilomètres en 2 h 30. Cette première mission amène également la réalisation des premiers clichés photographiques de reconnaissance, permettant de développer plus encore l'aéronautique militaire.
L'état-major prend alors la mesure de l'intérêt de l'emploi militaire de l'aviation en engageant des aéroplanes au côté de dirigeables lors des grandes manœuvres de Picardie en 1910. Dès lors, le brevet de pilote militaire est créé (en 1911), le premier concours d'avions pour une commande militaire est organisé sur le terrain d'aviation de Reims et la loi du 29 mars 1912 consacre l'« aéronautique militaire » comme arme aux côtés des quatre armes « de tradition » que sont l'infanterie, la cavalerie, l'artillerie et le génie militaire. Cette autonomisation, issue d’un regroupement interarmes, marque la fin de la querelle entre le génie et l'artillerie pour la mainmise sur l'aviation.
Les cinq premières escadrilles ont été créées au début de 1912 (donc deux ans et demi avant le début de la Première Guerre mondiale, et bien avant la création officielle de l'Armée de l'air qui date, elle, de 1934).
Ces cinq escadrilles, constituées chacune de six avions d'un même modèle étaient:
- l'escadrille Henry Farman, H.F. 1 à Châlons;
- l'escadrille Maurice Farman, M.F.2, à l'école de Buc;
- l'escadrille Blériot, BL.3, à Pau;
- l'escadrille Deperdussin, D.4, à Saint-Cyr l'École;
- l'escadrille Maurice-Farman, M.F. 5, à Saint-Cyr l'École.

La désignation des escadrilles comportait l'identification du type d'appareil suivie d'un numéro d'ordre. Par la suite, on retrouvera parmi les appellations les plus courantes : SPA pour une escadrille équipée de SPAD, N pour Nieuport, SAL pour Salmson etc.

### La Première Guerre mondiale

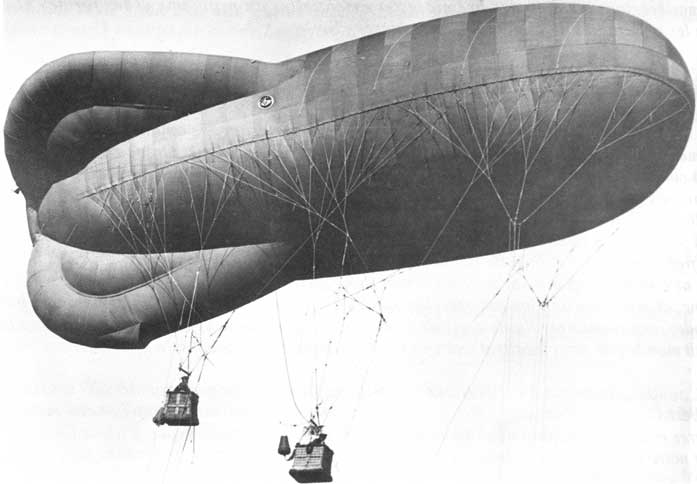
Un ballon d'observation français type Caquot en 1915.

Lors de l'entrée de la France en guerre, début août 1914, l'aéronautique militaire disposait d'un total de 148 avions (dont huit de l'aéronautique navale) équipant 25 escadrilles de six avions et trois escadrilles de cavalerie de quatre avions. Numérotées dans l'ordre chronologique de leur création, avec en préfixe les initiales du type d'appareil qu'elles utilisent, ces escadrilles étaient les suivantes :
- Bl 3, MF 5, Bl 9, Bl 10, Bl 17 et Bl 18 à disposition de la Ire armée.
- HF 1, MF 8, HF 19, MF 20 et MS 23 à disposition de la IIe armée.
- MF 2, HF 7, HF 13, MF 16 et C 25 à disposition de la IIIe armée.
- C 11, V 14, V 21 et Do 22 à disposition de la IVe armée.
- D 4, D 6, N 12, REP 15 et V 24 à disposition de la Ve armée.
- Bl C2, Bl C4 et Bl C5 à disposition du corps de cavalerie.

L'aérostation disposait de son côté de huit compagnies armant huit ports d'attache pour dirigeables et quatre compagnies de place pour quinze dirigeables. Leur adversaire dans le ciel de France et de Belgique sera la Luftstreitkräfte, l'aviation de l'Empire allemand.
Nommé directeur de l'Aéronautique militaire au ministère de la Guerre le 10 octobre 1914, le général Hirschauer complète le programme d'augmentation du nombre des escadrilles en réduisant le nombre de types d’appareils en service : Morane-Saulnier Parasol et biplan Farman pour la reconnaissance, Caudron G.III pour l’observation et le réglage d’artillerie, biplan Voisin III pour le bombardement. Ce plan prévoit de porter le nombre d'escadrilles à 65, soit :
- 16 escadrilles d'armée sur Morane-Saulnier, Voisin et Maurice Farman.
- 30 escadrilles de corps d'armée sur Caudron.
- 16 escadrilles de bombardement sur Voisin et Maurice Farman.
- 3 escadrilles de cavalerie, autorisées à conserver leurs monoplans Blériot.

Les premiers combats aériens de l'histoire de l'aviation impliquent l'aviation française, et interviennent très tôt dans la guerre ; en effet, le tout premier combat aérien de l'histoire de l'aviation oppose le Voisin piloté par le sergent Joseph Frantz (accompagné de son mécanicien) à un Aviatik allemand le 5 octobre 1914, et la victoire est obtenue par les deux Français.

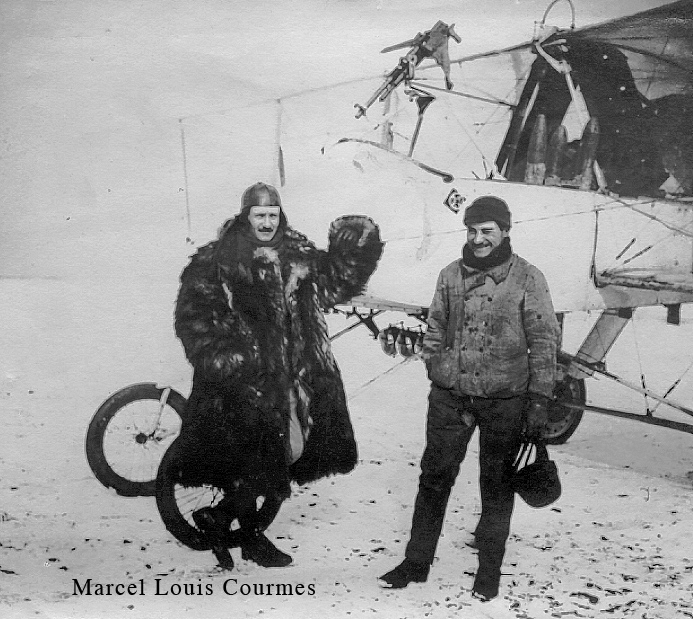
Marcel Courmes, officier français et pilote, 2e groupe de bombardement GB2, août 1915.

La création du premier groupe de bombardement (le GB1) regroupant les trois escadrilles VB1, VB2 et VB3 date de novembre 1914. Les premiers essais en ce domaine ayant eu lieu en 1912.
Ce programme sera modifié à de nombreuses reprises, avant de se stabiliser en novembre 1915 autour de 128 escadrilles pour 1 310 avions. Au 30 mars 1915, l’aviation militaire compte 5 000 hommes dont 130 officiers, 500 pilotes et 200 observateurs.
Le recrutement se montre aisé. De nombreux officiers de l'Armée de terre demandent leurs mutations comme pilotes. La cavalerie, en particulier, est entravée par la stabilisation du front. Les réseaux de tranchées n'offrent plus l'espace de manœuvre qui lui est tactiquement nécessaire. Les officiers de cavalerie sont attirés par la dimension « chevaleresque » du combat aérien, conforme à leurs traditions. Les deux chevrons verts qui ornent aujourd'hui les épaulettes des pilotes en sont la trace.

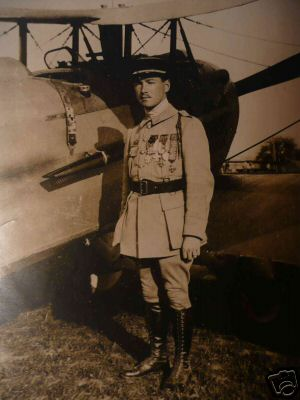
René Fonck près de son SPAD S.XIII.

En revanche, le début de la guerre nécessite également de penser l'organisation de la formation des pilotes, avec la création des écoles d'aviation militaire, ancêtres de l'école de pilotage de l'Armée de l'air, comme celles de Chartres (future base aérienne 122 Chartres-Champhol) ou d'Avord.
Cette formation connaîtra beaucoup de soubresauts : de 1914 à 1918, la capacité est insuffisante pour assurer les besoins en pilotes. Le futur général Adolphe Girod joue un rôle décisif, en ce domaine.
La première escadrille française de chasse, l'escadrille MS 12, fut créée le 1er mars 1915 à l'initiative du commandant Charles Tricornot de Rose, et commandée par le capitaine de Bernis. Le plus grand as de l'aviation française, et peut-être de la Première Guerre mondiale fut René Fonck avec 75 victoires confirmées.
La première mission de ce que l'on appellera par la suite l'appui aérien rapproché a lieu le 13 septembre 1915, elle est effectuée par deux avions de l'aviation française.
Si les années 1914-1915 ont été marquées par l'éclosion des spécialités renseignement, bombardement et chasse, 1916 constitue le moment où, l'expérience de la bataille de Verdun aidant, les adversaires en présence découvrent l'importance essentielle de la bataille aérienne. De grandes unités aériennes rassemblant parfois des centaines d’appareils sont créées par les principaux belligérants.
En avril 1917, 2 940 avions étaient en service groupé en 301 escadrilles. 5 233 pilotes
La bataille du Chemin des Dames constitue une hécatombe pour les aviations britannique et française face aux tactiques de combat en groupe de l'aviation allemande (l'aviation française compte 108 tués, blessés ou disparus du 16 au 30 avril 1917). Le colonel Marie Charles Duval est nommé au Service aéronautique aux armées pour remédier à la situation, l'individualisme des pilotes et le saupoudrage des escadrilles sur un large front doivent être remplacés par la masse et la concentration des appareils.
En France, Duval, devenu général, met en place une Division aérienne (« Daé »), première grande unité permanente, disposant à sa création en mai 1918, de 371 chasseurs et 230 bombardiers. Elle sera utilisée avec succès lors des grandes batailles et offensives de cette dernière année de guerre. Outre son soutien aux forces françaises sur les différents théâtres d'opérations où elles sont engagées, elle déploie deux escadrilles sur le front de l'Est en 1917 pour soutenir son homologue russe.
Sur 1 540 000 combattants sur le front fin octobre 1918, l'Armée de terre dispose alors de 45 000 aviateurs et aérostiers. Un total de 17 402 brevets de pilotes militaires ont été décernés à la fin de la guerre, dont environ 7 300 seront pour des pilotes de chasse.
Au moment de l'armistice, en novembre 1918, 4 608 avions étaient en service groupé en 391 escadrilles. 6 233 pilotes et observateurs furent tués sur les 17 300 engagés dans le conflit, soit 31 % de pertes. Environ 60 % des pertes sont accidentelles.
Sur les 182 as français (ou 175 français et 11 étrangers sous commandement français), 37 sont morts au combat pendant la guerre et 27 ont été tués après la guerre dans des accidents d'avion. Ces hommes, qui représentent 3 % des pilotes de chasse formés en France, ont totalisé 1 756 victoires homologuées sur un total général revendiqué de 3 950.
La France possède alors la première industrie aéronautique au monde et a fabriqué un total de 52 000 avions et 90 000 moteurs d'avions.

### L'Aéronautique militaire française après 1918

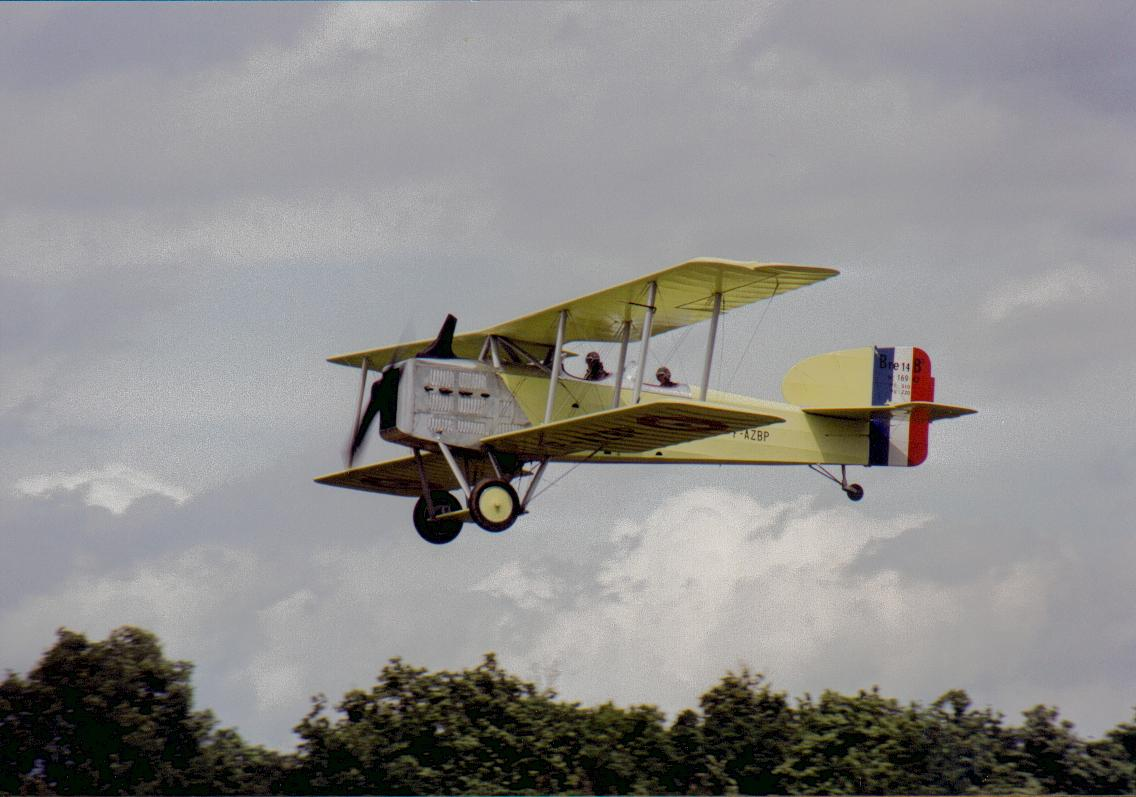
Une reconstitution d'un Breguet XIV en 1994. Ce bombardier sera le fer de lance de l’aviation de combat française de 1917 à la fin des années 1920.

#### Après l'armistice
Malgré le déploiement de certaines escadrilles sur la rive droite du Rhin en 1919 lors de l'occupation d'une partie de l'Allemagne et la formation de la force aérienne polonaise en 1919, de nombreuses escadrilles sont dissoutes après l'Armistice et une première réorganisation de l'Aviation militaire intervient en 1920. Le nombre d'escadrilles est fixé à 137, regroupées en Régiments d'Aviation :
- 3 Régiments aériens de chasse à 9 escadrilles
- 3 Régiments aériens de bombardement à 12 escadrilles
- 7 Régiments aériens d'observation à 8 escadrilles
- Le Régiment aérien du Maroc (7 escadrilles)
- Le Régiment aérien d'Algérie et de Tunisie (7 escadrilles)

Ces chiffres resteront théoriques, car on ne compte en réalité que 127 escadrilles en activité, soit 25 escadrilles de chasse, 30 de bombardement et 72 d'observation. Ces escadrilles perdent également dès 1920 leur nom de tradition issu de la guerre, étant renumérotées 101e, 102e, etc. dans les régiments de chasse, 201e, 202e, etc. dans les régiments de bombardement, puis plus simplement 1re escadrille, 2e escadrille, etc. pour chaque régiment à partir d'août 1920. Mais si ces noms de traditions n'apparaissent plus dans les documents officiels, leur utilisation reste courante officieusement, et perdure encore aujourd'hui (l'escadrille des Cigognes en est le meilleur exemple).

#### Réorganisation des structures
Une nouvelle réorganisation intervient en 1924 avec la création de neuf régiments homogènes (2e et 3e régiment de chasse, 11e et 12e régiment de bombardement de jour, 21e et 22e régiment de bombardement de nuit, 31e, 37e et 39e régiment d'observation), quatre régiments aériens mixtes (32e, 33e, 34e et 35e) composés d'escadrilles de chasse et de reconnaissance et quatre groupes autonomes, les groupes d'aviation d'Afrique no 1 (Alger), no 2 (Oran), no 3 (Sétif) et no 4 (Tunis). Cette réorganisation touche aussi les écoles avec une école de pilotage à Istres et à Chartres, une école de tir et de bombardement à Cazaux et une école d'observation à Hourtin. Elles seront complétées par la suite avec la création d'une école de perfectionnement au pilotage à Étampes et d'une école des mécaniciens (Bordeaux puis Rochefort). Cette organisation demeurera inchangée jusqu'à la création du ministère de l'Air en 1928, mis à part la création d'un nouveau régiment, le 38e régiment d'aviation d'observation et de deux groupes autonomes (nos 14 et 36).

#### Les révoltes dans l'empire colonial français et le fait aérien
L'empire colonial français connaît jusqu'en 1930 quatre révoltes d'envergure, la guerre du Rif en 1924-25, la révolte syrienne en 1925-27, la guerre du Kongo-wara en Oubangui-Chari (actuelle République centrafricaine) entre juillet 1928 et janvier 1930 et la Mutinerie de Yên Bái en Indochine en 1930.
Si les révoltés du Kongo Wara sont combattus uniquement par des troupes terrestres, si la mutinerie de Yen Bay est accompagnée de quelques bombardements et de mitraillages des colonnes rebelles, la guerre du Rif et la révolte syrienne montrent le rôle crucial de l'Aéronautique militaire dans la conduite des opérations de guerre.
La guerre du Rif
L'aviation a une grande importance durant la guerre du Rif de 1924-1925. Les avions engagés sont majoritairement des Breguet 14. Mi-juin 1925, le commandant du 37e régiment d’aviation, seule unité aéronautique du commandement supérieur des troupes au Maroc compte un total théorique de 190 avions disponibles, soit 18 des 22 escadrilles normalement disponibles en AFN et au Levant. Sur ce total, 120 appareils sont pleinement opérationnels et directement déployés dans le nord du Maroc
Elle a effectué plus de 10 907 vols de guerre, et largué 1 154 tonnes de bombes. 2 300 soldats ont été évacués par voie aérienne et de nombreuses garnisons, compagnies, voire des bataillons entiers doivent leur survie à l’intervention des avions. 40 pilotes soit 14 % des officiers du 37e régiment d’aviation, trouvent ainsi la mort au Maroc.
La grande révolte syrienne, ou révolte des Druzes
L'insurrection naît dans le Djebel el-Druze à l'été 1925. L'Armée française, en difficulté, perd une part importante de la Syrie et laisse Damas en partie aux insurgés. La ville est bombardée en octobre 1925 par l'artillerie et l'aviation pour en reprendre le contrôle. L'aéronautique militaire se distingue en avril 1926, lors du siège de 65 jours de Soueïda (capitale du Djebel el-Druze) par les combattants druzes. Le ravitaillement est effectué par les airs, avec un parachutage pour les objets les plus fragiles. Les conditions de survol font des avions des cibles faciles pour les troupes ennemies. Sans ce support, la ville serait tombée en quelques semaines.
L'appui aérien est assuré par le 39e régiment d'aviation d’observation, dont le commandement est à Rayak (Liban) et disposant de 8 escadrilles équipées d'environ 60 à 70 Breguet XIV.
L'aviation a un rôle d'éclairage du champ de bataille, pour détecter et suivre les mouvements de l'ennemi. Elle appuie les colonnes d'infanterie et de blindés par des mitraillages des éléments ennemis, dégageant souvent les troupes de situations compromises. Les liaisons sont assez mauvaises avec l'infanterie et le travail se fait surtout au profit de l'artillerie. L'avion apparaît comme un moyen de communication sécurisé et se révèle dans de nouveaux usages, l'évacuation médicale sur les théâtres d'opérations militaires et le ravitaillement des garnisons encerclées.

## L'Armée de l'air

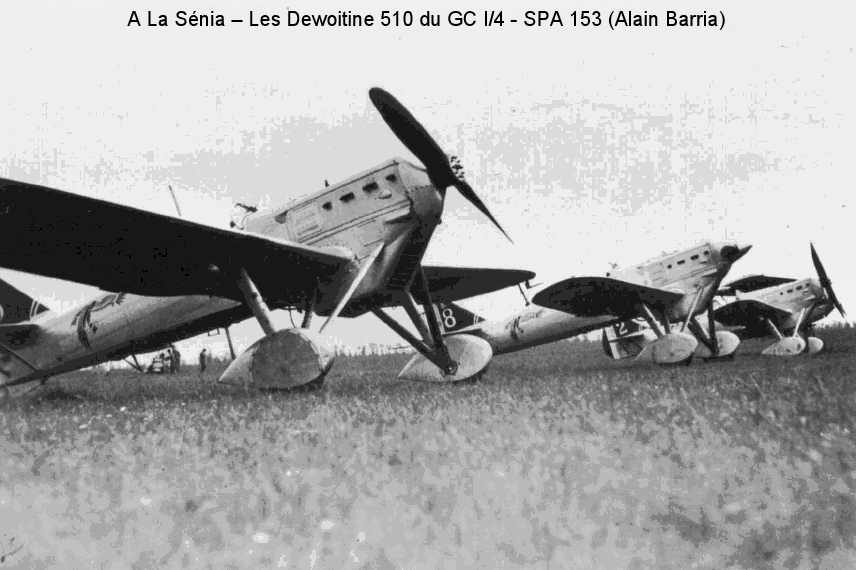
Dewoitine D.510 de l'escadrille SPA 153. Dernier chasseur à train fixe et cockpit ouvert utilisé par l'Armée de l'air française, il entre en service en septembre 1936.

### Création d'une nouvelle arme en 1934

#### Les structures
Depuis la fin de la Grande Guerre, l'aéronautique militaire française se trouvait scindée en deux éléments affectés à des tâches différentes. Un texte du 2 septembre 1938 explicite l'organisation de l’Armée de l'air, qui naît d'un décret du 1er avril 1933, et existe en tant qu'armée indépendante depuis le 2 juillet 1934.
En 1932, l'appellation d'escadre remplace celle de régiment.
Le 21 octobre 1933, les bases aériennes sont créées.
L'indépendance institutionnelle de la nouvelle Armée de l'air est pourtant fragile, et son autonomie opérationnelle l'est encore plus : les forces aériennes réservées (chasse, bombardement, reconnaissance stratégique), conçues pour intervenir en masse dans la bataille au sol sous les ordres du commandant en chef des forces aériennes (le général Joseph Vuillemin, chef d'état-major général de l'Armée de l'air à partir du 18 février 1938) et les forces aériennes de coopération (avions de chasse, de corps d'armée, d'observation et de réglage d'artillerie) sont affectées organiquement aux armées terrestres, pour soutenir leur action. L'Armée de terre souhaitait disposer d'une aviation propre en vue d'effectuer ses missions de renseignement et de réglage des tirs d'artillerie. En 1939, la moitié de l'aviation de chasse est affectée aux forces terrestres à raison d'un groupe par armée, celle-ci ayant aussi des groupes aériens d'observation. L'Armée de l'air était chargée de l'entretien technique de ces unités, sans aucune autorité sur ces forces aériennes organiques.

#### Les moyens et la préparation de l'effort de guerre
Les moyens
| Budget de la défense par armée | 1926-1936 | 1937 | 1938 | 1939 |
| ------------------------------ | --------- | ---- | ---- | ---- |
| Armée de terre                 | 31 %      | 40 % | 43 % | 32 % |
| Armée de l'air                 | 27 %      | 32 % | 33 % | 51 % |
| Marine nationale               | 42 %      | 28 % | 24 % | 17 % |

Entre 1923 à 1933, le budget de matériel a doublé. Dans le même temps, le prix unitaire des avions a parfois sextuplé, selon les types d’appareils. Les avions mis en ligne en 1938 ont un coût unitaire 13 à 14 fois plus élevé qu’en 1923, de sorte que, malgré l’importance des crédits extra-budgétaires affectés à l’Armée de l’air, la mise en service des nouveaux matériels s'est faite au prix de la réduction des effectifs.
Au moment des Accords de Munich en septembre 1938, l'Armée de l'air dispose seulement de 493 chasseurs, de 644 bombardiers et avions d'attaque, et de 340 avions de reconnaissance et d'observation, soit 1 509 avions. Leur état est bon ; ils sont en grande majorité, obsolètes. Les plans mis en œuvre pour rattraper le retard pris face au réarmement du Troisième Reich ne purent aboutir, malgré les efforts que fournit l'industrie aéronautique française, dont la production augmenta tardivement, en 1939 (2 277 avions, contre 533 en 1938).
Les innovations
- Unités parachutistes

Dans un autre domaine, le 1er avril 1937, le capitaine Frédéric Geille crée la première unité parachutiste de l'Armée de l'air (et de l'histoire militaire française), le 601e groupement d'infanterie de l'air (601e GIA). Le 602e GIA est inemployé  durant la campagne de France.
- Détection électromagnétique

Pierre David débute en 1928 dans un cadre militaire des expérimentations de détection électromagnétique. Il obtient en 1934 des crédits pour le Laboratoire national de radioélectricité et développe au Bourget un dispositif bistatique en onde continue. Un émetteur ({\displaystyle \lambda }=4 m, 75 MHz, 50 W continus) et un récepteur décalé de 5 km permettent de détecter un avion à une distance de 10 km, avec un plafond de 7 000 mètres. La ligne de base entre l'émetteur et le récepteur fut graduellement étendue à 21 km avec succès.
Le signal est perçu au moyen d'un casque indiquant par un son le battement Doppler provoqué par le passage d'un mobile. Le dispositif présente l'avantage d'un coût limité et d'une grande légèreté, les antennes pouvant être transportées par un seul homme.
Un réseau de barrages est installé à Reims pour les manœuvres de juillet et août 1938 dans plusieurs configurations. L'interception de cibles par la chasse est réalisée de nuit.
La découverte du réseau radar britannique en 1938, le Chain Home, provoque un choc parmi l'état-major français et déclenche l'attribution de crédits importants à la détection électromagnétique des avions. Ce contexte et le succès des expérimentations à Reims, poussent l'armée française à adopter la détection électromagnétique (DEM). Les sociétés SADIR (Société Anonyme Des Industries Radioélectriques) et LMT (Le Matériel Téléphonique) débutent la construction de barrières radioélectriques, constitués de radars bistatiques fonctionnant à 30 MHz nommées barrages David.
L’Armée de l’air commande alors trente équipements la même année (émetteur de 300 W, {\displaystyle \lambda }=5 m).

#### L'empire colonial français
La campagne de l’Anti-Atlas, 20 février - 10 mars 1934.
Le gouvernement d'Édouard Daladier s'inquiète de la situation en Allemagne à partir de 1933. Il désire achever la Pacification du Maroc, débutée en 1912 et étendue au Haut Atlas en 1932, pour rapatrier ensuite des troupes en métropole. La campagne de l’Anti-Atlas se veut la dernière, elle doit empêcher toute fuite d'opposants au Maroc espagnol. Les tribus de cette région comportent 40 000 guerriers expérimentés qui résistent aux actions par leur grande mobilité.
Le général Antoine Huré favorise la surprise tactique en s'appuyant sur le mouvement ainsi que sur la vitesse. Les qualités des troupes motorisées et de l'aviation sont utilisées ; l'état-major suit l'évolution des combats par des liaisons par radio. La concentration de troupes la plus importante depuis la guerre du Rif est à disposition, soit 35 000 hommes, 500 véhicules dont une centaine de blindés, 10 500 montures et huit escadrilles ou une centaine d'avions, principalement des Potez 25 TOE.
L'ensemble comporte deux groupes d’opérations ou GO. Le GO ouest du général Georges Catroux comprend trois groupements formés d’infanterie légère, d’escadrons de
cavalerie à cheval, d’artillerie tractée et de compagnies de chars. Le GO positionné à l'est, confié au général Henri Giraud, bénéficie du gros des moyens, avec deux groupements. Le groupement du colonel Maratuech est identique au GO placé à l'ouest. Le groupement du colonel Trinquet concentre la majorité des unités motorisées. Il bénéficie d'un appui constant de l'aviation, qui assure l'éclairage et attaque les objectifs d'opportunité à la bombe et à la mitrailleuse.
Le groupement Trinquet déstabilise les arrières ennemis par des manœuvres de débordement de plus de 200 kilomètres. Les unités motorisées devancent toute tentative d'offensive ou de fuite. Les tribus de l'Anti-Atlas se rendent en masse sous l'effet des mouvements d'encerclement. Le GO "ouest" et le groupement Maratuech réalisent la prise de contrôle du terrain. Les troupes du général Huré réussissent en trois semaines à maîtriser 200 000 personnes sur 30,000 km2 de terrains montagneux et saisissent 25 000 fusils.
Ce résultat est obtenu par une manœuvre inter-armes où les qualités de vitesse et d'élongation des unités motorisées et des escadrilles d'aviation disloquent l'ennemi. Cette campagne, dont les enseignements ne seront pas ou peu analysés par l'état-major français, est comparée à la bataille de France de 1940, où une force beaucoup plus manœuvrière déstabilise totalement l'Armée française.

### La Seconde Guerre mondiale

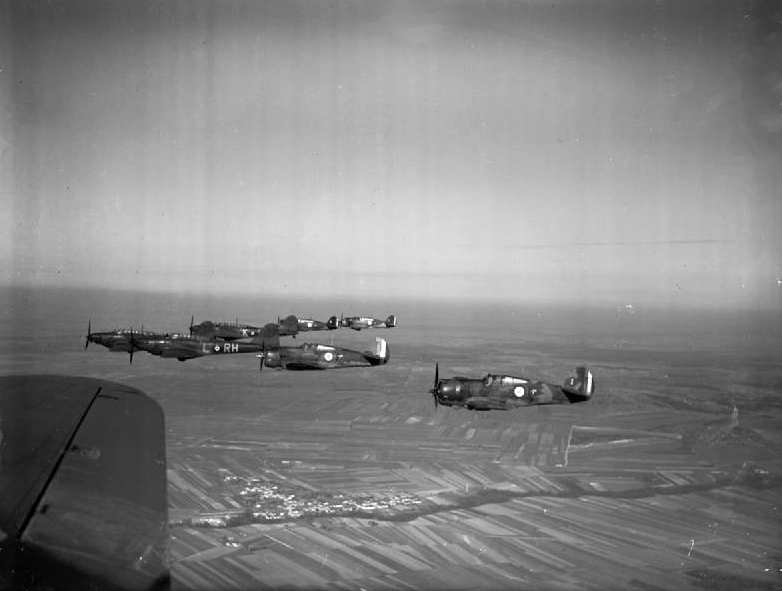
Des Fairey Battle de la RAF Advanced Air Striking Force, basés a Mourmelon-le-Grand, volant en formation avec des Curtiss P-36 Hawk de la 1re escadrille du Groupe de Chasse 1/2 (GC 1/2) en février 1940.

#### La drôle de guerre
Durant la drôle de guerre, l'aviation obtient 80 victoires sur la Luftwaffe. Le nombre d'officiers en janvier 1940 est alors de 8 693 en comptabilisant les réservistes.

##### Le renforcement des moyens

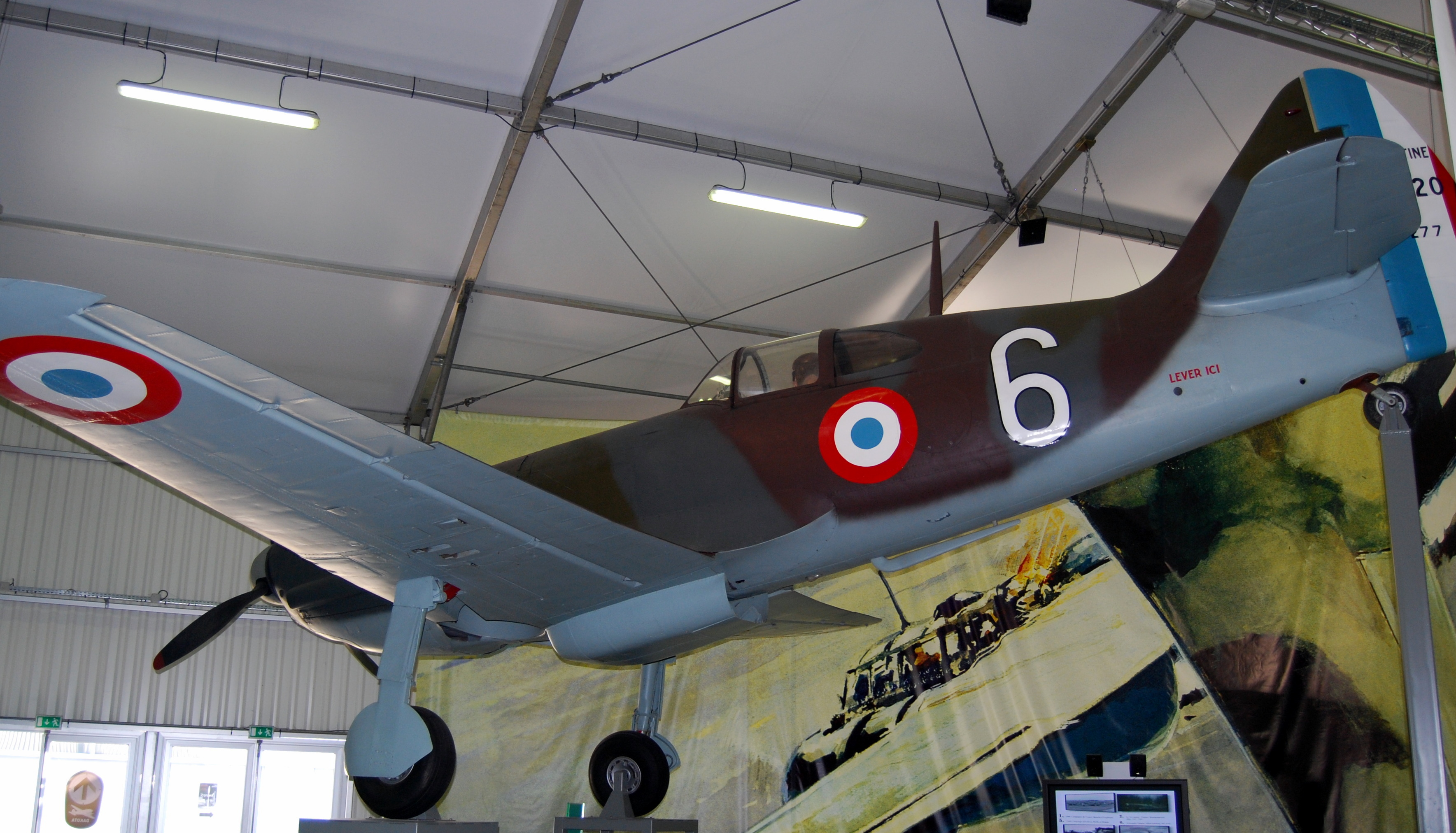
Le Dewoitine D.520 est le meilleur chasseur français en service lors de la bataille de France.

L'Armée de l'air française connaît l'augmentation de ses moyens de septembre 1939 à mai 1940.
Elle engage, tardivement, un effort de rattrapage technologique.
La chasse
Les modèles de chasseurs périmés Dewoitine D.500, D.510 et Nieuport-Delage NiD.629 sont retirés de la première ligne ou du service. Les Morane-Saulnier MS.406, Potez 630 et Curtiss H.75 Hawk mis en service entre 1938 et le début de 1939 connaissent une progression de leurs effectifs, passant de 20 à 26 escadrilles. De nouveaux types sont perçus, la série des Bloch MB.151, MB.152, MB.155, le Dewoitine D.520 et l'Arsenal VG 33, ce dernier n'étant toutefois pas mis en service à temps, comme certains autres prototypes plus ou moins avancés ou prometteurs.
Divers éléments étrangers sont intégrés dans l'Armée de l'air. Il s'agit principalement des soldats du gouvernement polonais en exil, après l'invasion de la Pologne. Ils volent dans des groupes de chasse de l'Armée de l'air, dans le Groupe de Chasse Polonaise de Varsovie, GC I/145, formé de Caudron C.714 et de MB.152, et des patrouilles de Défense Aérienne du Territoire sur les Koolhoven F.K.58 ou tout autre type d'avion disponible.
Les escadrilles de première ligne passent de 24 à 31 durant la drôle de guerre.
| Escadrilles de chasse | Nieuport-Delage NiD.629            | Dewoitine D 501/510 | Morane-Saulnier MS.406 | Bloch MB 151/152 | Curtiss H 75 | Dewoitine D 520 | Arsenal VG 33 | Potez 630/631 |
| --------------------- | ---------------------------------- | ------------------- | ---------------------- | ---------------- | ------------ | --------------- | ------------- | ------------- |
| septembre 1939        | 4 escadrilles régionales de chasse | 4                   | 13                     |                  | 4            |                 |               | 3             |
| 10 mai 1940           |                                    |                     | 16                     | 7                | 4            | 1               | prévu         | 6             |

Les bombardiers
Les bombardiers en service avant septembre 1939 sont presque intégralement remplacés, à l'exception des Bloch MB.200 et Farman F.222, par des modèles aux performances plus élevées, avec toutefois une baisse des effectifs en ligne (de 32 à 27 groupes) et une partie des groupes de bombardement en cours de transformation en mai 1940.
| Groupes de bombardement                  | Amiot 143 | Bloch MB.200 | Bloch MB.210 | Potez 540 | Farman F.222 | Leo 206 | Leo 257bis | Amiot 350 | Leo 451 | Breguet 691/693 | Douglas DB 7 | Glenn Martin 167F | Potez 633 |
| ---------------------------------------- | --------- | ------------ | ------------ | --------- | ------------ | ------- | ---------- | --------- | ------- | --------------- | ------------ | ----------------- | --------- |
| septembre 1939                           | 6         | 7            | 12           | 2         | 2            | 2       | 1          |           |         |                 |              |                   |           |
| 10 mai 1940 (en cours de transformation) |           | 4            |              |           | 2            |         |            | (2)       | (2)+2   | (3)+2           | (5)          | (2)+3             | prévu     |

La détection électromagnétique
Les barrages David, acquis à trente exemplaires, dotent en 1939 la Compagnie de Détection Électromagnétique, chargée de les déployer entre la mer du Nord et les Alpes. La livraison de ces équipement d'un coût modéré débute au printemps 1939. Les possibilités se révèlent toutefois limitées : la détection s'effectue uniquement à l'aplomb du barrage, le suivi du trajet d'une cible nécessitant l'installation de réseaux d'antennes en profondeur.
L'Armée de l'air développe des équipements plus performants, en coopération avec la Marine nationale plus précoce dans ce domaine, les radars métriques à impulsions. Ces radars qui ne seront construits qu'a six exemplaires permettent de détecter à 100 km et plus des avions volant à haute altitude.

##### Les lacunes
Les volumes des effectifs et du matériel sont insuffisants
.
Les effectifs
Un plan de formation décidé en 1938 prévoit la formation de 4 400 personnels navigants, 11 400 mécaniciens de toutes spécialités et 2 100 techniciens à ajouter aux personnels sous les drapeaux. Les écoles d'aviation sont passées de 3 au début de 1938 à 15 en septembre 1939. Ces efforts restent insuffisants, puisqu'en septembre 1939, 1 940 officiers navigants et 1 928 sous-officiers navigants sont en service, à peine la moitié des effectifs espérés. La formation de personnel reste de la même manière en deçà des besoins jusqu'en mai 1940.
Un Centre d'Instruction de la Chasse (CIC) est installé en septembre 1939, sur le terrain de la base aérienne 122 Chartres-Champhol.
Les livraisons de matériel
La cadence de livraison reste aussi en dessous des résultats espérés. Le nombre d'appareils n'est que de 3 078, au lieu des 4 739 avions escomptés en avril 1940, le domaine du bombardement étant particulièrement affecté. Le problème n'est pas lié aux effectifs des industries, passés de 88 000 personnes en juin 1939 à 250 000 personnes en juillet 1940. Les difficultés viennent de la fourniture insuffisante des accessoires nécessaires (hélices, canons, radios, trains d'atterrissage…) au fonctionnement des avions, souvent pris en compte sans être réellement "bons de guerre", les pilotes, et surtout les techniciens, improvisant parfois pour faire voler quand même les avions.
L'organisation
L'organisation de l'Armée de l'air présente de nombreux dysfonctionnements.
Le Grand Quartier général de l'Armée (GQG) a supprimé en septembre 1939 le commandement des forces aériennes à disposition des armées terrestres et les commandements aériens liés aux groupes d'armées terrestres. L'ensemble a été remplacé par deux Zones d'Opérations Aériennes (ZOA) Nord et Est reliées aux groupes d'armées du Nord-Est, ce qui permet un fonctionnement simplifié, plus adapté et limite la dispersion des forces.
Le commandant en chef de forces aériennes, le général Joseph Vuillemin, n'agit que sur la zone des armées. Il ne possède aucune autorité sur les fabrications, le recrutement et l'instruction. Cette situation provoque des conflits permanents entre ce dernier et les structures chargées de ces domaines, le ministère de l'Air et l'État-Major général.
Par ailleurs, les tensions sont vives entre l'Armée de l'air et les forces terrestres, qui se plaignent du manque de soutien aérien, de la vétusté des appareils accordés et des limitations apportées aux capacités offensives terrestres. Le général Maurice Gamelin convainc le ministre de l'Air Guy La Chambre de remplacer le général Vuillemin par son subordonné, le général Mouchard. Le chef du gouvernement Édouard Daladier s'y oppose, mais la situation soulève des questions du Parlement.
Ces tensions débouchent toutefois en février 1940 sur une réorganisation de l'Armée de l'air par Guy La Chambre, pour rassurer Édouard Daladier et les parlementaires. Il impose la création d'un commandement des forces aériennes de coopération destiné aux forces terrestres. Cette action réintroduit la subordination de moyens aériens à l'Armée de terre telle qu'elle existait avant septembre 1939. Elle provoque surtout la possibilité d'ordres contradictoires pour les forces aériennes, entre les commandements aériens et terrestres, et disperse les moyens de l'aviation.

#### Du combat à l'armistice
Les différents fronts
L'offensive allemande durant la bataille de France surprend l'Armée de l'air qui est en pleine modernisation de son matériel, ce qui l'oblige à lutter alors que la formation d'une partie des pilotes sur les nouveaux avions est en cours. La première escadrille française envoyée au-devant des colonnes blindées allemandes pénétrant en Belgique, ne les a pas bombardées in extremis. Les pilotes avaient cru discerner dans leur environnement immédiat des colonnes de réfugiés et ont voulu à tout prix éviter de causer des pertes parmi ces derniers.
La Regia Aeronautica affronte les forces françaises lors de la bataille des Alpes. Des vols de reconnaissance débutent sur le territoire français le 11 juin 1940. Des bombardements sont effectués à partir du 13 juin sur les ports et les aérodromes du sud-est de la France et sur les forts de la frontière italo-française.
Des missions de reconnaissance et de bombardement en appui aux Britanniques sont menées en juin 1940 par des Potez 25 de l'escadrille de la Côte française des Somalis contre l'Armée italienne, lors de la conquête italienne du Somaliland britannique.
L'aviation obtient environ 600 victoires lors de la bataille de France sur la Luftwaffe et la Regia Aeronautica.
Les problèmes de l'Armée de l'air
Les moyens d'attaque et de défense des zones d'opérations sont handicapés par les déficits des systèmes de commandement, de liaison, de détection et une mauvaise prise en compte des réalités du combat.
La Luftwaffe concentre son attaque sur le front nord-est de la France. Face à elle, l'Armée de l'air, chargée de couvrir l'ensemble des frontières, se trouve en infériorité numérique. Elle ne dispose pas d'un dispositif cohérent de surveillance radar qui puisse diriger efficacement la chasse vers les attaquants, contrairement à la Royal Air Force. Seules les équipes de guet observent tout au long de la campagne les passages d'avions, mais de jour.
Les équipements de détection électromagnétique prévus sont développés trop tardivement pour influer sur la bataille. Les barrages David se révèlent d'un usage limité et ne peuvent de plus être intégralement déployés avant la cessation des combats. L'Armée de l'air implante des Radars métriques à impulsions fin mai 1940 à Sannois et au fort de Châtillon. Ces radars détectent le 2 juin 1940 les attaques aériennes contre Paris.
La chasse établit des couvertures de défense concentrées sur les zones les plus vulnérables et pour un temps limité, à la manière des fronts fixes de la Première Guerre mondiale, mais face à un ennemi mobile. Elle ne peut affronter avec succès les groupes massifs de bombardiers accompagnés d'une forte escorte de chasseurs, qui saturent ses dispositifs. Les escadrilles de chasse débordées protègent difficilement l'Armée de terre et s'épuisent à contrer les actions ennemies.
Par manque d'équipements radio, les groupes de bombardement dirigés sur un objectif ne peuvent être réaffectés à un autre endroit si la situation change. La désignation d'un objectif et son attaque demandent quatre heures, ce qui compromet les capacités d'action sur des cibles fugitives. Les manœuvres manquent de souplesse et les frappes tombent souvent à côté.
L'efficacité de l'artillerie antiaérienne du Reich est une véritable surprise, alliée à l'action de la chasse allemande. Les Breguet Br.693 qui bombardent en vol rasant se font brutalement étriller par la DCA : le 12 mai 1940 à Tongres, sur 18 appareils, 8 sont détruits et 6 endommagés. Sur les ponts de la Meuse, où l'Armée allemande fait passer ses divisions après la traversée des Ardennes, le 13 mai, les attaques de l'Armée de l'air sont repoussées et la Royal Air Force subit la perte de 31 Fairey Battle sur 71.
À ces difficultés s'ajoutent les ordres de l'état major français d'éviter le bombardement des agglomérations. Ces instructions favorisent le passage des troupes allemandes remontant les longs villages-rues de Belgique et du nord de la France.
L'Armée de l'air, en dépit de l'intensité de son engagement, se révèle incapable de frapper efficacement l'ennemi et de répondre à ses coups. Elle continue pourtant à garder sa cohésion et des capacités d'action, malgré la perte de ses bases et le repli permanent qui en résulte. Elle réussit avant l'armistice à projeter une partie importante de ses moyens de l'autre côté de la mer Méditerranée pour en éviter la saisie par l'ennemi.
Quelques chiffres
Durant cette période, l'Armée de l'air française a perdu entre 1.500 à 2.000 avions, pour environ 500 avions ennemis abattus, le solde d'avions allemands perdus provenant d'autres forces aériennes ou d'artillerie anti-aérienne. Le palmarès des "mille victoires" de la chasse française s'apparente à un mythe, construit en réponse aux critiques infondées dont l'Armée de l'air a fait l'objet après la défaite.
4 864 appareils récents de chasse, de bombardement et de reconnaissance ont été réceptionnés avant l’armistice de 1940 - dont 1 173, avec ceux de l'aviation navale, des 4 426 avions commandés ; 3 082 d’entre eux étant recensés après celui-ci, on parvient à une différence totale de 1 782 avions de combat perdus (sans compter les appareils en instance de réforme en France du fait des combats et de l’usure précipitée du matériel, peut-être de l’ordre de 200 à 300), mais le taux d’indisponibilité au 1er juin 1940 varie de 60 % pour la chasse à 86 % pour le renseignement, si bien que seuls 600 avions peuvent participer aux combats à cette date. Le bilan des pertes varie de 410 à 575 appareils perdus au combat en vol, 230 détruits au sol lors de bombardements, 230 autres par accidents, sans compter ceux qui ont dû être détruits par les forces françaises elles-mêmes devant l’avance allemande et environ 300 capturés par l'ennemi, pour certains sabotés auparavant. L'Armée de l'air a effectué 10 000 sorties entre le 10 mai et le 25 juin 1940, et eut à déplorer 582 tués et 549 blessés.

#### La France libre et Vichy

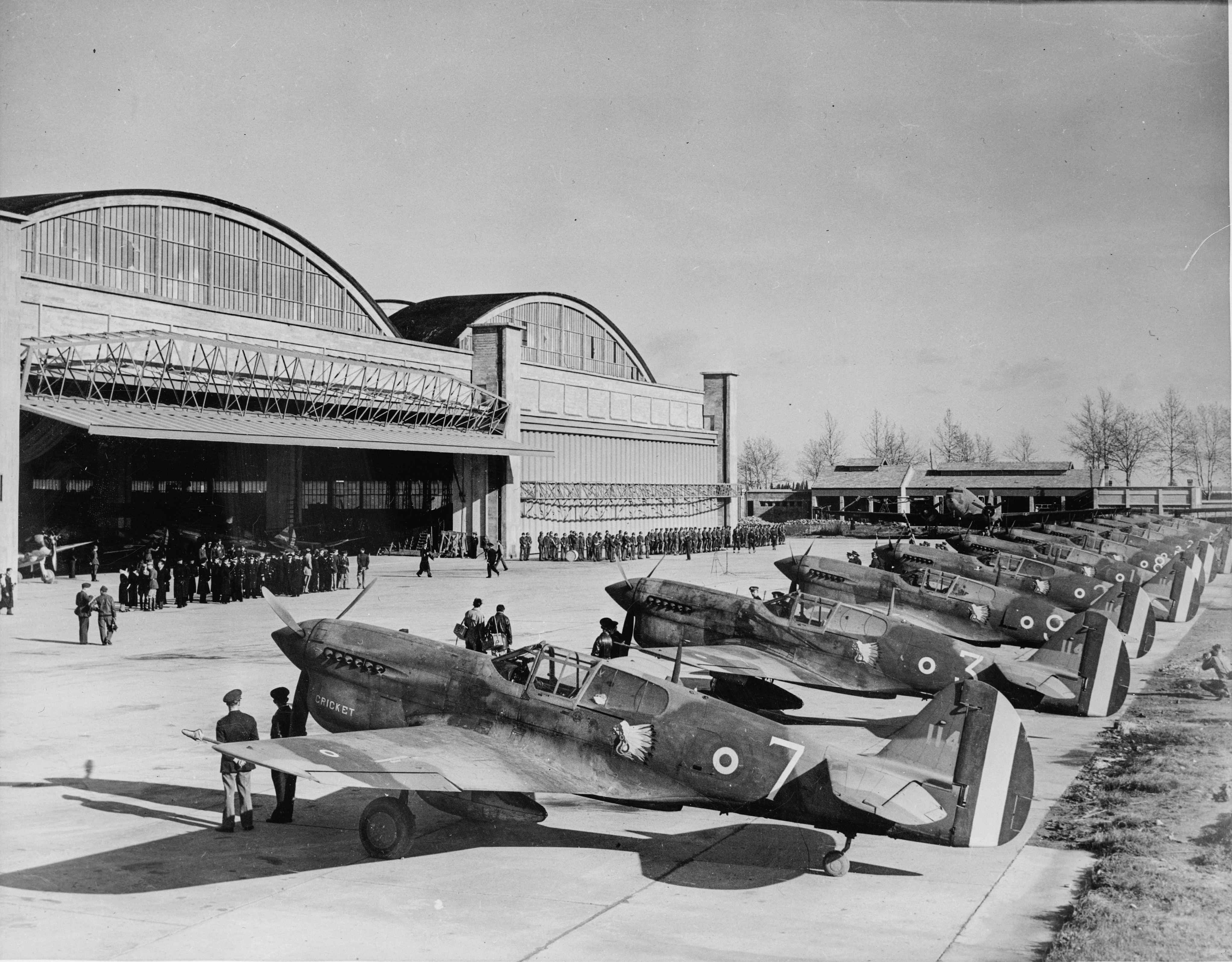
Curtiss P-40F Warhawk américains livrés à Casablanca, protectorat français du Maroc pour l'aviation de l'armée d'Afrique de Giraud (groupe de chasse La Fayette héritier des traditions de l'Escadrille La Fayette), le 9 janvier 1943. En avril 1944, ils furent remplacés par des P-47D Thunderbolt.

Le nombre d'officiers d'active après la défaite de mai 1940 passe d'environ 4 000 à 2 616 en janvier 1941, auxquels il faut rajouter environ 800 officiers en congé dans l'Armée de Vichy. Ils sont officiellement démobilisés le 27 novembre 1942, mais l'Armée de l'air parvient à conserver 90 % des 1 733 officiers (dont 553 dans des services passés sous juridiction civile).

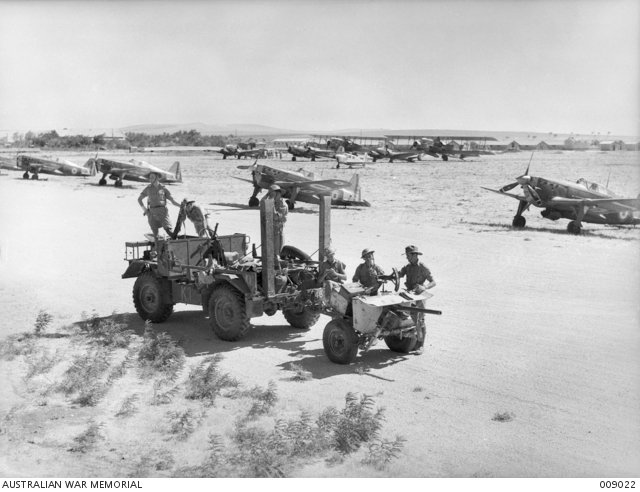
Des soldats australiens devant des Morane-Saulnier MS.406 français sur l'aérodrome d'Alep en juin 1941.

Sous le régime de Vichy, l'aviation fut utilisée contre les Britanniques lors de la bataille de Mers el-Kébir, lors de la bataille de Dakar en 1940, lors de la Campagne de Syrie (1941) et au Liban en 1941. La force aérienne française en Indochine est engagée en 1940 contre l'Armée thaïlandaise durant la guerre franco-thaïlandaise. Lors de l'opération Torch de débarquement américain en Afrique Française du Nord, les Curtiss H.75 Hawk français s'opposèrent aux F4F Wildcat de l'United States Navy, remportant 7 victoires au prix de 15 pertes. 138 officiers de l'Armée de l'air de Vichy sont arrêtés entre 1943 et 1944 pour faits de Résistance, certains sont déportés et d'autres fusillés.
Les militaires de l'Armée de l'air qui refusèrent de cesser le combat après la défaite de 1940 rejoignirent soit individuellement la Royal Air Force, ou soit intégrèrent les Forces aériennes françaises libres, dont la première unité officiellement constituée fut le Groupe de bombardement Lorraine à partir de novembre 1940. À leur création, les FAFL comptèrent 600 volontaires, les ralliements porteront ces effectifs à environ 3 000 au 31 juillet 1943.

#### Vers l'unification
Après l'opération Torch, les Forces Françaises Libres et les unités stationnées dans l'empire colonial français forment l'armée française de la Libération.
Elle reprend progressivement le combat aux côtés des Alliés et va mener une difficile campagne en Tunisie, avec des moyens souvent misérables (issus de l'armée française de 1940, donc démodés). L'armée d'Afrique y côtoie parfois les FFL de Leclerc et de Larminat.

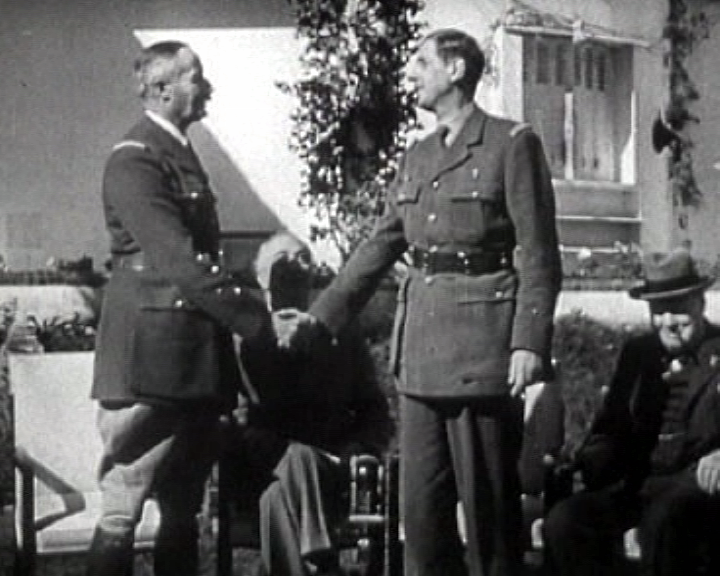
Le général de Gaulle (à droite) serrant la main du général Giraud, devant Roosevelt et Churchill (conférence d'Anfa à Casablanca le 14 janvier 1943)

Mais, une fois la victoire acquise, les dissensions éclatent. À Alger, la lutte pour le pouvoir entre de Gaulle et Giraud a pour enjeu véritable la continuation, ou non, de Vichy. Les Français libres, conscients de leur faiblesse numérique, facilitent le plus possible les ralliements à leur cause, et les chefs de l'Armée d'Afrique s'exaspèrent des désertions qui creusent leurs rangs. Finalement, Giraud obtient du commandement américain le déplacement des deux divisions françaises libres en Tripolitaine.
Cependant, le soutien des organisations de Résistance intérieure et le retournement de commissaires giraudistes du Comité français de la libération nationale, comme Jean Monnet, permettent à de Gaulle de prendre l'ascendant sur Giraud, et un accord est trouvé qui aboutit à la fusion des Forces françaises le 1er août 1943.
L’Armée de l’Air est rééquipée par les Alliés, essentiellement américains, complètement intégrée dans les formations aériennes alliées, soumise aux plans opérationnels des Alliés.
En novembre 1942, excepté les Forces aériennes françaises libres (FAFL) équipées et intégrées pour l’essentiel à la Royal Air Force, les matériels disponibles en Afrique française du Nord (AFN) sont périmés et bien des techniques et des concepts d’emploi sont étrangers aux pilotes français, à l’écart de la guerre moderne depuis plus de deux ans.
De janvier à juin 1943, le rééquipement d’origine américaine est lent. Plusieurs facteurs l’expliquent : priorité à la formation des pilotes américains, priorité aux matériels destinés aux forces américaines en Grande-Bretagne, une forme de doute, aussi, à l’égard de la loyauté de certains pilotes français.
Les forces aériennes françaises, organisées en « groupes » calqués sur le modèle allié sont intégrées dans les formations alliées, et soumises aux grands commandements opérationnels : bombardement, chasse, reconnaissance, transport. Il en est d’ailleurs de même du régiment FAFL « Normandie Niémen » qui se bat aux côtés des Soviétiques sur le front de l’Est. Il est vrai cependant que la couverture aérienne de la 1re Armée, dans la campagne d’Allemagne, sera le plus souvent assurée par l’Armée de l’Air : le 1er corps aérien français, un Tactical Air Command français sous contrôle opérationnel allié en activité du 14 octobre 1944 au 4 septembre 1945.
En 1945, l'Armée de l'air disposait de plus de 700 avions de combat américains et britanniques et d'environ 100 000 personnels.
As français
Un total de 138 pilotes français obtiennent le statut d'as lors de la Seconde Guerre mondiale. L'As des As français est Pierre Clostermann avec 33 victoires confirmées.

### L'Armée de l'air après 1945

#### La décolonisation et les débuts de la guerre froide

Carte des bases aériennes de l'OTAN en France jusqu'en 1966.

L'après-guerre est marquée par de multiples réorganisations et les avancées considérables dans le domaine de l'aviation militaire. Les avions à réaction font leur apparition et les performances des systèmes d'armes s'améliorent à grande vitesse. La France est ancrée dans le camp occidental et devient membre fondateur de l'OTAN en 1949. En parallèle à cette phase de modernisation, l'Armée de l'air doit consacrer des moyens considérables et subir des pertes importantes lors des conflits liés à la fin de l'empire colonial français.

##### Les évolutions des moyens
L'appellation d'escadron remplace progressivement celle de groupe à partir de 1949 pour faciliter l'interopérabilité avec les autres armées de l'air de l'OTAN qui mettent en œuvre des "squadrons".
La France fait face au bloc de l'Est. Des unités de l'Armée de l'air des Forces françaises en Allemagne disposent d'une dizaine de bases aériennes en Allemagne de l'Ouest, tandis que l'USAF et l'aviation canadienne disposent de bases en France à partir de 1951, jusqu'à ce qu'elles soient fermées ou rétrocédées à l'Armée française après la décision du général de Gaulle de retirer la France du commandement militaire intégré le 7 mars 1966.

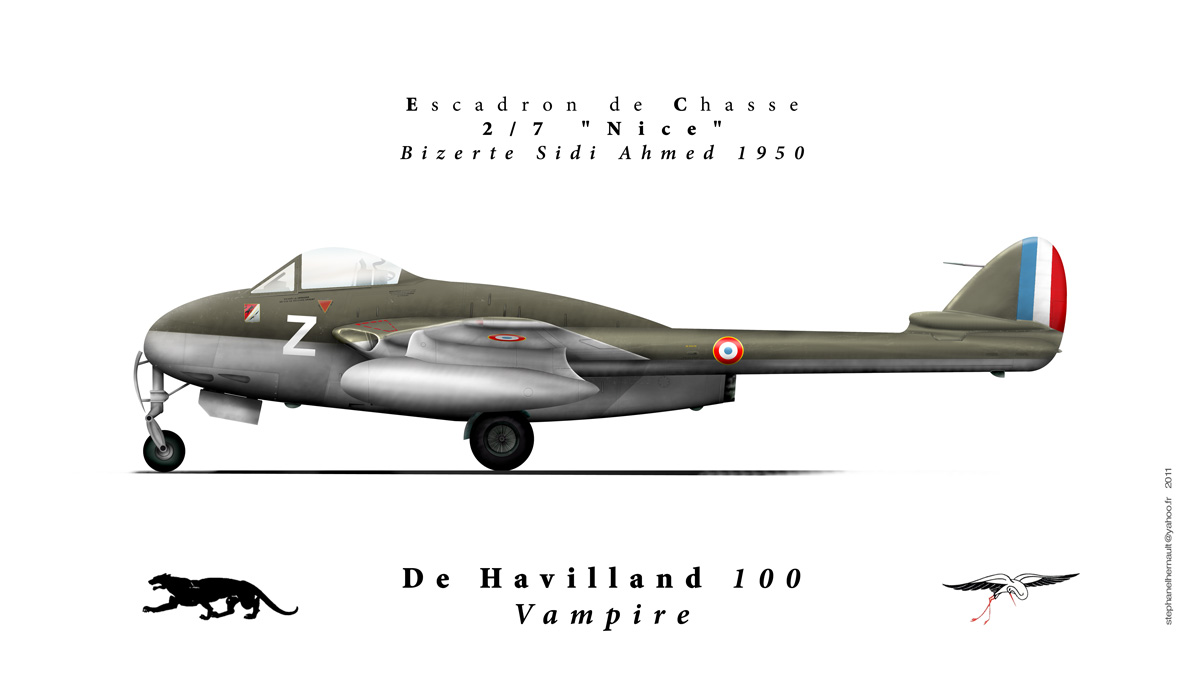
DH100 Vampire de l'Escadron de chasse 2/7 Nice, 7e escadre de chasse, Bizerte 1950

Le premier avion à réaction équipant l'armée de l’Air est le De Havilland Vampire britannique livré à partir de décembre 1948. Avec sa version française Mistral, il reste en service jusqu'en 1961,,.
Le 9 juin 1948, le premier essai en vol de siège éjectable en France est conduit au centre d'essais en vol de Brétigny-sur-Orge. Cette innovation sera indispensable au développement de la chasse à réaction.
30 Vampire F.1 et 90 Vampire FB.5 d'occasion, sont livrés à partir de décembre 1948, auxquels s'ajoutent 67 FB.51 assemblés en France à partir de pièces fournies par le Royaume-Uni, et 120 autres entièrement construits localement avec des turboréacteurs Goblin (I, puis II) fabriqués sous licence par Hispano-Suiza. Ces 187 avions sont fabriqués entre 1950 et 1954, le premier vol d'un Vampire entièrement construit en France ayant lieu le 21 décembre 1950. L'installation du réacteur Rolls-Royce Nene également fabriqué sous licence par Hispano-Suiza beaucoup plus puissant exigea un re-dessin partiel et l'on profita du retard que cela exigeait pour effectuer sur la nouvelle version, baptisée Mistral, une large francisation des aménagements et des équipements puis l'ajout notamment un siège éjectable. Les SE.530/532/535 Mistral furent construits à 248 exemplaires entre 1951 et 1954.
Essayé le 28 février 1949, commandé le 31 août 1950, le MD-450 Dassault Ouragan doté également du moteur Nene devient le premier avion de chasse à réaction de conception française équipant l'Armée de l'air. Placé en escadrons à partir de novembre 1952, il sera opérationnel jusqu'en 1957. L'aide financière américaine dans le cadre du Military Assistance Program contribue à ces modernisations successives jusqu'en 1955 (15 % du budget militaire national, en 1952) ; celle-ci se traduit, par exemple, par le financement de 185 des 350 Ouragans entrés en service et participe massivement à partir de 1950 au lourd coût de la guerre d'Indochine (43,4 % en 1953).

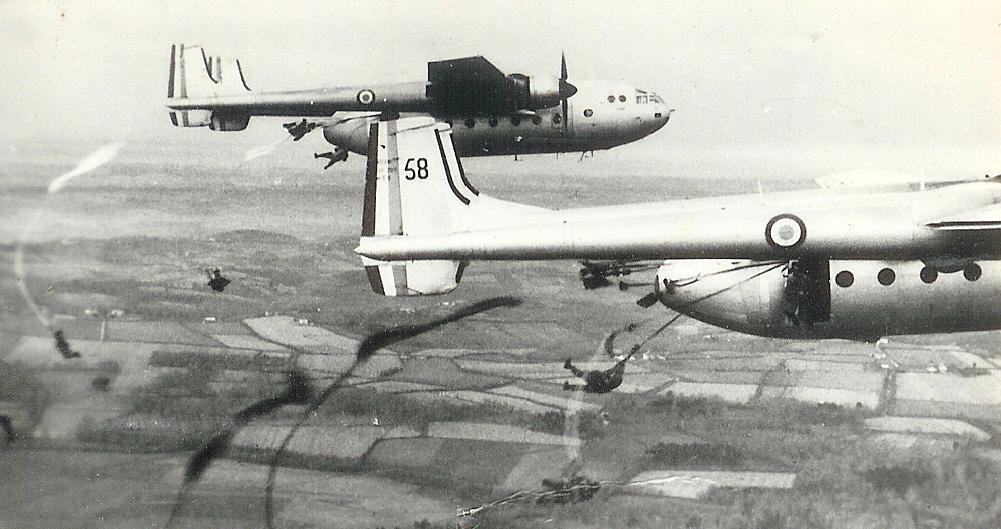
Sauts d'exercice depuis des Nord 2501 Noratlas en France.

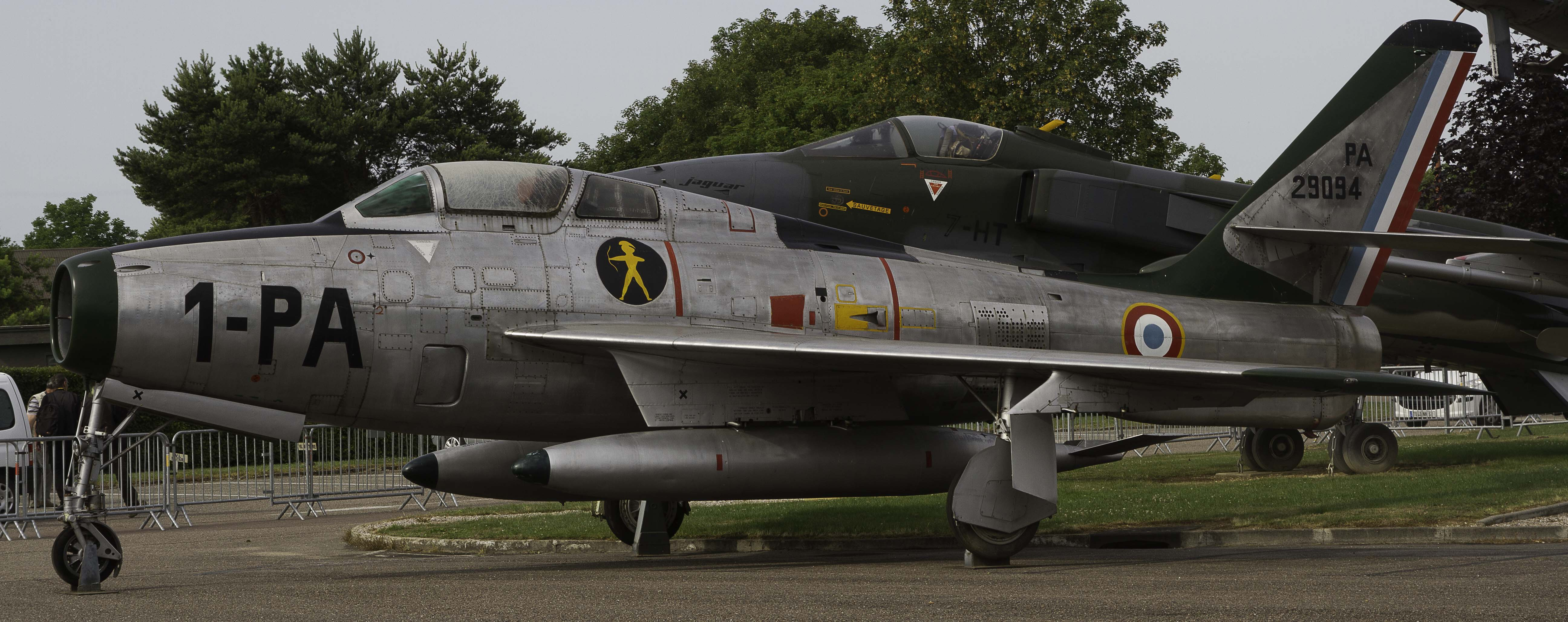
F-84F Thunderstreak de l'escadron 3-1 "Argonne"

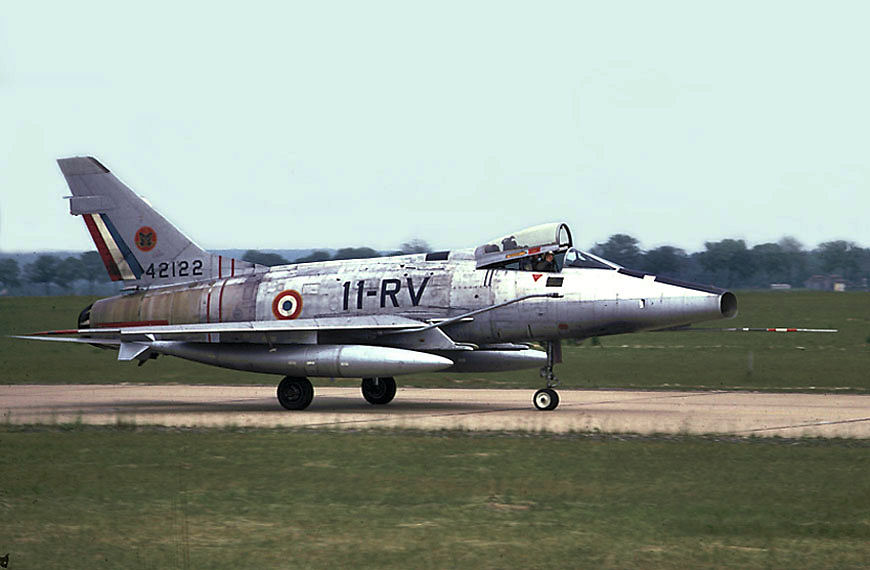
F-100D Super Sabre de l'escadron 3-11 "Corse"

En 1960, les principaux avions de chasse français sont les Republic F-84F Thunderstreak (livrés à partir de 1955) et North American F-100 Super Sabre (livrés à partir de 1958, premiers avions équipés de missiles air-air et à capacités nucléaires tactiques dont 4 escadrons du 1er Corps aérien tactique (C.A.T.A.C.) à capacité nucléaire tactique avec des bombes mises à disposition par les forces américaines sont mis en œuvre à partir de 1963), les Dassault Mystère IV (de service de 1955 à 1982) ou Super Mystère B2 (de 1958 à 1977) de la Défense Aérienne du Territoire, la chasse de nuit est dévolue aux SO-4050 Vautour N (en service de 1958 à 1978) et aux North American F-86K Sabre.

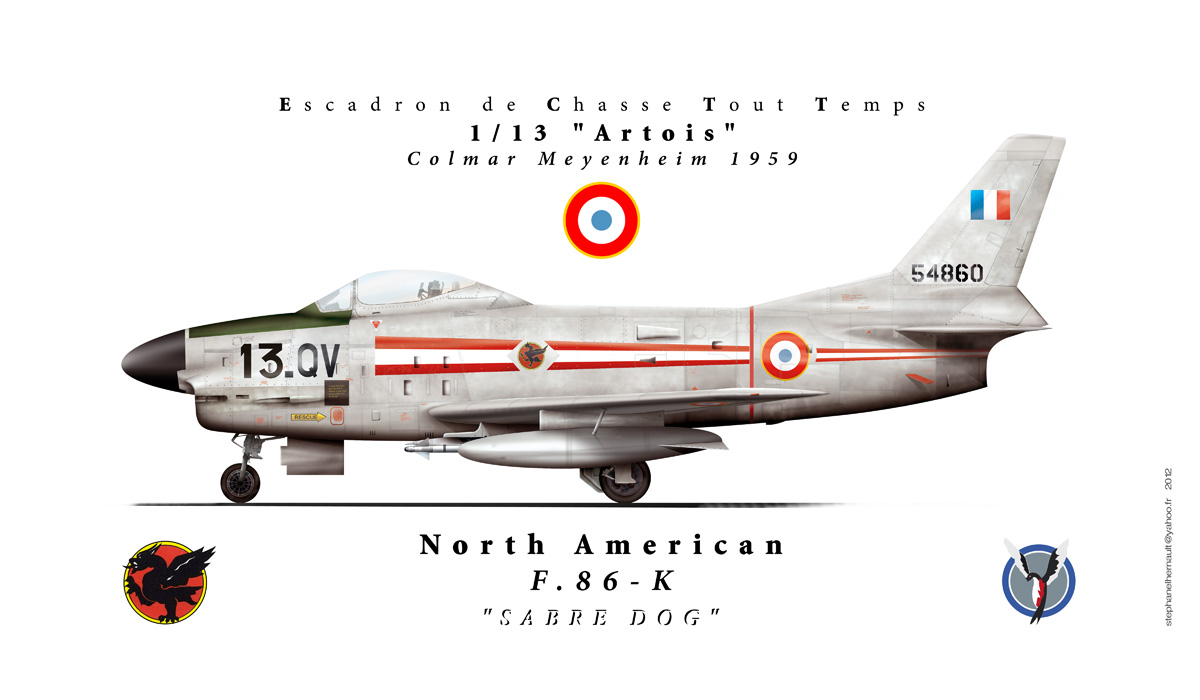
F-86K Sabre tout temps

Avec la fin de la guerre de l’Algérie, la montée en puissance de la force aérienne stratégique aspire la moitié des crédits et les effectifs passent de 141 000 en 1962 à 114 000 en 1965,
Le transport tactique est assuré par des Amiot AAC.1 Toucan (version française du Junkers Ju 52) perçu à plus de 200 unités, jusqu'en 1960 ; à cette date, les Nord 2501, livrés à plus de 200 exemplaires, prennent progressivement la relève.

##### La décolonisation
L'insurrection malgache de 1947

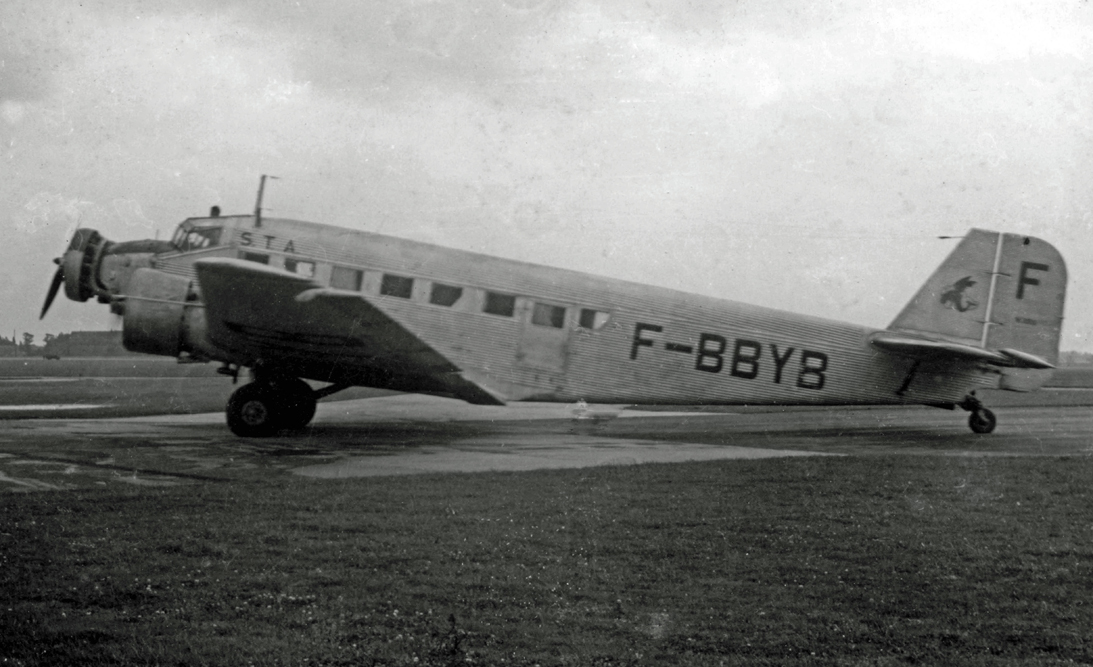
Amiot AAC.1 Toucan en 1948

Lorsque l'insurrection débute à Madagascar, l’aviation militaire française dispose d’une dizaine d’appareils de transport : DH 89 Dominie, Monocoupe 90 (en) (désignation militaire : Universal L-7) et Beech 18. Avec la réquisition des avions civils, des troupes sont déployées rapidement vers les lieux de combats. L'aviation réalise des missions de transport, de parachutage, de posers d’assaut et de mitraillages au sol. Des renforts sont rapidement acheminés d’Afrique ou de métropole, des AAC Toucan/Junkers 52, Morane 500 Criquet/Fieseler Fi 156, Avro Anson et NC 701 Martinet/Siebel 204. À la fin des opérations, trois escadrilles sont présentes sur le site d’Ivato, devenu la base aérienne 181 depuis le 29 août 1947. Madagascar, devenue indépendante en 1960, la base aérienne 181 est transférée sur l'île voisine de La Réunion en 1973.
La guerre d'Indochine

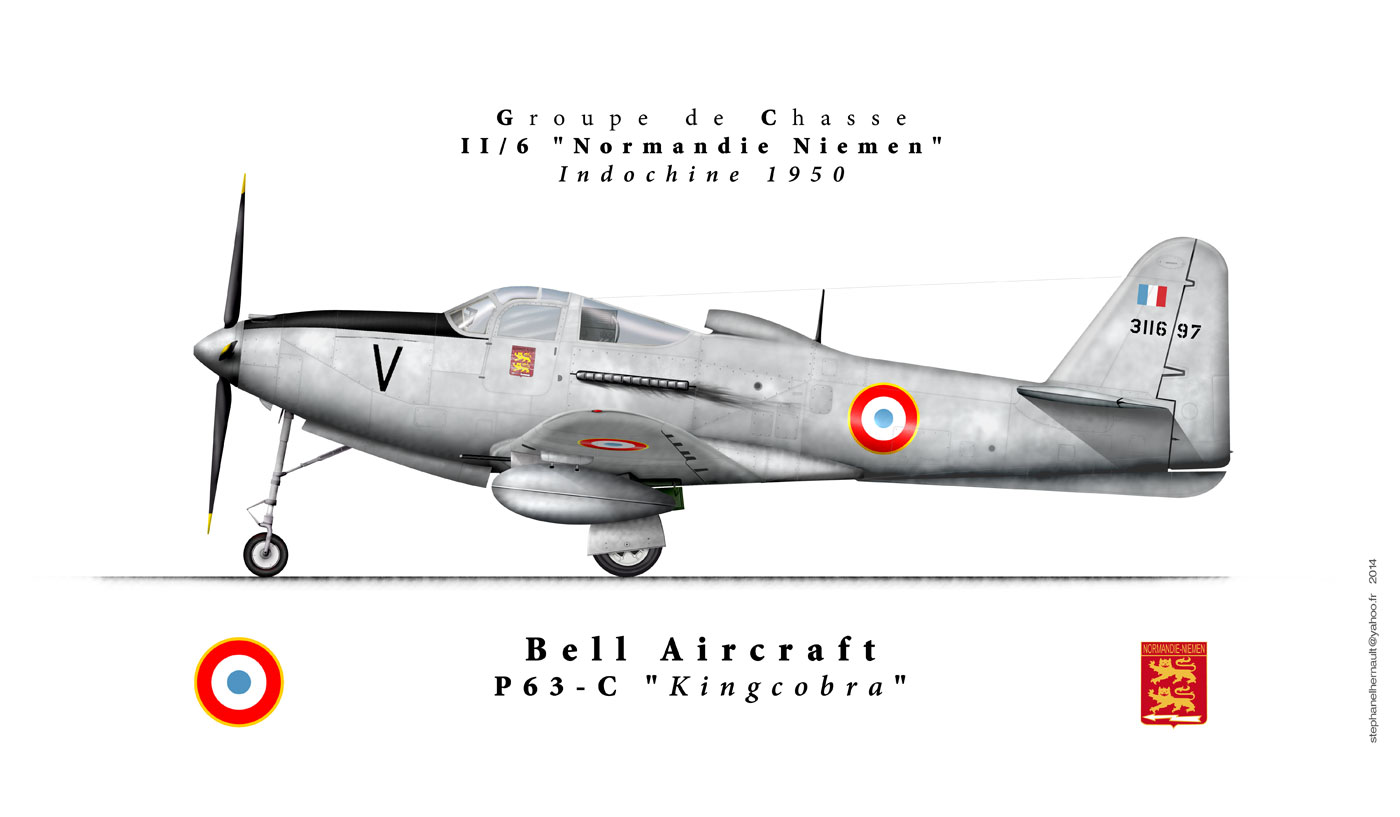
Bell P63C Kingcobra en Indochine 1950

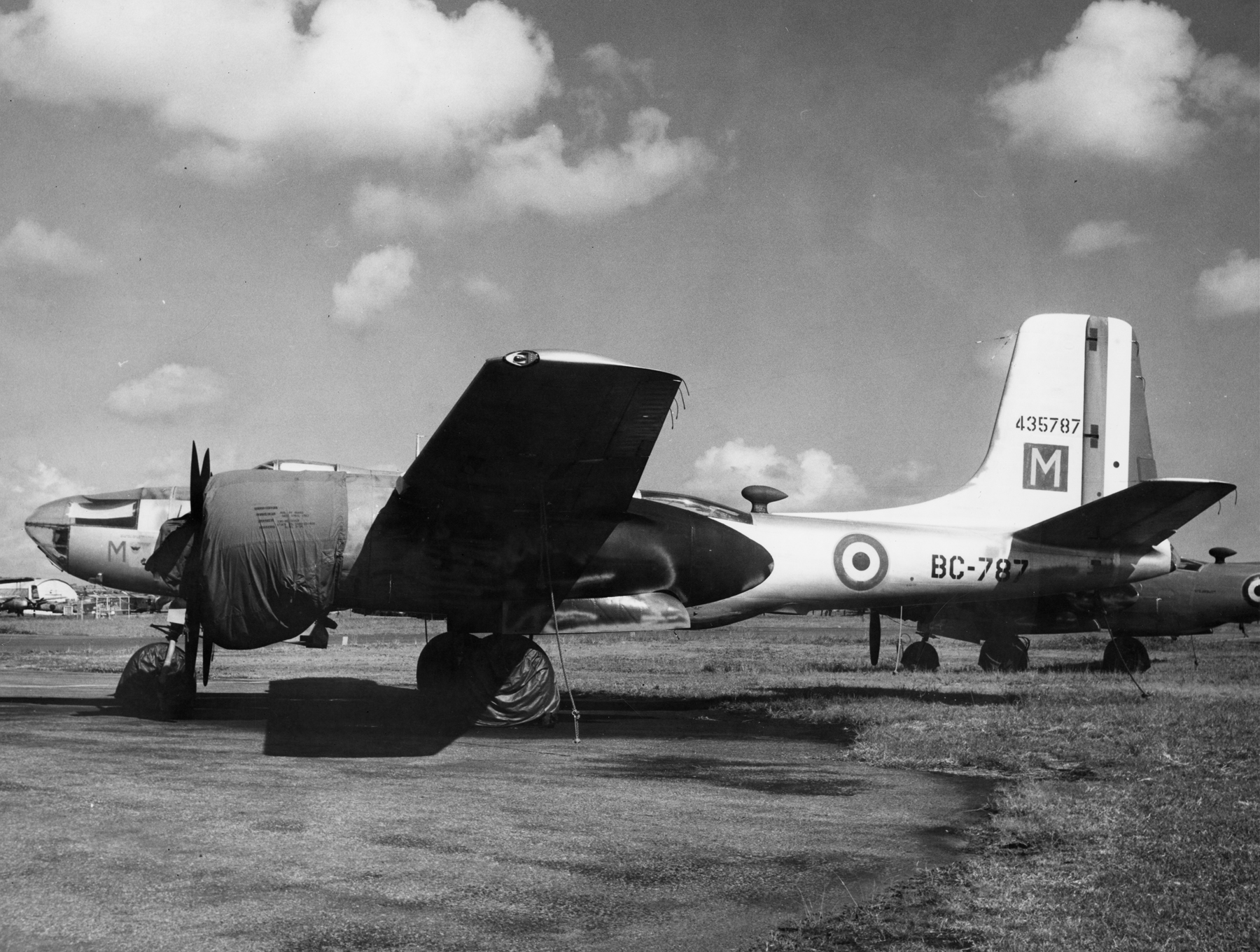
Un des quelque 110 Douglas A-26C utilisés pendant la guerre d'Indochine.

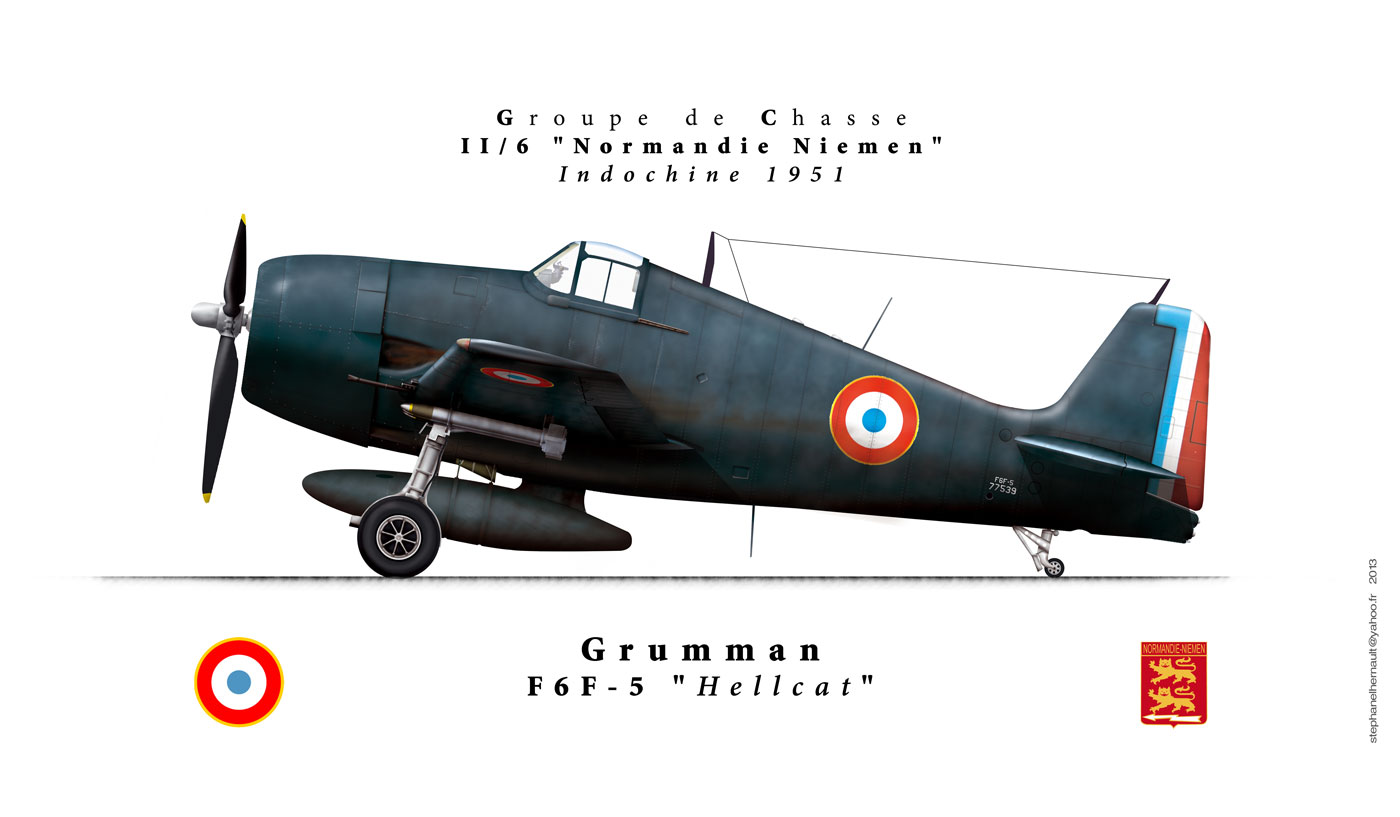
F6F-5 Hellcat du groupe de chasse II/6 "Normandie-Niemen" utilisé en Indochine à partir de 1950

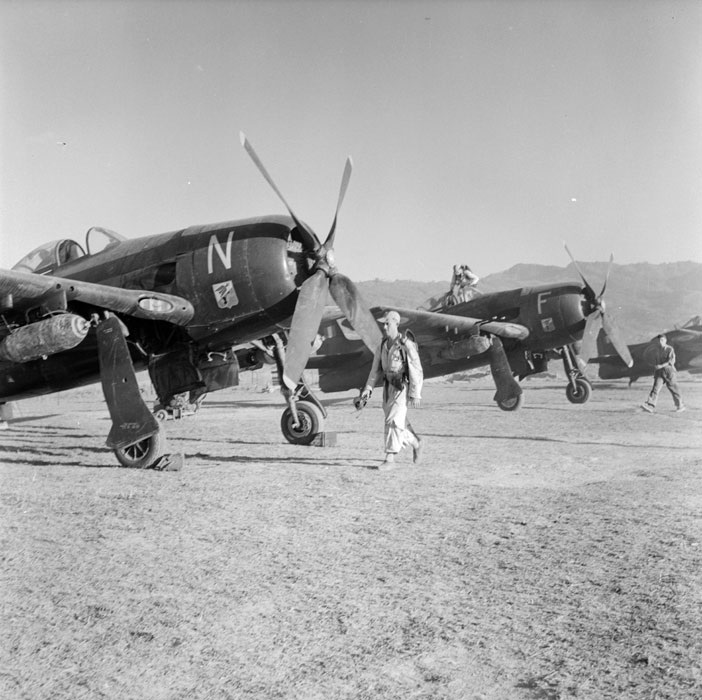
Des F8F-1 Bearcat du Groupe de Chasse I/8 Saintonge en 1954 en Indochine.

La guerre d'Indochine mobilisa une grande part des moyens hétéroclites dont disposait l'Armée de l'air au sortir de la Seconde Guerre mondiale dont l'immense majorité de l'aviation de transport au profit du Corps expéditionnaire français en Extrême-Orient.
Au sortir de la Seconde Guerre mondiale, les États-Unis interdirent à la France malgré ses demandes d'utiliser dans des conflits coloniaux des avions d'origine américaine. L'effondrement rapide du régime du Kuomintang à la fin de la guerre civile chinoise, le déclenchement de la guerre de Corée et les relations apparemment cordiales entre le Việt Minh et le parti communiste chinois ont poussé les États-Unis à céder et à permettre à la France de déployer une partie de son équipement américain en Asie du Sud-Est.
En septembre 1945, des forces britanniques et françaises débarquent à Saigon. Le personnel de la 1re escadre de chasse arrive à Saigon en novembre, sans avions. Le Groupe de chasse II/7 s’installe avec 12 Spitfire Mk VIII prêtés par les Anglais et le Groupe de chasse I/7, à Phnom Penh, s'équipe de dix-sept exemplaires de Ki-43 laissés sur place par l'armée japonaise,.
Les deux groupes sont rééquipés en mars 1946 avec un renfort de 48 Spitfire IX acheminés par mer. En septembre 1949, la France reçoit des américains des P-63C Kingcobra puis des F6F-5 Hellcat en décembre 1950. Des Grumman F8F-1 Bearcat furent cédés par les États-Unis à la France dans le cadre de leur aide militaire, afin de remplacer les chasseurs Hellcat reçus en 1950. Ils furent livrés en deux tranches : une première tranche de 44 appareils en février 1951, puis une seconde tranche de 46 avions en mars 1951, soit un total de 90 appareils modernes, livrés à Saïgon, dans un laps de temps très court. Le F8F devint l’avion standard de l’Armée de l’air durant la seconde et dernière partie de la guerre, avec 160 machines livrées (sur 197 accordées). Un total de 209 appareils sont perçus et 103 sont perdus au combat et accidentellement.

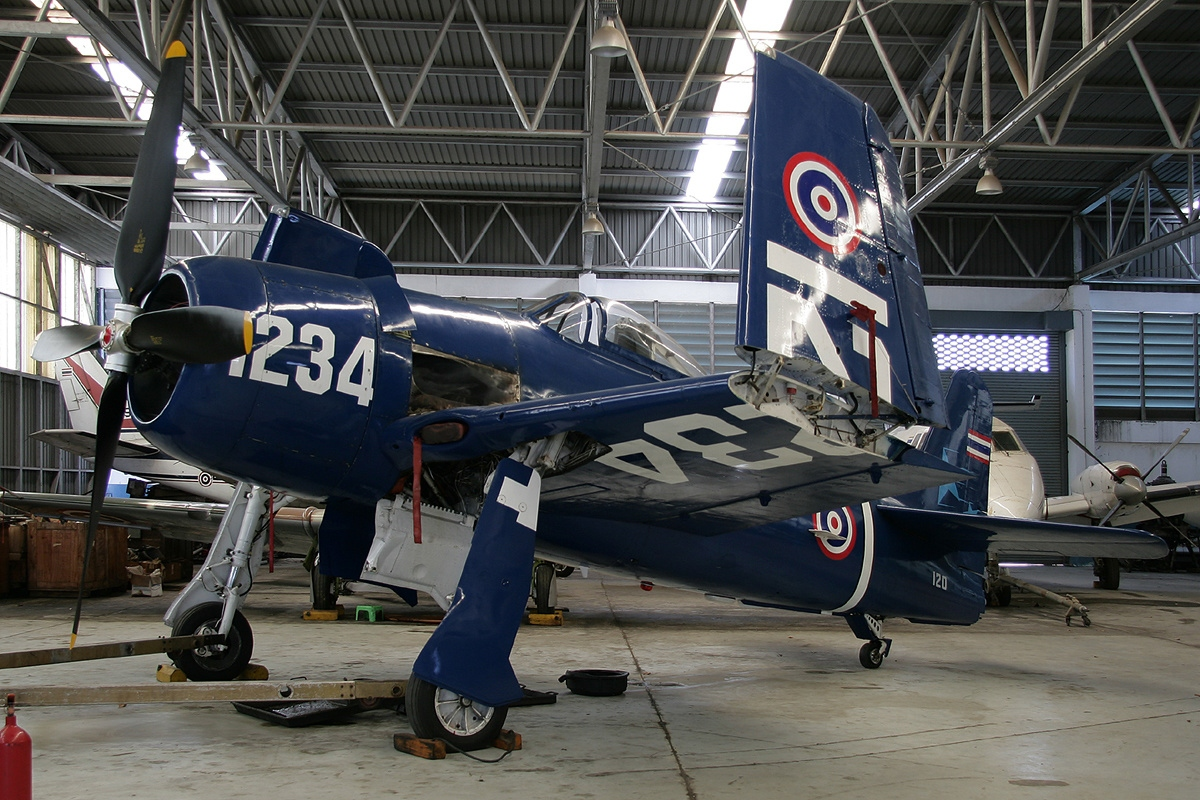
Grumman F8F-1 Bearcat Thaïlandais cédé par l'armée de l'air française

L'armée de l'Air française n'utilisa pas le F8F-1 Bearcat après la guerre d'Indochine. Les derniers groupes de chasse français furent dissous au printemps 1956 et les appareils survivants furent cédés aux forces aériennes du Sud-Viêt Nam nouvelle nation résultant de la dissolution de l'Indochine française, ainsi qu'à la Force aérienne royale thaïlandaise. Aucun n'a rejoint la France.
La guerre d'Algérie

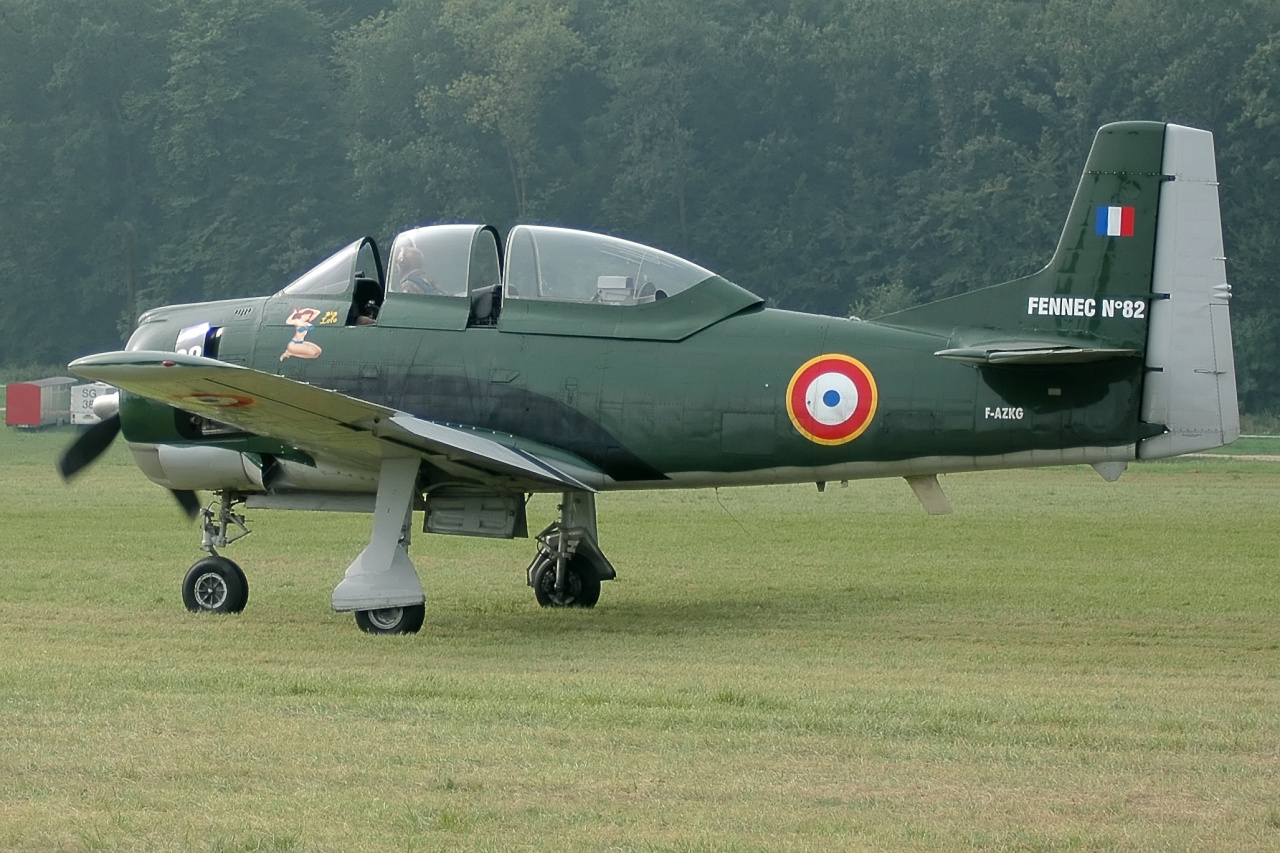
Un North American T-28 Trojan aux couleurs d'un Fennec de l'Armée de l'air française.

L’armée de l’Air développe pendant la guerre d'Algérie à un niveau sans précédent l’aviation anti-guérilla, avec jusqu’à 30 escadrilles d’avions légers d’appui (EALA) répartit dans 9 escadrons mises sur pied à partir de 1956, dotées d’avions d’école ou de liaison sommairement armés de mitrailleuses et de roquettes. Après avoir expérimenté divers modèles français, le quart des pilotes de chasse de l'Armée de l'air sont engagés sur des avions d'entraînement à hélice North American T-6 Texan à partir de 1956 puis T- 28 Fennec, reconvertis en avions légers d'appui aérien et armés de mitrailleuses et de roquettes. Les T-28 utilisés sont une version basée sur le T-28A dont 150 cellules ont été achetées, remotorisées et équipées d'armement à partir de 1959 ; ils furent revendus entre 1962 et 1967.

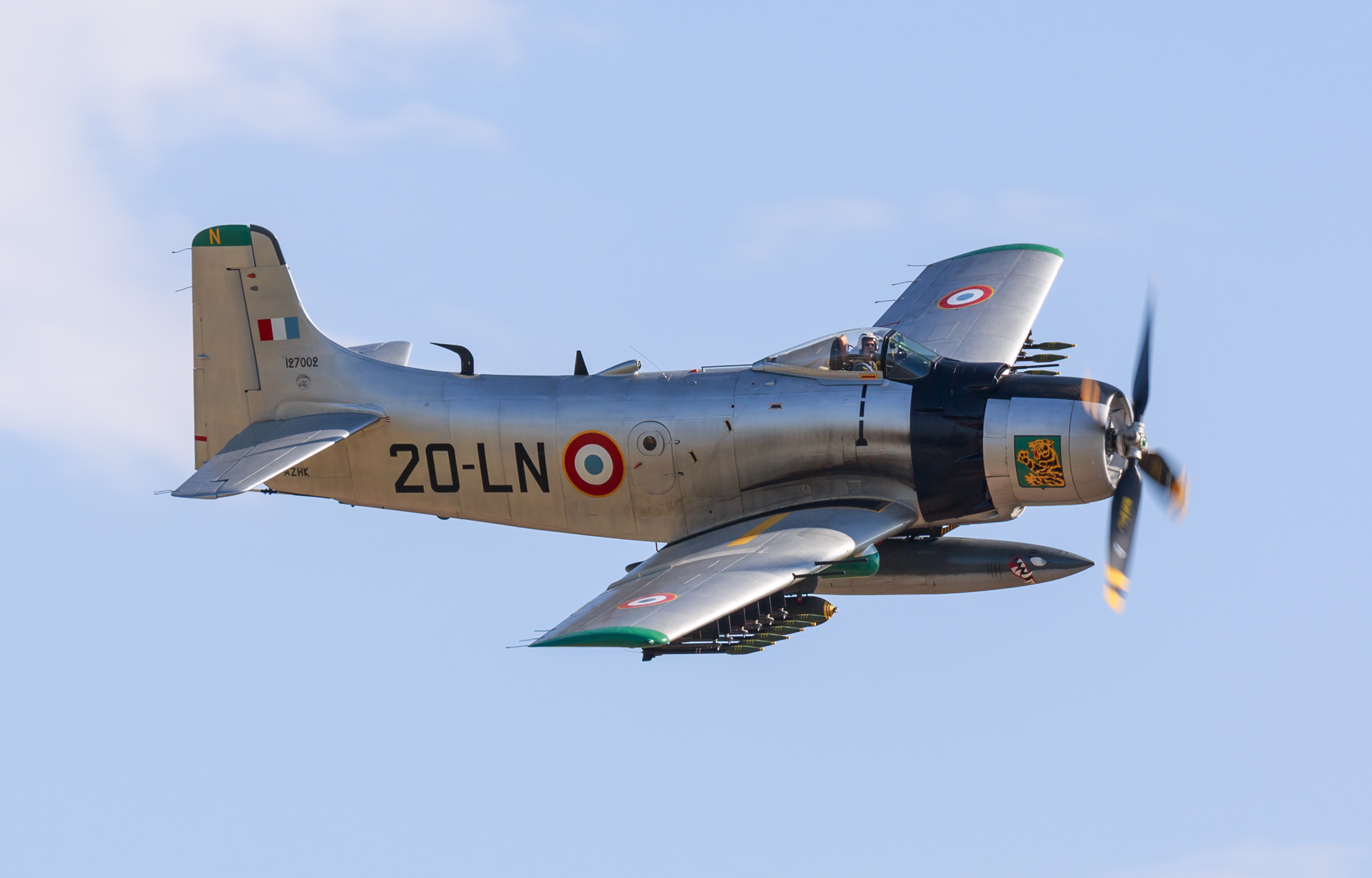
Douglas AD-4N Skyraider français

Le P-47 Thunderbolt, qui n’avait pu être déployé en Indochine du fait de son poids, sert intensément de 1954 à 1959. Il est remplacé en 1959 par un autre appareil américain : le Douglas AD-4 Skyraider acheté d'occasion à 113 exemplaires, extrêmement efficace dans sot rôle d'avion soutien aérien rapproché, armé de roquettes et de bombes, qui restera en service en Afrique jusqu'en 1976-1977.
Pour éviter une infiltration aérienne, plusieurs bombardiers B-26C servant pour l’appui au sol sont modifiés en chasseurs nocturnes équipé d'un radar AI Mk. X provenant d'un Gloster Meteor. Selon un article de 1998, en 1961, ils interceptent 38 avions légers et hélicoptères, en abattant neuf.
Trois cent cinquante hélicoptères de l'Armée de l'air agirent sur ce théâtre d'opérations avec comme principaux hélicoptères de manœuvre, des Sikorsky H-34, dont certains furent armés.
Le général Maurice Challe reçut un jour des journalistes en disant : « En matière de guerre aérienne, en Algérie, ce sont les Skyraiders de la Marine, les Piper de l'ALAT et les hélicoptères de l'Armée de l'air ».
En 1956, l'Armée de l'air crée les commandos parachutistes de l'air.
La crise de Suez
Le président de l'Égypte, Gamal Abdel Nasser, décide la nationalisation du canal de Suez le 26 juillet 1956. Il déclenche la crise du canal de Suez. Les principaux actionnaires du canal, les gouvernements anglais et français, réagissent avec l'appui du gouvernement israélien.
L'opération 700 ou Opération Mousquetaire prévoit, pour l'Armée de l'air, de déployer en Israël 18 Dassault Mystère IV à Ramât David, et 18 F-84 Thunderjet à Lod-Tel Aviv, où ils opéreront sous les couleurs israéliennes. Deux escadrons de F-84 Thunderjet de chasse (40 appareils), un escadron de 15 appareils RF-84F Thunderflash de reconnaissance et quarante avions de transport Nord 2501 Noratlas sont basés à Chypre.
L'aviation alliée à Chypre attaque les différentes bases aériennes en Basse-Égypte à partir du 1er novembre. Les avions basés en Israël détruisent le 4 novembre 18 bombardiers Iliouchine 28 repliés à Louxor. Lors du plan Télescope, les Noratlas assurent la mise en place le 5 novembre de 1 000 parachutistes français et britanniques à Port-Saïd et de 500 parachutistes sur Port-Fouad. Les F-84F basés à Chypre attaquent la DCA et assurent l'interdiction sur la route Ismaïlia-El Kantara-Port-Saïd.
Port-Saïd est occupée du 6 novembre au 23 décembre 1956, à la suite d'une opération de débarquement.
Face aux réactions internationales, à l'appui soviétique à l'Égypte doublé de menaces nucléaires, au manque de soutien des États-Unis, les armées françaises et britanniques se désengagent. Les conclusions tirées de cette opération renforcent l'idée pour le pouvoir français de mettre en place une force de frappe nucléaire, à même de garantir à la France une autonomie d'action.

#### L'arme atomique et la sortie du commandement militaire intégré

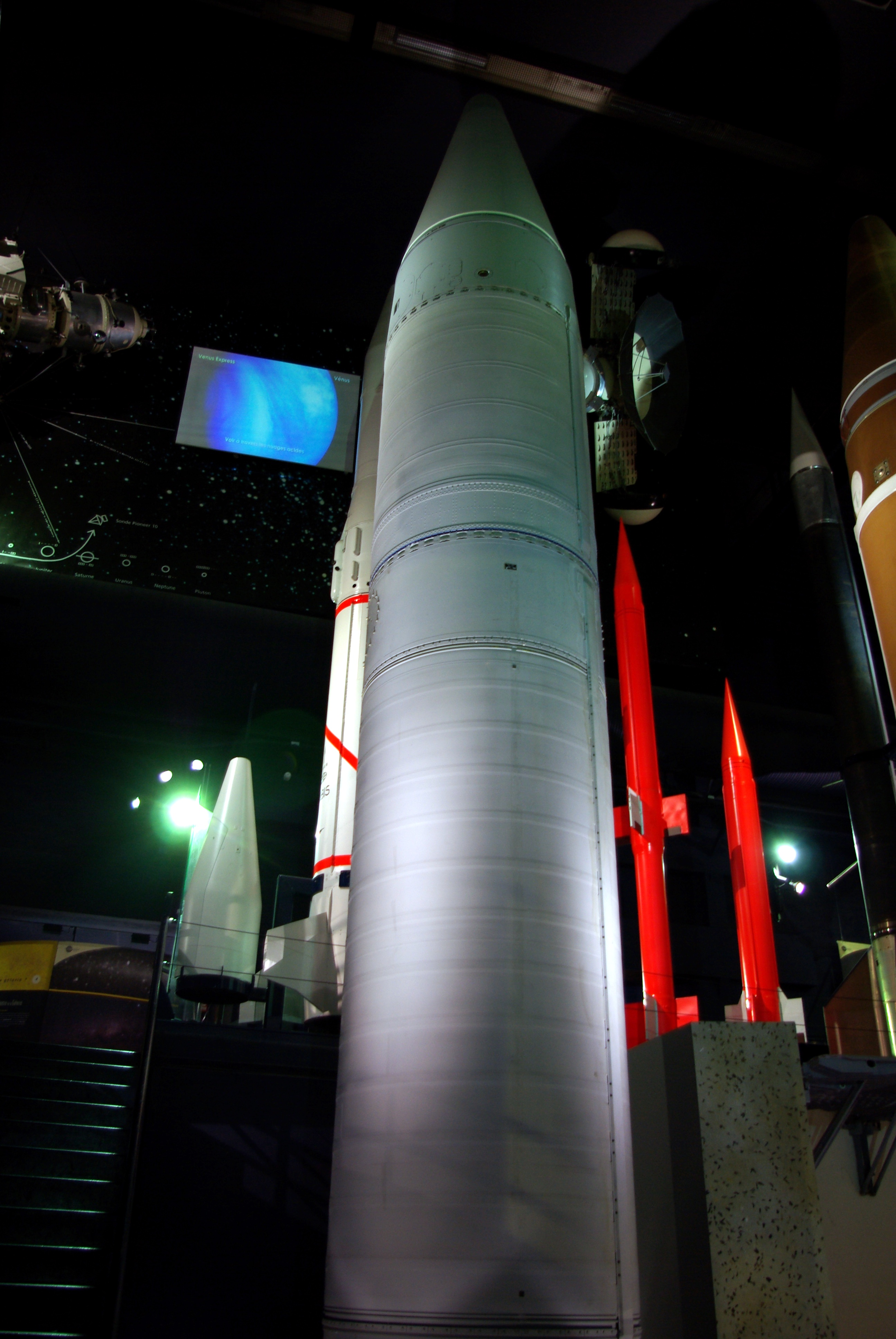
Missile S2 exposé au Musée de l'air et de l'espace au Bourget. Il s'agit du premier missile balistique français à être développé avec un premier vol d'essai en 1965. En service de 1971 à 1982.

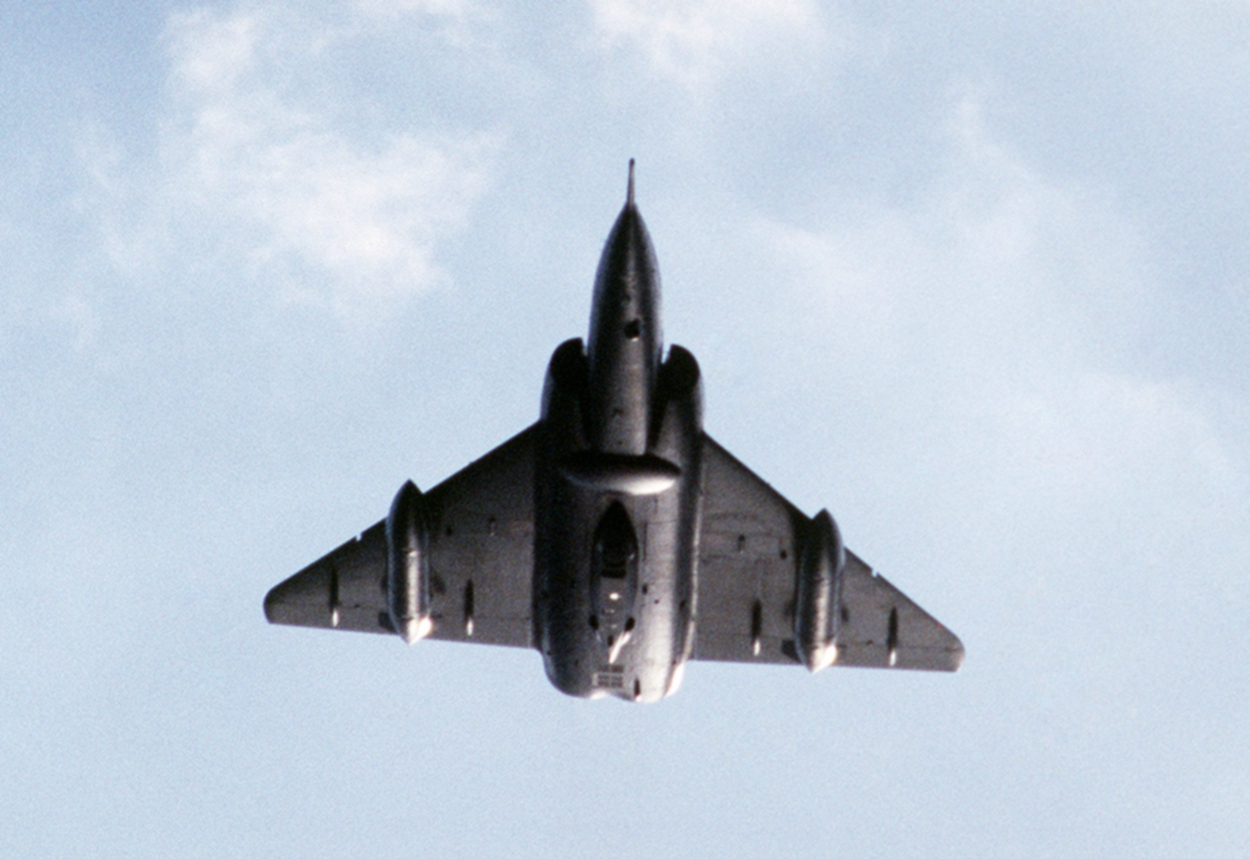
Un Mirage IV A de l'escadron de bombardement EB 1/91 « Gascogne » (immatriculation 31-BD), basé a la Base Aérienne 118 Mont-de-Marsan en décembre 1986.

##### La sortie du commandement militaire intégré
De 1952 à 1967, la France est engagée dans le commandement intégré organisé par l'OTAN.
L'United States Air Force in Europe exploite alors sept bases aériennes en France (cf Liste des bases de l'OTAN en France).
Le 7 mars 1966, la France se retire du commandement intégré. En 1967, ces terrains sont restitués à l'Armée de l'air.

##### La force de dissuasion
Les années 1960 voient la mise en œuvre de la force de dissuasion nucléaire française. Le 14 janvier 1964, les Forces aériennes stratégiques sont créées. En février, le premier Mirage IV et le premier avion ravitailleur Boeing KC-135 arrivent dans les forces et la première prise d'alerte d'un Mirage IV armé de la bombe AN-11 et d'un avion ravitailleur Boeing KC-135 le 8 octobre 1964 marque le début de la permanence de la Force de dissuasion nucléaire française.
En avril 1965 est confirmée la volonté d'établir une base de lancement de missiles sol-sol balistiques stratégique (SSBS), sous le commandement de la Force aérienne stratégique. La base aérienne 200 Apt-Saint-Christol, installée sur le plateau d'Albion avec 18 missiles balistiques, est opérationnelle le 2 août 1971, jusqu'à son démantèlement le 16 septembre 1996.
Au printemps 1966, avec neuf escadrons de Mirage IV, l'ensemble de la 1re composante de la force de dissuasion est réalisée. Elle comprendra 60 Mirage IV répartis sur neuf bases du territoire métropolitain français en 1973.
En octobre 1972, deux escadrons de Mirage IIIE de la 4e escadre de chasse de la force aérienne tactique (FATac) se voient confier la mission nucléaire tactique avec l’arrivée de l'arme nucléaire tactique AN-52.
Le 1er octobre 1974, deux escadrons de SEPECAT Jaguar de la 7e escadre de chasse sont déclarés officiellement nucléaires tactiques. Ils seront rejoints dans cette mission par un troisième escadron le 1er janvier 1981. Un escadron abandonnera ce rôle à partir du 31 juillet 1989, suivi par les deux derniers le 31 août 1991.

##### Les avions de combat

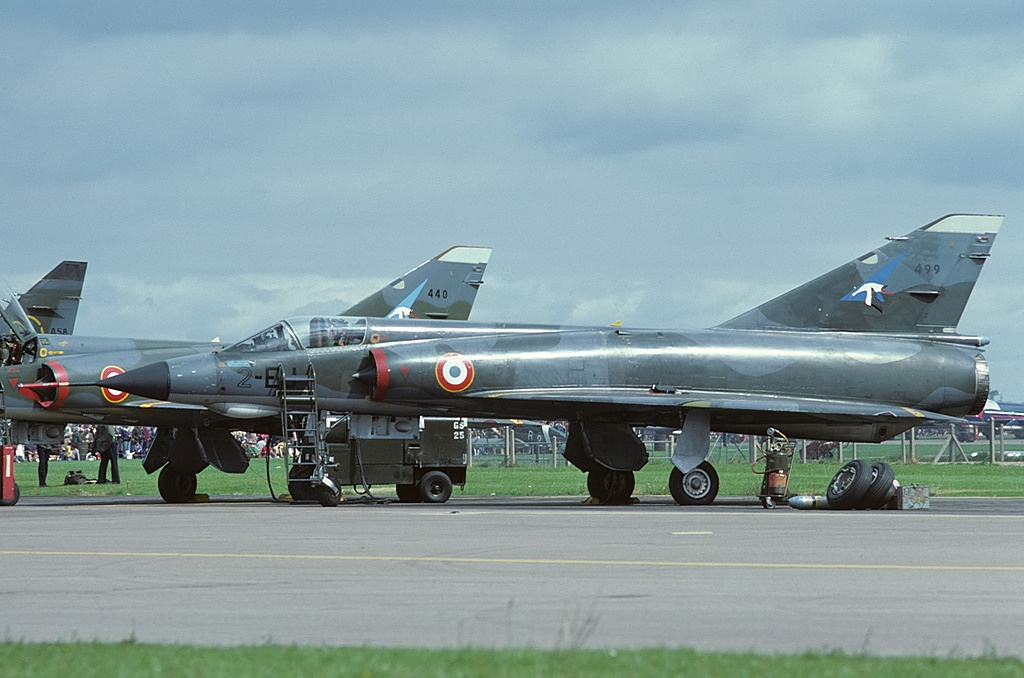
Des Dassault Mirage IIIE de l'Escadron de chasse 1/2 Cigognes en 1978.

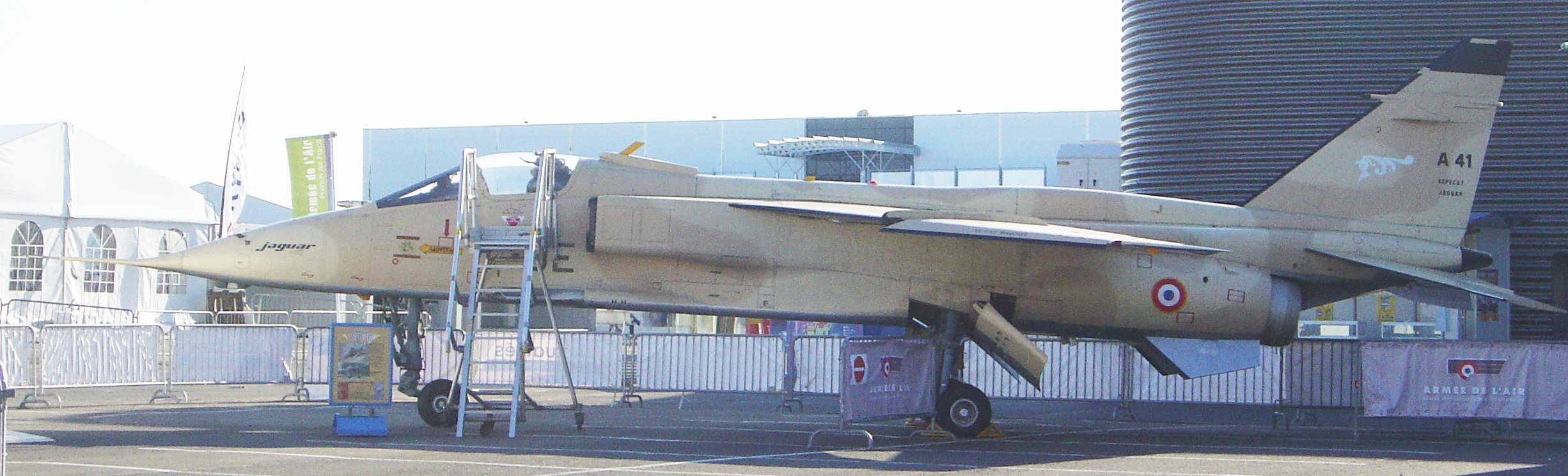
Un Jaguar de l'escadrille SPA 77, Escadron de chasse 1/7 Provence en 2005, l'année de son retrait du service.

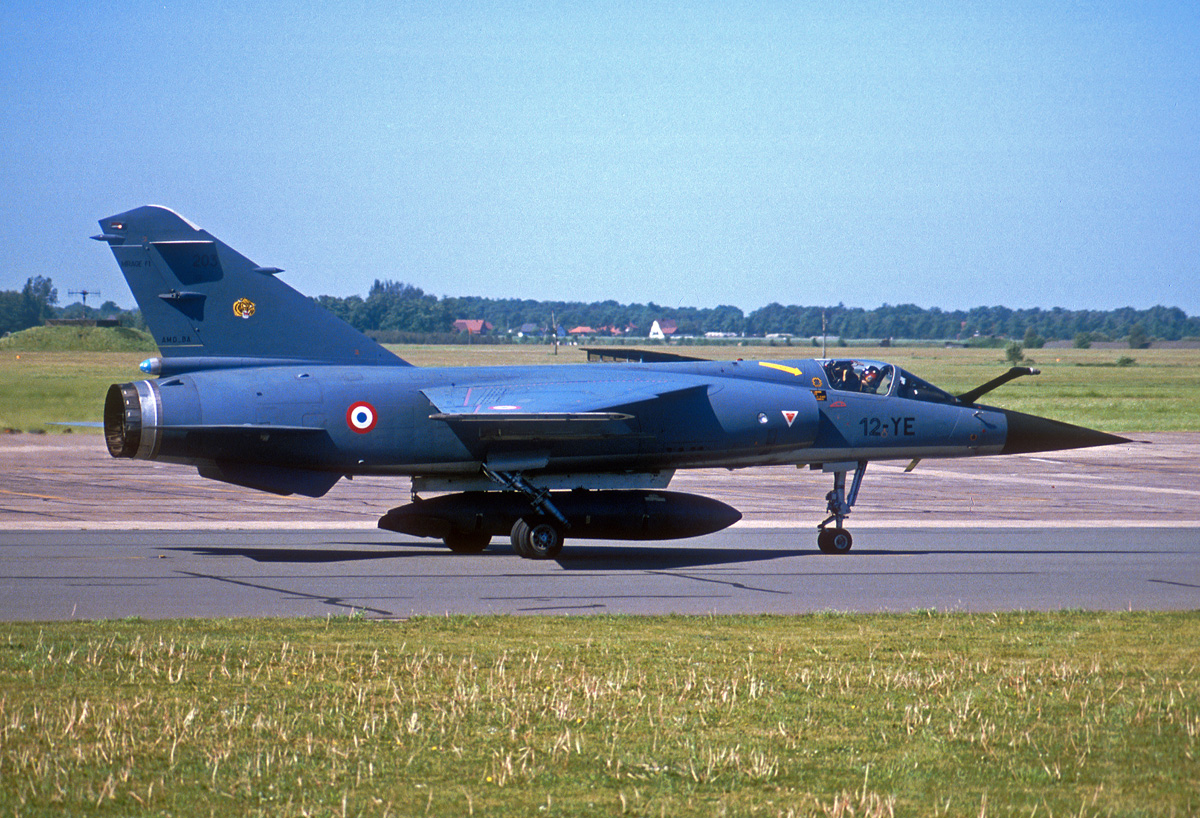
Dassault Mirage F-1 en 1987

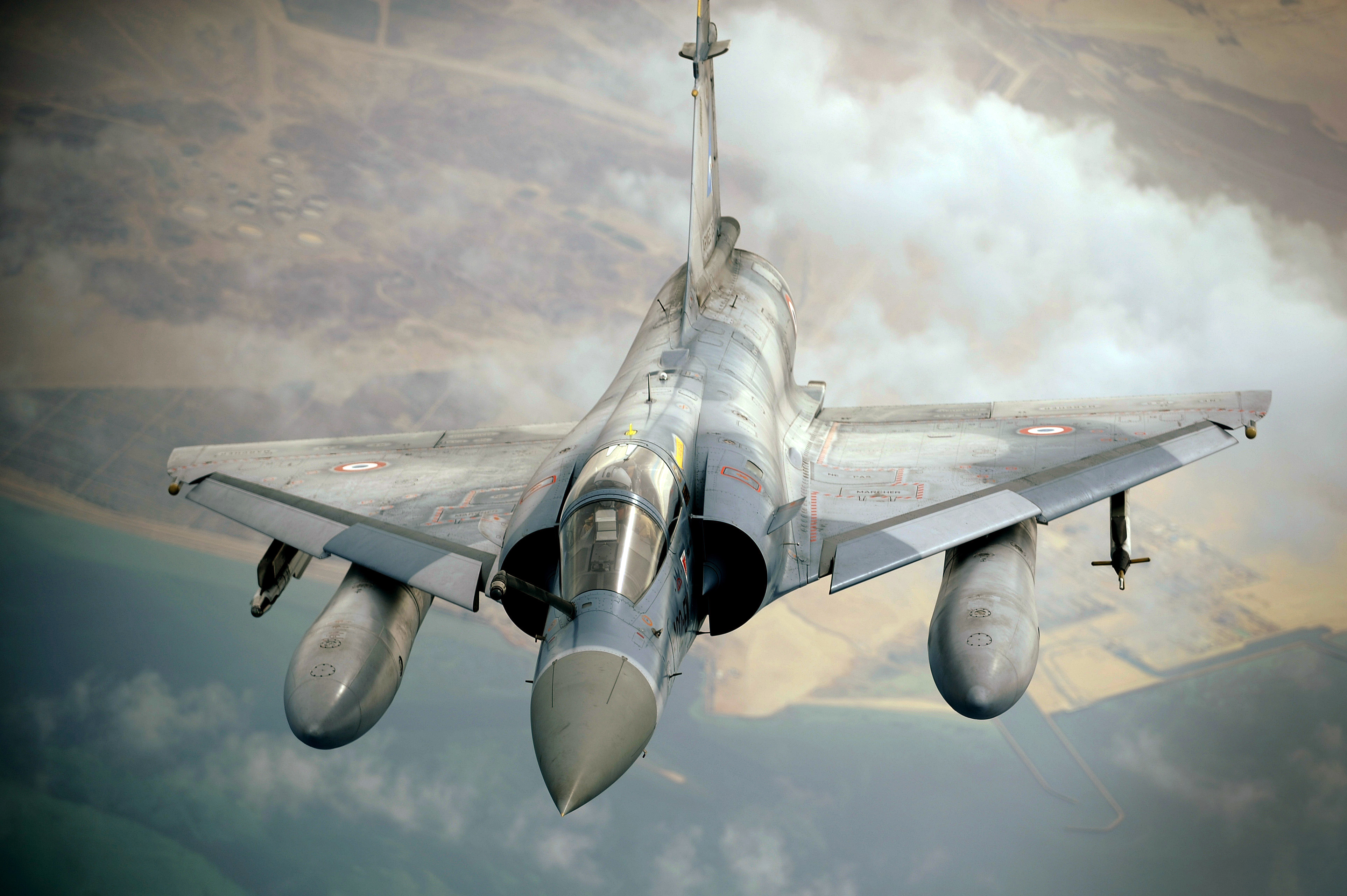
Dassault Mirage 2000 en 2009

Au 1er janvier 1975, l'Armée de l'air a atteint le nombre plancher de 450 avions de combat qu'elle s'efforcera de maintenir jusqu'aux années 1990. Elle dispose alors de onze escadres de chasse, regroupant vingt-neuf escadrons. Dix-huit d'entre eux sont équipés de l'emblématique Dassault Mirage III, de son dérivé, le Dassault Mirage 5 ou Mirage V, soit 270 avions en ligne.
Les SEPECAT Jaguar en 1973 (200 exemplaires reçus entre 1972 et 1981) et les premiers escadrons de Mirage F1 reçus à partir de 1974 à 226 unités adoptent la capacité de ravitaillement en vol, dans la lignée des Super Sabre F-100 et Mirage IV. Ils permettent le développement des capacités de projection stratégique de l'Armée de l'air. Le Jaguar introduit par ailleurs le bombardement de précision à visée laser, avec l'AS-30L.
Le remplacement du Mirage III est envisagé dans le courant des années 1970, avec l'adoption d'un avion biréacteur, l'Avion de combat futur (ACF). Ce projet échoue en 1975. L'adoption du Mirage 2000, mis en service en 1983, apporte une solution avec une série envisagée de 400 exemplaires, dans différentes versions de défense aérienne et de frappe - 315 sont finalement réceptionnés -.

##### Le transport aérien et la capacité de détection aéroportée

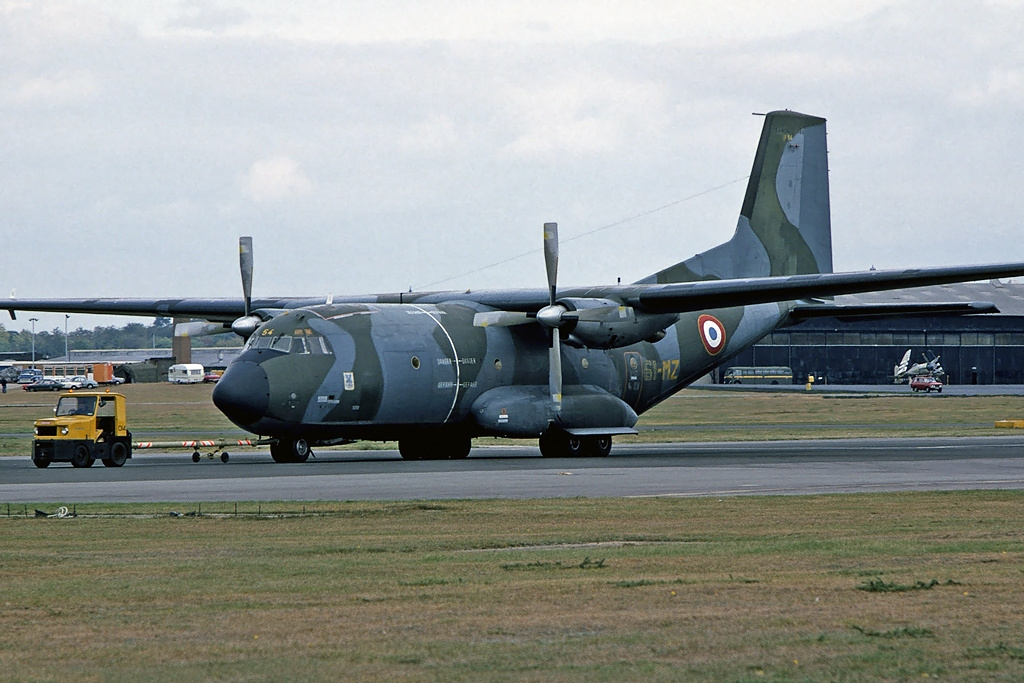
Transall C-160F

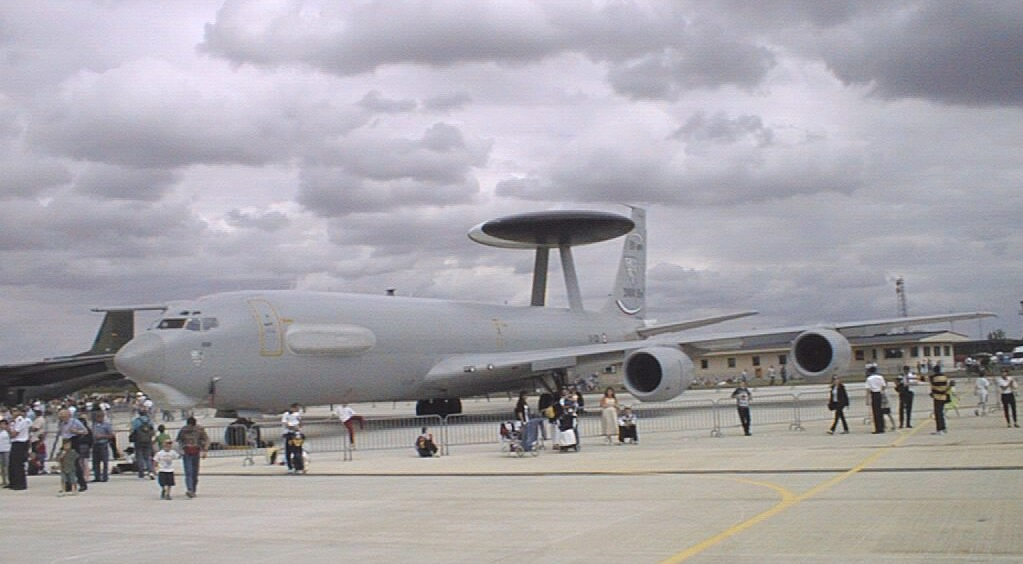
Boeing E-3F Sentry de l'armée de l'air

Les capacités de transport sont améliorées avec la mise en service du C-160 Transall de transport tactique à partir de 1967 et du Douglas DC-8 de projection stratégique en 1966. Des versions de ces deux avions sont ensuite transformées en plateforme de renseignement électronique, les DC-8 Sarigue 1, Sarigue 2 et le C-160G Gabriel. La flotte de transport est complétée par des C-160 NG Transall en 1981 et des Lockheed C-130 Hercules à partir de 1987.
L'acquisition des Boeing E-3 Sentry à partir de décembre 1990 apporte une nouvelle capacité de détection radar aéroportée. La couverture radar du territoire français et la coordination des groupes de frappe aérienne sont nettement améliorées.

##### Les opérations extérieures
L'opération Lamantin
L'opération Lamantin dure de décembre 1977 à juillet 1978, dans le but d'appuyer le gouvernement de Mauritanie. Ce dernier a pris le contrôle du Sahara occidental en 1975, contre l'avis du Front Polisario. Ce front indépendantiste mène des actions militaires de plus en plus efficaces, jusqu'à menacer en 1977 la ligne de chemin de fer Zouérate-Nouadhibou. Cet équipement aux capitaux français assure le transport de minerai de fer vers le littoral, ressource économique essentielle de la Mauritanie. Des citoyens français sont tués ou enlevés, et le gouvernement français décide de mettre en place sur la base aérienne 160 Dakar-Ouakam de l’aéroport de Dakar-Yoff quatre avions SEPECAT Jaguar, un ou deux Boeing KC-135 Stratotanker et des Breguet Atlantic. Les avions ravitailleurs donnent une plus grande allonge aux avions d'attaque et servent de relais radio entre le commandement et les pilotes chargés des frappes. Les Breguet Atlantic pistent les colonnes de véhicules militaires et guident les frappes. Les missions peuvent durer huit heures pour les pilotes des Jaguar, à 1 500 km de Dakar. Les éléments employés par le Front Polisario sont durement frappés et les activités militaires de ce mouvement sont à partir de ce moment limitées. Des raids aériens sont menés jusqu'en juillet 1978. La chute du président Moktar Ould Daddah et l'arrivée au pouvoir du lieutenant-colonel Moustapha Ould Mohamed Salek entraînent un rapprochement entre la Mauritanie et le Polisario. Les opérations militaires de ce dernier cessent avec le retrait mauritanien du Sahara occidental. Les missions de l'Armée de l'air sont suspendues et le dispositif Lamantin reste en appui de l'Armée mauritanienne jusqu'au printemps 1980.
L’opération Tacaud

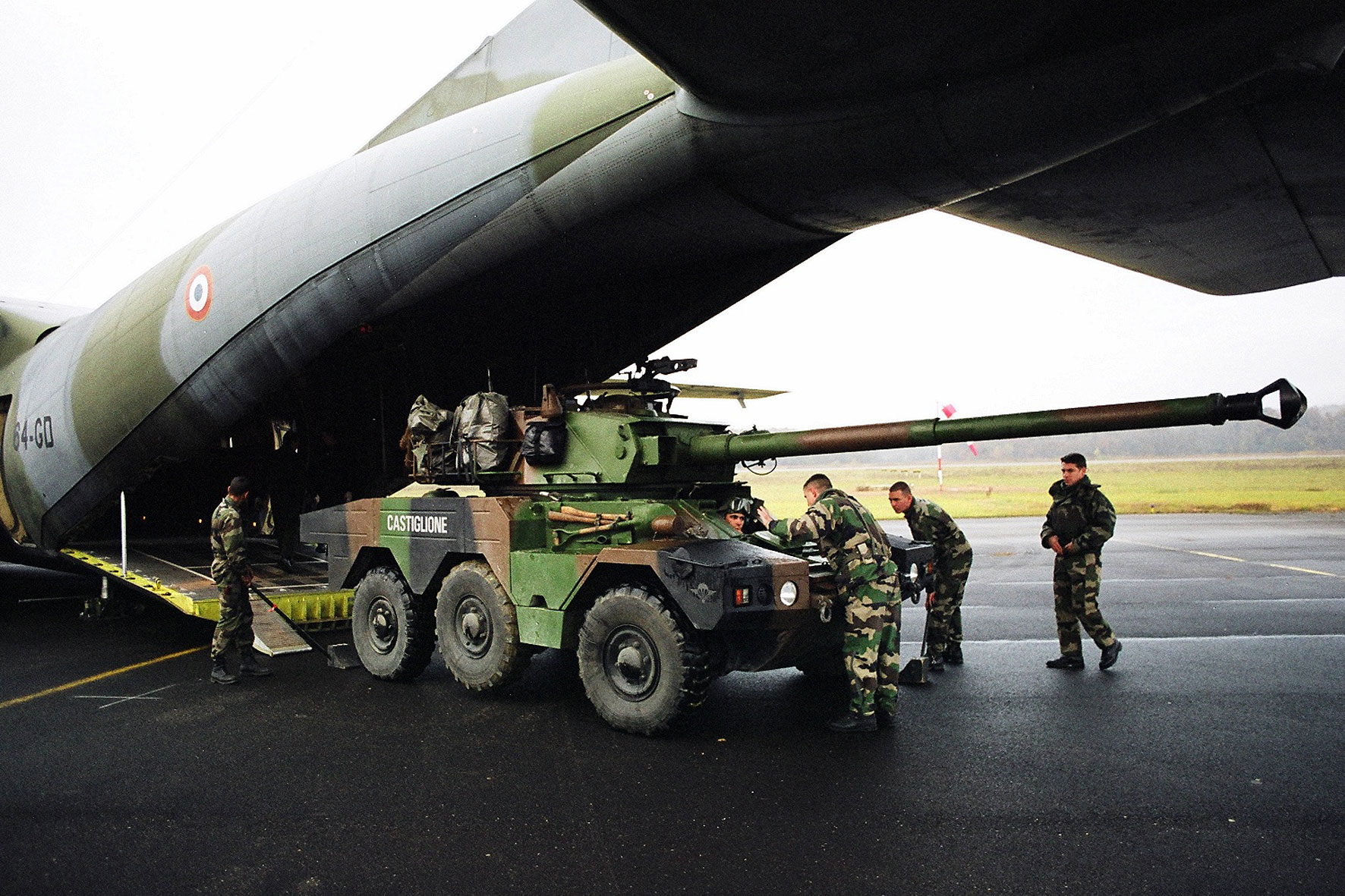
ERC-90 Sagaie du 1er régiment de hussards parachutistes embarquant dans un Transall C160 pour son aérotransport en 2003. Cette image peut représenter les OPEX en Afrique depuis les années 1980.

L'Armée tchadienne lutte contre des rebelles Toubous du Frolinat, soutenus par la Libye dans le cadre de la guerre civile tchadienne (1965-1979). La moitié nord du Tchad est perdue en 1977 et la capitale N'Djaména est menacée. Le général Félix Malloum, chef du Conseil Supérieur Militaire tchadien, demande une aide en février 1978, selon les accords franco-tchadiens.
La phase militaire de l'opération Tacaud va de fin février 1978 à mars 1979. Plus de 2 200 hommes sont déployés, des armées de terre, de l'air et de la Marine, en support de l'Armée tchadienne, avec de l'artillerie, des blindés et différents aéronefs. L'Armée de l'air met en place la même organisation que pour l'opération Lamantin, comportant dix SEPECAT Jaguar à partir du 27 avril, des Boeing KC-135 Stratotanker, des C-160 Transall, avec l'appui des Breguet Atlantic pour la coordination des frappes. Six avions d’observation Cessna L-19 sont employés par l'Armée tchadienne. L'aéroport de N’Djaména sert de base d'opération.
Les forces françaises sont engagées dans les combats de Salal le 25 avril 1978, de Louga le 12 mai 1978, d'Ati les 19 et 20 mai 1978 et Djedaa le 23 mai et le 1er juin 78. Un soutien aérien est assuré par les Jaguar au cours de ces opérations, dont un est perdu lors de la bataille d'Ati.
Les moyens aériens déplorent des pertes, avec 5 Jaguar (3 par accident), une Alouette III par crash, et 1 Cessna L-19.
La situation militaire est stabilisée sur la ligne Abéché/Ati/Moussoro en 1979. Après les accords de Lagos, le dispositif français est allégé en août 79. Le président Malloum démissionne et un nouveau gouvernement est mis en place au début de l'année 1980, suivi d'affrontements rapides entre Tchadiens. Le retrait français est décidé devant cette situation et l'opération s'achève en mai 1980.

### La fin de la guerre froide
La fin du bloc soviétique et du Pacte de Varsovie induisent une baisse drastique des tensions géopolitiques en Europe de l'Ouest et l'arrêt de la "garde à l'est" pour l'Armée de l'air. Cette dernière subit en conséquence une baisse de ses moyens mais doit faire face à de nouveaux conflits nés de la chute de l'URSS.

#### La guerre du Golfe

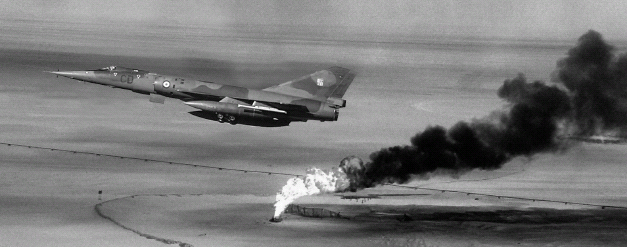
Mirage IV de l'escadron de bombardement 1/91 Gascogne en mission de reconnaissance au-dessus d'un champ pétrolier en flammes en 1991 à la suite de la guerre du Golfe.

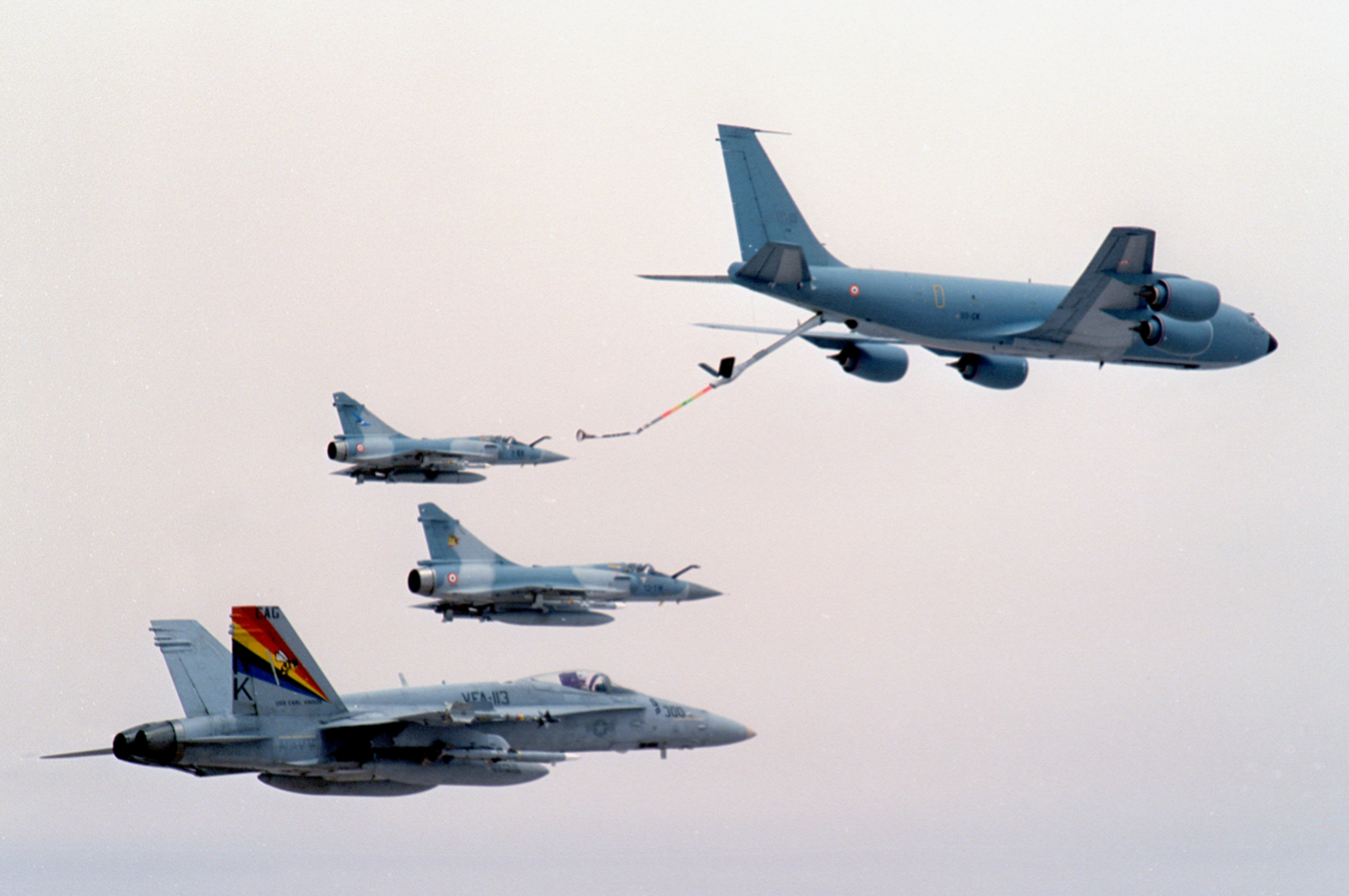
Un C-135FR de l'escadre de ravitaillement en vol 91 Bretagne ravitaillant 2 Mirage 2000 français et un F/A-18 américain durant l'opération Southern Watch (23 avril 1994).

Cette première opération d'importance au Moyen-Orient montre les limites d'une armée de l’air configurée pour un conflit en Europe. Moins de la moitié des unités pouvaient participer à de telles opérations dans le cadre d'une coalition et aucune unité ne pouvait conduire des attaques précises de nuit, à l'exception des escadrons nucléaires.
Quatorze avions de combat Mirage 2000 RDI de la 5e escadre de chasse, 28 Jaguar de la 11e escadre, six Mirage F1 CR de la 33e escadre de chasse, huit Mirage F1 C de la 12e escadre, deux hélicoptères Puma, dix C-160 Transall de la 61e escadre de transport, six C-135, deux C-130 Hercules et un Nord 262, un Mystère 20, soit environ une soixantaine d'appareils (sur un total de 2 100 appareils de la coalition), et plus de 1 900 militaires de l'Armée de l'air furent dépêchés dans la péninsule Arabique lors de la guerre du Golfe, à partir d'août 1990, pour participer à l'opération Bouclier du désert. Un maximum de 67 avions est comptabilisé.
La majorité des avions de combat furent regroupés à l'aéroport d'Al-Ahsa en Arabie saoudite, les Mirage F1 C stationnèrent à Doha au Qatar et les avions de transports à l'aéroport international du roi Khaled de Riyad.
Un Mirage F1 CR fut perdu à l'entraînement le 7 décembre 1990 avec son pilote, et trois retournèrent à la base aérienne 124 Strasbourg-Entzheim avant le début de la Tempête du désert.
Lors de la campagne offensive qui dura quarante-trois jours, 1 387 des 114 000 sorties de combat de la coalition, soit 1,2 %, reviennent aux avions français. Un total de 2 258 sorties a lieu, soit 1,9 % du total de la Coalition
Les Jaguars, ne pouvant effectuer que des missions de jour, menèrent la première mission offensive de l'Armée de l'air avec 12 avions à partir de 5 h 30 (heure locale), contre la base aérienne koweïtienne d'Al-Jaber, suspectée d'abriter des missiles sol-sol Scud irakiens, avec des bombes de 250 kg, des BLG 66 Belouga et des missiles air-sol AS-30L, accompagnés par une cinquantaine de F-4 Phantom II Wild Weasel et de F-16 Fighting Falcon de l'USAF. Quatre avions furent touchés par des tirs de DCA après avoir survolé à basse altitude un poste de commandement irakien non répertorié sur leurs cartes et puissamment défendu. En conséquence, les missions suivantes se feront à plus haute altitude. Les Jaguar français effectueront au total 615 sorties et 1 088 heures de vol.
Un des Puma servant aux opérations de recherche et sauvetage récupère un pilote de F-16 de l'US Air Force éjecté en Arabie saoudite le 13 janvier.
L'aviation restera présente dans la région pour participer jusqu'en 1998 à l'opération Southern Watch mettant en œuvre une zone d'exclusion aérienne au-dessus de l'Irak.

### LeXXIesiècle

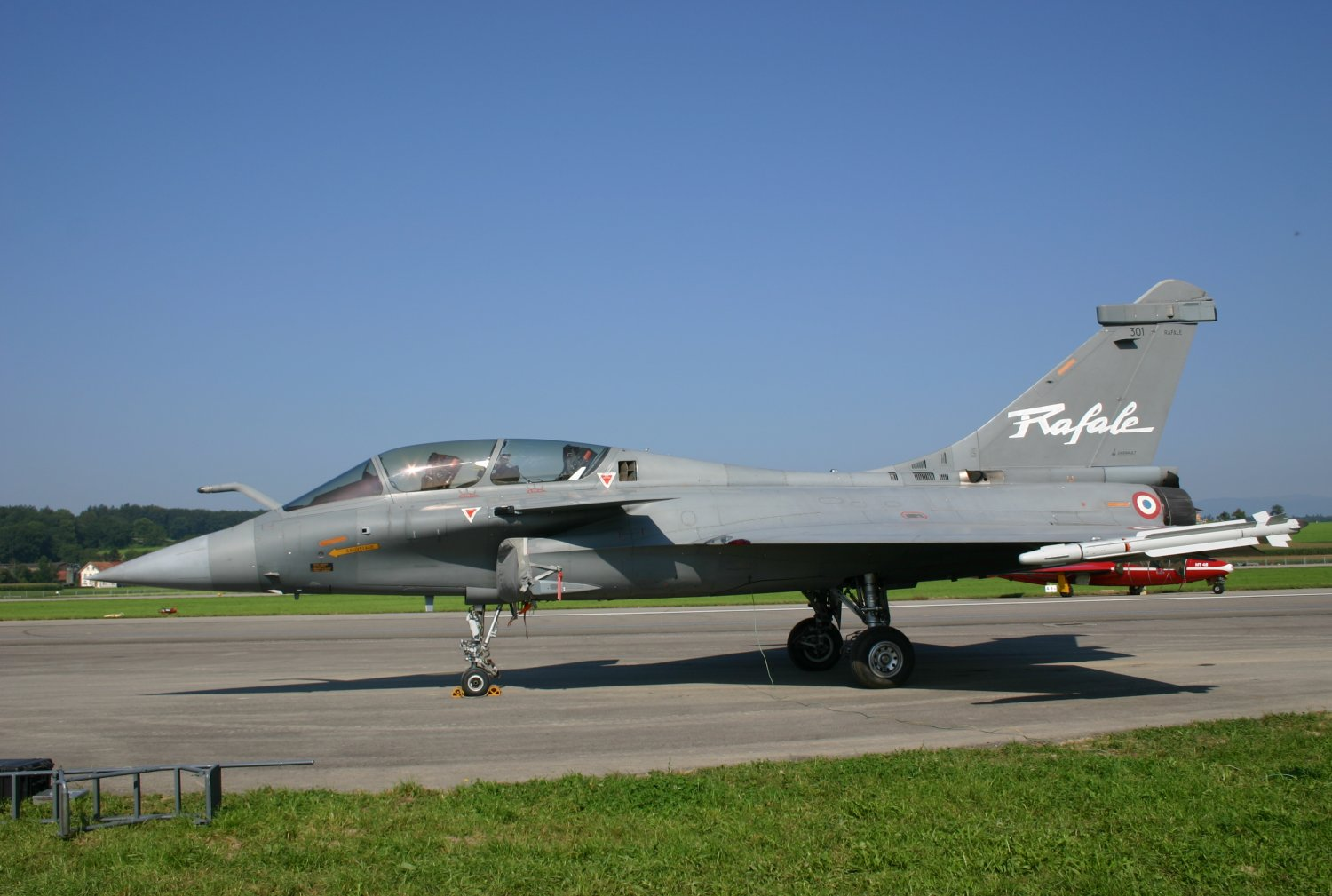
Dassault Rafale.

Cette période est marquée, à la fois, par un effort de modernisation et de mise à jour, mais également, par une réduction drastique des moyens et des budgets, au point que des observateurs pointent des failles notables dans les moyens de l'Armée de l'air.
La professionnalisation des armées, avec la fin de la conscription constitue, de même, un jalon marquant de l'Histoire récente

#### Réorganisations et baisses des effectifs
Les escadres ont été dissoutes entre 1993 et 1995 dans le cadre du plan "armées 2000", les escadrons mettant en œuvre des aéronefs devenant des unités autonomes, renforcées (la plupart des escadrons de chasse passant de deux à trois escadrilles) et commandées par un lieutenant colonel. Dans le cadre de cette réorganisation, une partie des fonctions de soutien auparavant assurées par l’escadre a été transférée soit aux bases aériennes, soit à des unités spécialisées : les ESTA - Escadrons de Soutien Technique Aéronautique -, les appareils et les mécaniciens étant affectés directement a la base puis mis à disposition des escadrons basés sur place.
Les escadres réapparaissent à partir de l’été 2014 afin de réunir sous un même commandement opérationnel les escadrons « volants » et les escadrons de soutien opérationnel (ESTA).
Commandée par un colonel, l'escadre reste une formation qui rassemble des unités et du personnel destinés à une même mission mais avec une définition élargie, certaines escadres ne mettant pas en œuvre d'aéronefs.
Dans un premier temps, quatre escadres ont été créées en 2014 :
- 3e escadre de chasse (Nancy)
- 31e escadre de ravitaillement et de transport stratégiques (Istres)
- 36e escadre de commandement et de conduite aéroportée
- escadre sol/air de défense aérienne - 1er régiment d'artillerie de l'air (ESADA - 1er RAA)

Dans un deuxième temps, l'Armée de l'air a annoncé en août 2015 la (re)création de sept escadres supplémentaires :
- 2e escadre de chasse (BA 116 - Luxeuil)
- 4e escadre de chasse (BA 113 - Saint-Dizier)
- 8e escadre de chasse (BA 120 - Cazaux)
- 30e escadre de chasse (BA 118 - Mont-de-Marsan)
- 61e escadre de transport (BA 123 - Orléans)
- 64e escadre de transport (BA 105 - Evreux)
- escadre aérienne de commandement et de conduite projetable (BA 105 - Evreux)

À la même date (août 2015), l'Armée de l'air a annoncé que la numérotation des unités, l’immatriculation des aéronefs affectés et le transfert du patrimoine historique (drapeau, traditions et nom de baptême) seraient mis en conformité avec leurs escadres d’appartenance courant 2016.
L’Armée de l'air disposait en 2005 d’une force de 320 avions de combat de première ligne qui se répartissaient de la manière suivante :
- 24 Dassault Rafale (EC 1/7, EC 1/91 escadron sur la Base aérienne 113 Saint-Dizier-Robinson depuis 2006)
- 25 Mirage 2000-5 (radar RDY) (EC 1/2 escadron sur la Base aérienne 102 Dijon-Longvic)
- 80 Mirage 2000 C et B (radar RDI) (EC 2/5 et EC 1/12,EC 2/12 sur les Base aérienne 115 Orange-Caritat et Base aérienne 103 Cambrai-Épinoy)
- 60 Mirage 2000 D (radar Antilope V) (EC 1/3, EC 2/3, EC 3/3 sur la Base aérienne 133 Nancy-Ochey)
- 60 Mirage 2000 N (radar Antilope V) (EC 2/4, EC 3/4 sur les Base aérienne 116 Luxeuil-Saint Sauveur et Base aérienne 125 Istres-Le tubé)
- 40 Mirage F1-CR (ER 1/33, ER 2/33 sur la Base aérienne 112 Reims-Champagne)
- 40 Mirage F1-CT (EC 1/30, EC 2/30 sur la Base aérienne 132 Colmar-Meyenheim)

À cela s’ajoutait un reliquat de SEPECAT Jaguar, de Mirage F1-B, 4 Mirage IV de reconnaissance stratégique. Un petit nombre d'avions de tous types est également utilisé par le Centre d'expérimentation aérienne militaire de Mont-de-Marsan (Rafale, Mirage).
Dix ans plus tard (2015), les Jaguar, Mirage IV et Mirage F1 ont été retirés du service et parmi les bases ci-dessus, celles de Dijon, Cambrai, Reims et Colmar ont été fermées.

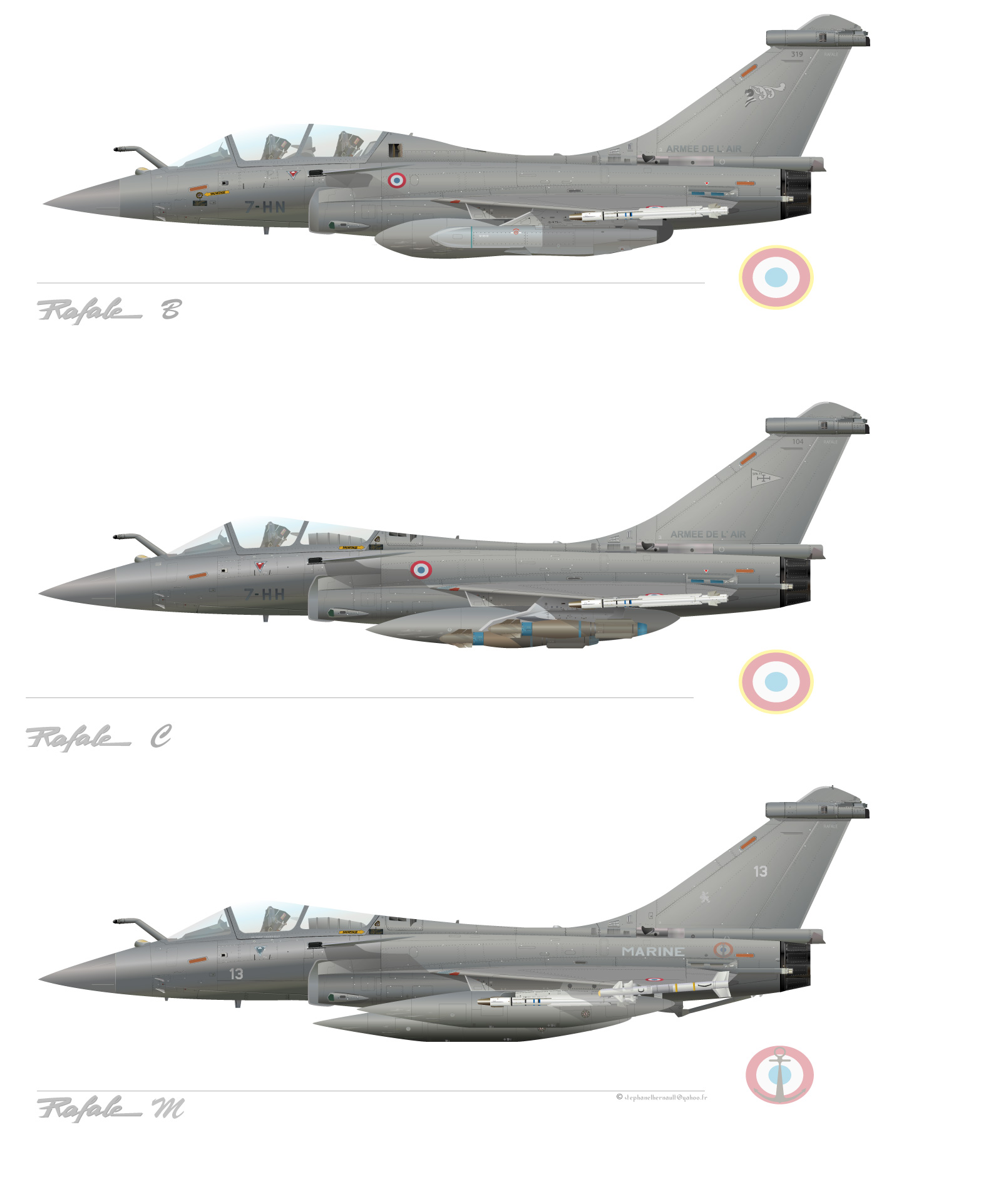
Rafale B/C
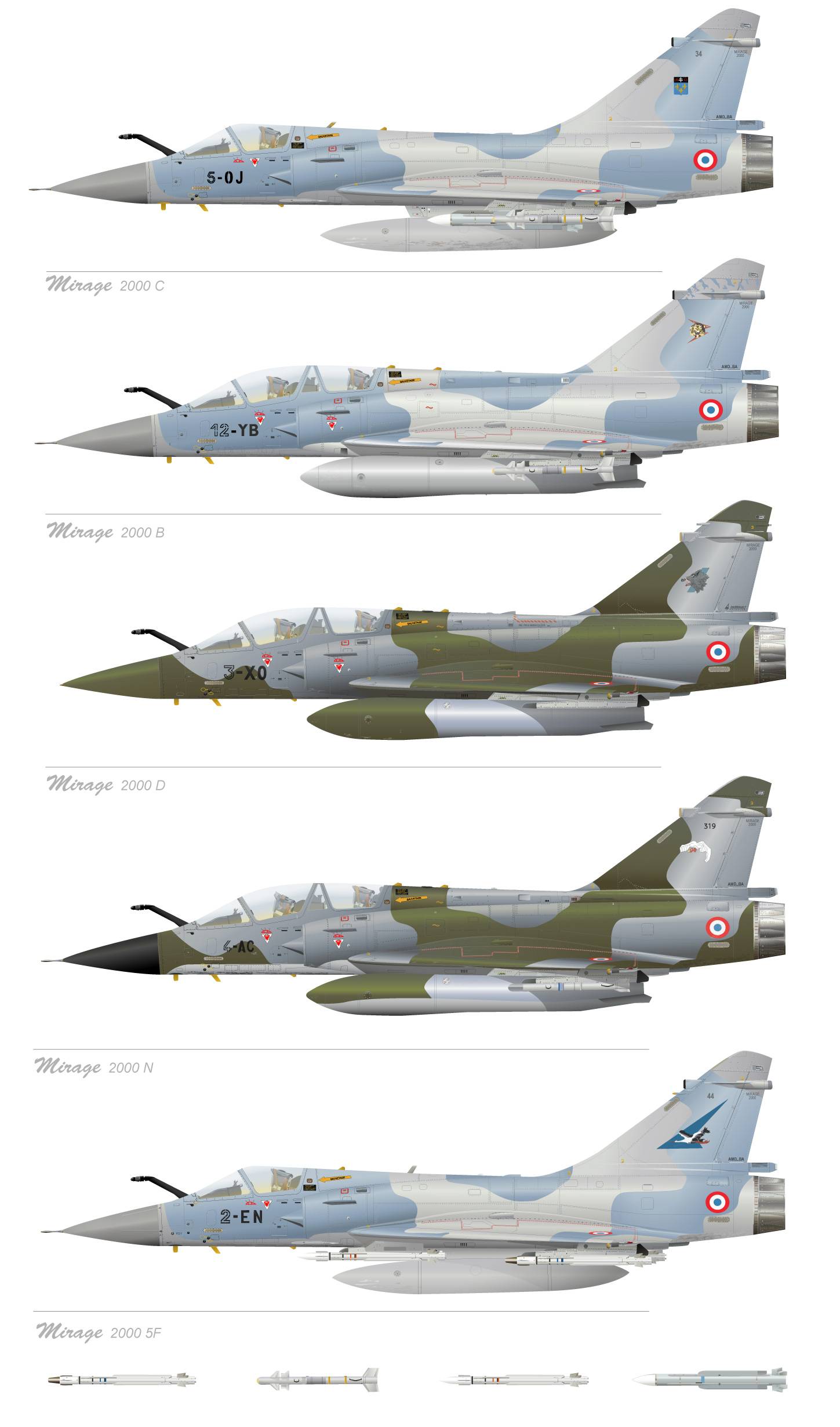
Mirage 2000 C/B/D/N/5F
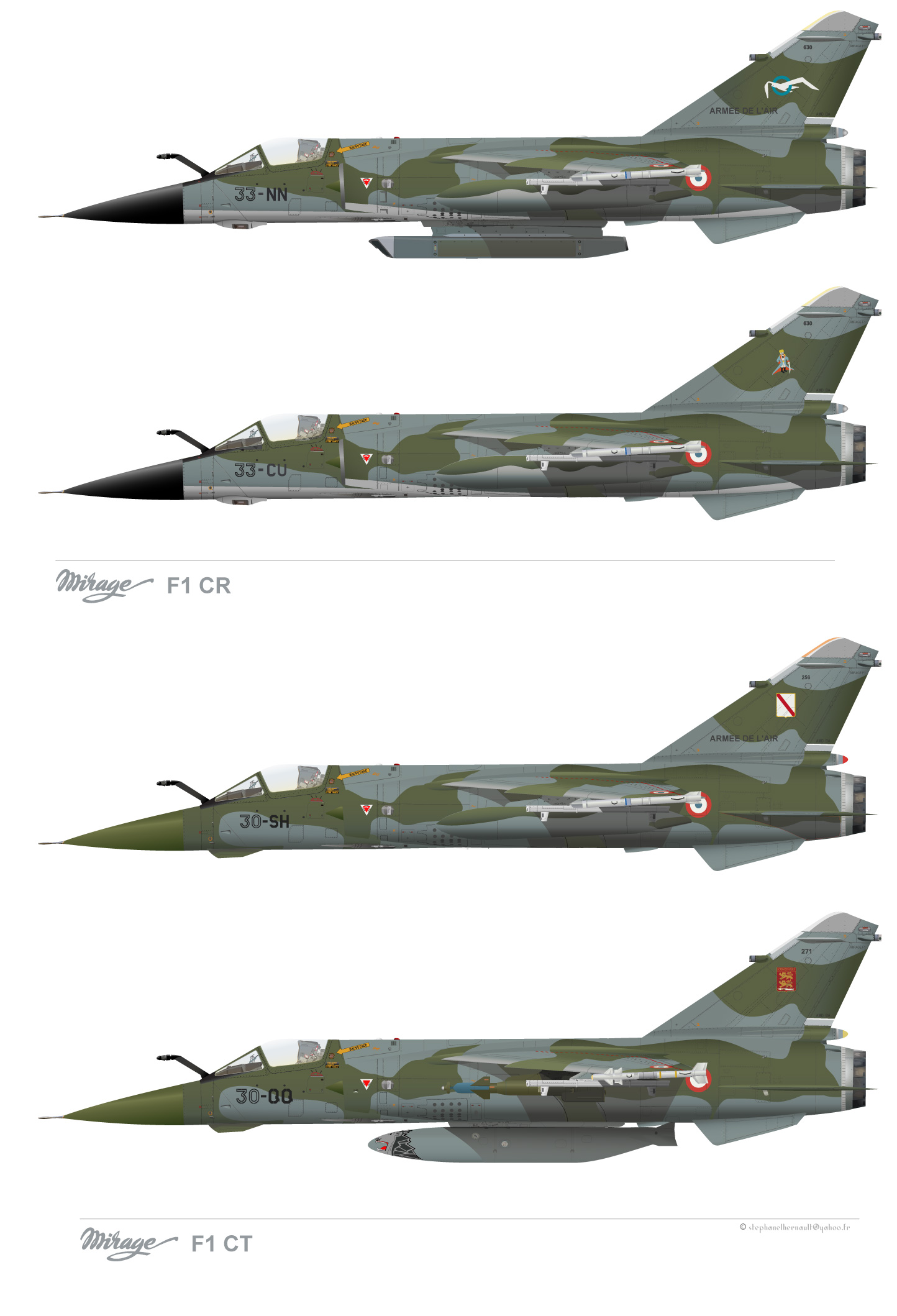
Mirage F1 CR & CT

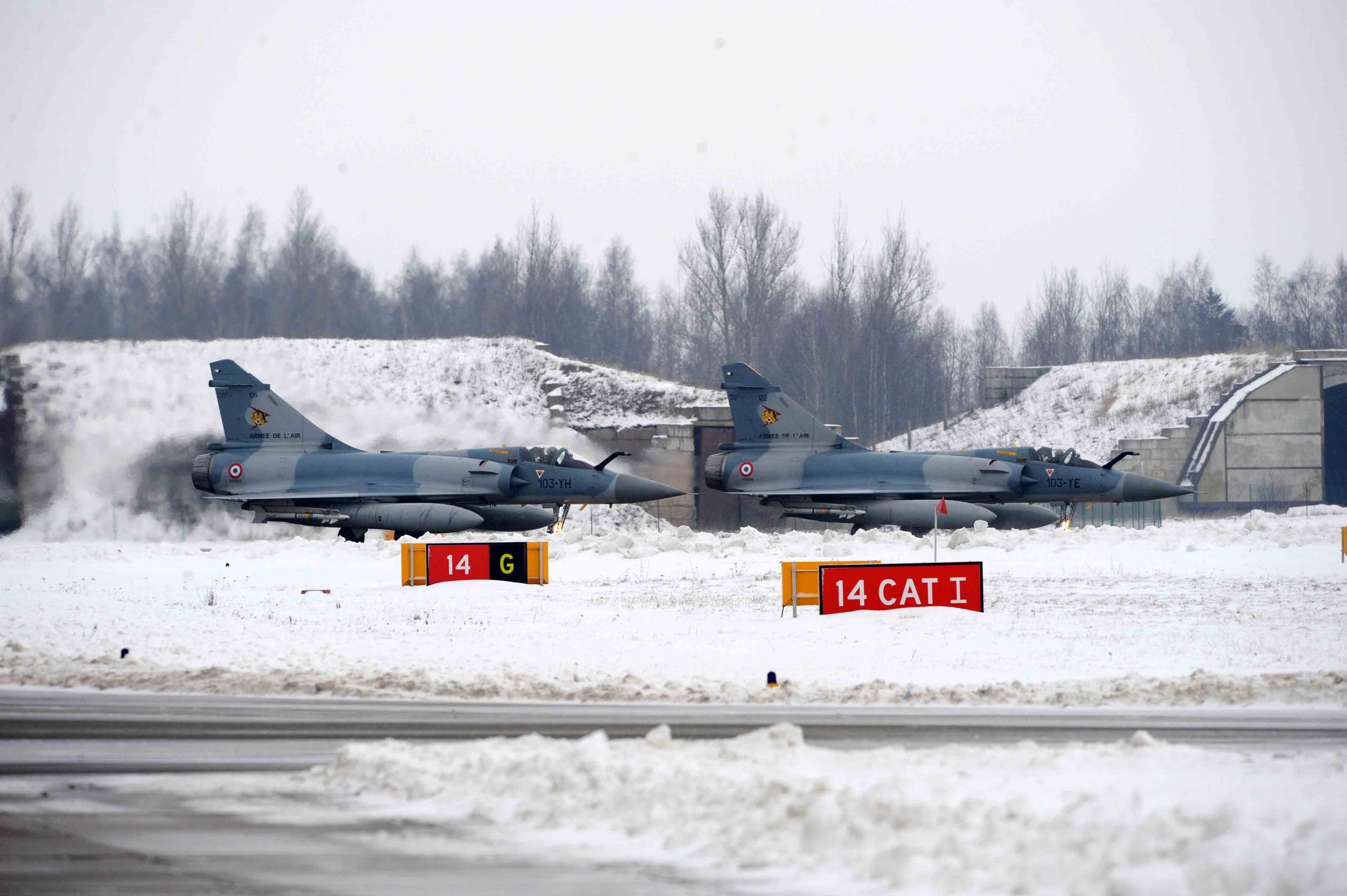
Dassault Mirage 2000 durant une mission de l'OTAN de protection aérienne des Pays baltes.

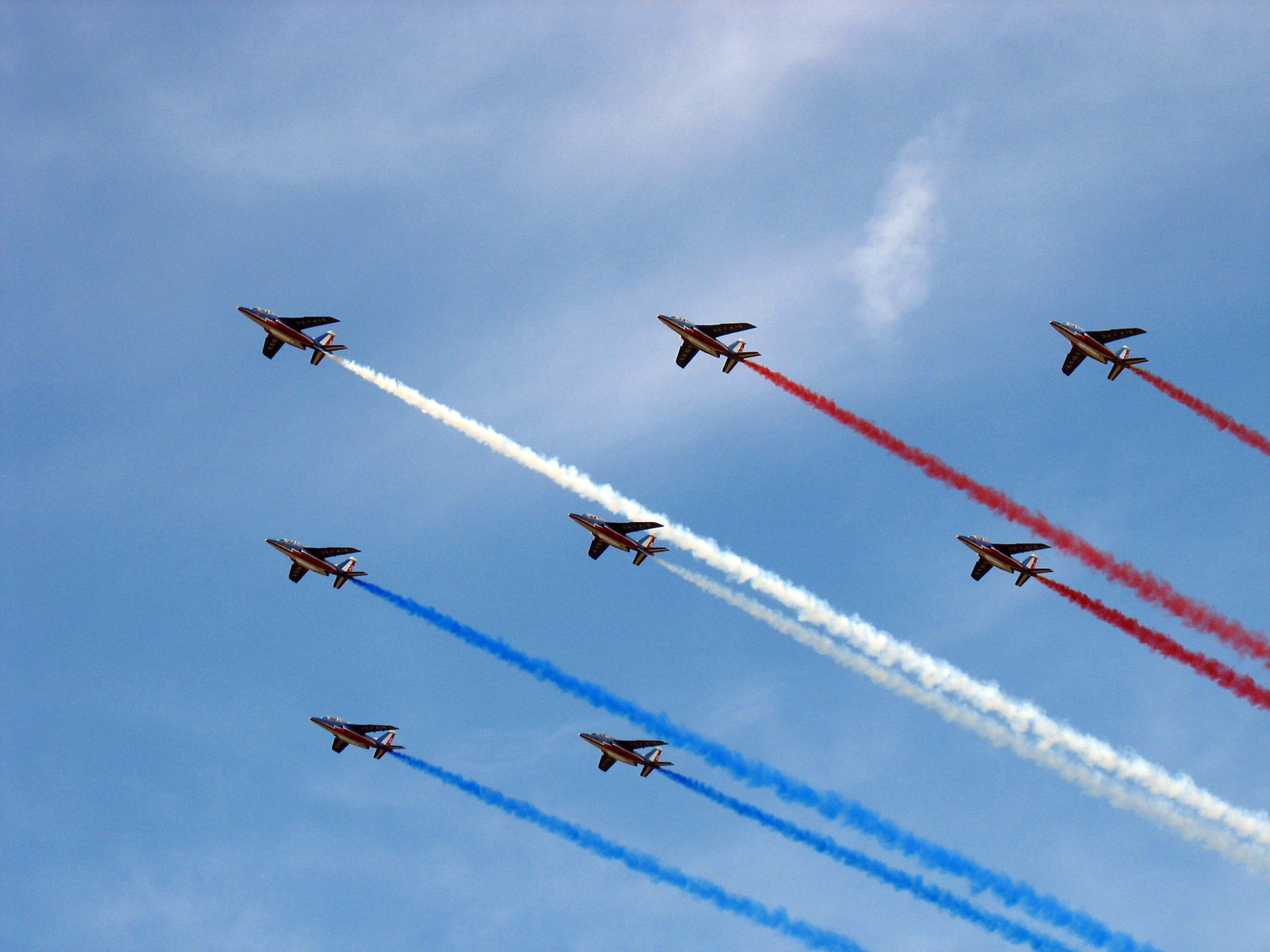
La Patrouille de France fondée en 1953 représente la vitrine de l'Armée de l'air française. Elle est sur Alpha Jet depuis 1981.

En 2010, l’Armée de l'air représente 15 % des effectifs globaux de la défense, avec près de 60 000 militaires, dont 18 % de femmes, et embauche 2 000 personnes par an.
Les effectifs de l'Armée de l'air parmi les forces françaises hors de la métropole en septembre 2010 sont de 3 435 personnels mettant en œuvre 22 chasseurs, 20 avions de transport, 27 hélicoptères, et 3 drones.
Au 1er janvier 2012, l'Armée de l'air compte 56 000 personnes, dont 49 500 militaires et 6 500 civils. Ce qui représente 14,7 % du personnel de la Défense. 7 % des aviateurs font partie du corps du personnel navigant (pilotes, navigateurs, mécaniciens d'équipage). 14,7 % des effectifs militaires sont des femmes.
Les effectifs sont alors décomposés comme suit :
- 7 100 officiers
- 28 200 sous-officiers
- 13 900 militaires du rang
- 300 volontaires
- 6 500 civils
- 4 737 réservistes opérationnels

Son budget annuel à cette date est de 4,4 milliards d'euros, soit 11,5 % du budget de la Défense, décomposé comme ci :
- 2,60 milliards d'euros pour la rémunération et les cotisations sociales
- 1,19 milliard d'euros pour le maintien en condition opérationnelle
- 0,83 milliard d'euros pour le carburant opérationnel
- 0,31 milliard d'euros pour les autres activités.

Ses moyens sont au 1er septembre 2012 les suivants :
- 223 avions de combat :
  - 58 Dassault Rafale monoplaces et biplaces (Polyvalent)
  - 23 Mirage 2000 N (assaut nucléaire et conventionnel)
  - 67 Mirage 2000 D (assaut conventionnel)
  - 48 Mirage 2000-5 et C (défense aérienne)
  - 17 Mirage F1 CR (reconnaissance tactique)
  - 10 Mirage 2000B et F1B (transformation)
- 16 avions d'essais et expérimentations :
  - 5 Rafale
  - 8 Mirage 2000
  - 3 Alphajet
- 82 avions de transport :
  - 2 Airbus A340-200
  - 3 Airbus A310-300
  - 14 Lockheed C-130H et H 30 Hercules
  - 39 C-160 Transall
  - 24 CN-235-100 et -300
- 20 avions de support opérations :
  - 14 Boeing C-135F et KC-135 (avions ravitailleurs)
  - 4 Boeing E-3 Sentry (Système de détection et de commandement aéroporté
  - 2 C-160 (Recueil de renseignement électromagnétique)
- 27 avions de liaison :
  - 1 Airbus A330-200 (Cotam Unité)
  - 2 Dassault Falcon 7X (Escadron de transport 60)
  - 2 Dassault Falcon 2000
  - 2 Dassault Falcon 900
  - 15 Socata TBM-700
  - 5 DHC-6 Twin Otter (GAM 56, opèrent pour la DGSE
- 169 avions de formation et d'entrainement :
  - 65 Alphajet (formation des pilotes de chasse)
  - 23 Embraer EMB-121 Xingu (formation des pilotes de transport)
  - 81 avions de formation initiale Grob G 120A, Socata TB-30, Cirrus SR20 et Cirrus SR22
- 15 avions des équipes de présentation
  - 12 Alphajet (Équipe de France)
  - 3 Extra 330 (Équipe de voltige de l'Armée de l'air)
- 84 hélicoptères :
  - 41 AS550 Fennec (défense aérienne, mesures actives de sureté aérienne)
  - 13 Eurocopter EC725 Caracal (recherche et sauvetage au combat)
  - 30 Eurocopter SA330 Puma et AS332 Super Puma (transport, recherche et sauvetage)
- 4 drones :
  - 4 EADS Harfang
- 20 Systèmes d'armes sol-air
  - 12 batteries de Crotale NG
  - 8 batteries de systèmes sol-air de moyenne portée MAMBA

Le Livre blanc sur la Défense et la Sécurité nationale 2008 prévoit une baisse des effectifs à environ 50 000 personnes à l’horizon 2015 dont 44 000 militaires, la flotte aérienne, aviation navale incluse, devrait se résumer à deux grandes familles d’avions, les Mirage 2000 et les Dassault Rafale, soit 300 avions de combat :
- 150 Dassault Rafale monoplace et biplace
- 30 Mirage 2000-5
- 20 Mirage 2000 C et B
- 60 Mirage 2000 D
- 40 Mirage 2000 N

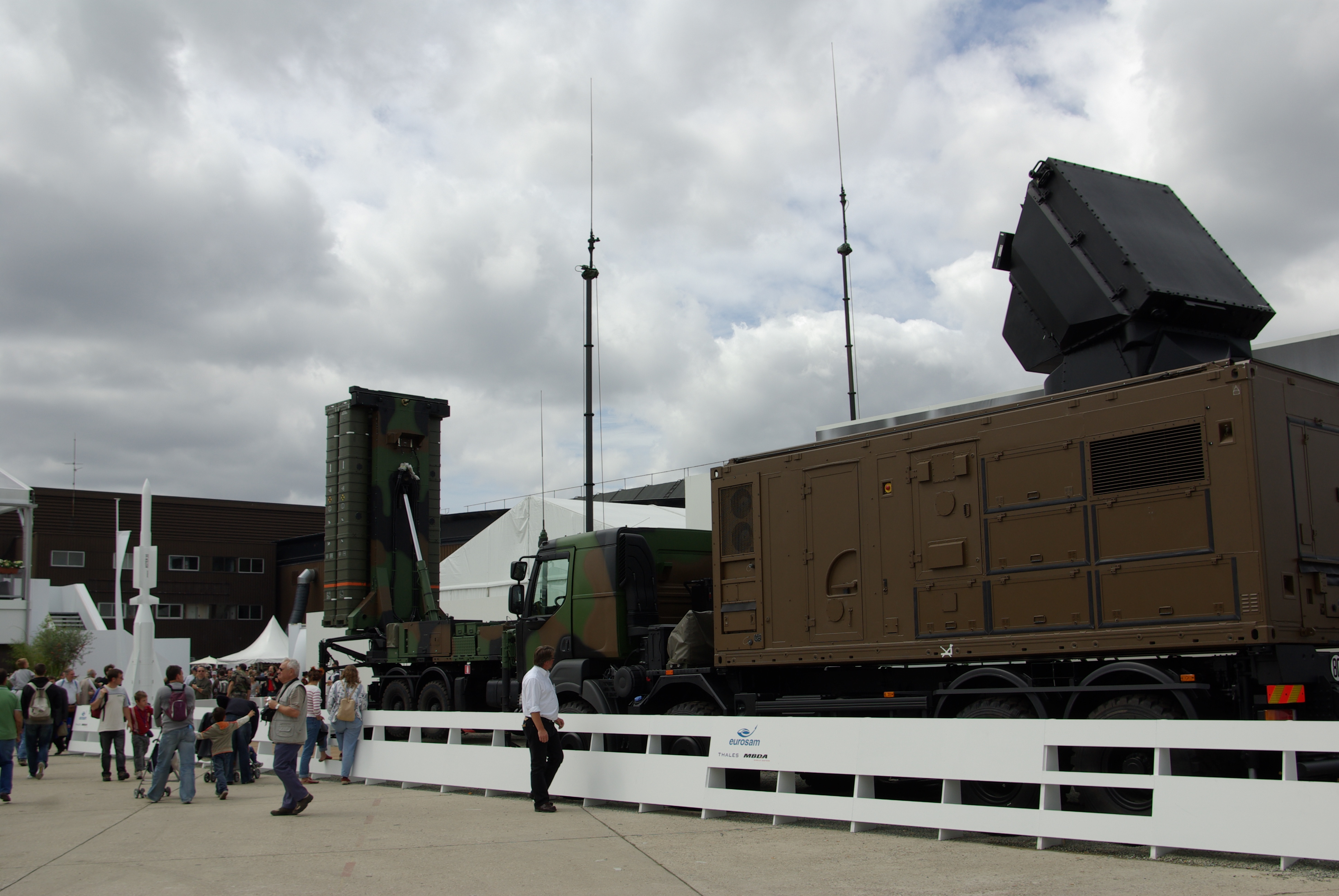
Un système sol-air de moyenne portée de missiles Aster 30. 12 prévus au départ, 8 en 2013.

Un nouveau livre blanc publié le 29 avril 2013 sous la présidence de François Hollande prévoit d'autres coupes dans les effectifs et matériels d'ici 2019.
Les forces aériennes (air et marine) comprendront notamment :
- 225 avions de combat (54 Rafale Marine, 170 chasseurs pour l'Armée de l'air soit 8 escadrons),
- une cinquantaine d’avions de transport tactique
- 7 avions de détection et de surveillance aérienne (4 Boeing E-3 Sentry de l'AdA et 3 Grumman E-2 Hawkeye de l'aviation navale)
- 12 avions ravitailleurs multirôles (A330 MRTT remplaçant 14 C-135FR)
- 12 drones de surveillance de théâtre
- des avions légers de surveillance et de reconnaissance
- 8 batteries de systèmes sol-air de moyenne portée MAMBA[109].

Une bonne part de ces prévisions sont annulées par la loi de programmation militaire 2014-2019, qui revoit les moyens à la baisse.
Cette Loi de programmation militaire 2014-2019 a suscité d'importants débats : incertitudes sur son financement, déficit de maintenance des appareils, faiblesse des heures d'entraînement des pilotes, réduction globale d'effectif, fermetures de base aériennes, diminution du parc d'avions de combat, doutes sur le renouvellement des radars de défense aérienne, obsolètes et dépassés, obsolescence de la flotte d'avions ravitailleurs, lenteur du renouvellement de la flotte de transport, principalement,.
En mai 2014, les chefs d'état-major auraient menacé de démissionner.
Pour certains commentateurs, la modernisation trop lente induite par ce plan 2014-2019 pose la question de la capacité réelle de l'Armée de l'air, qui pourrait n'être que symbolique ou limitée à quelques opérations extérieures de faible ampleur,.
En dépit de ces réductions, de budget et de format, l'Armée de l'air est engagée dans diverses opérations extérieures.

#### La guerre d'Afghanistan

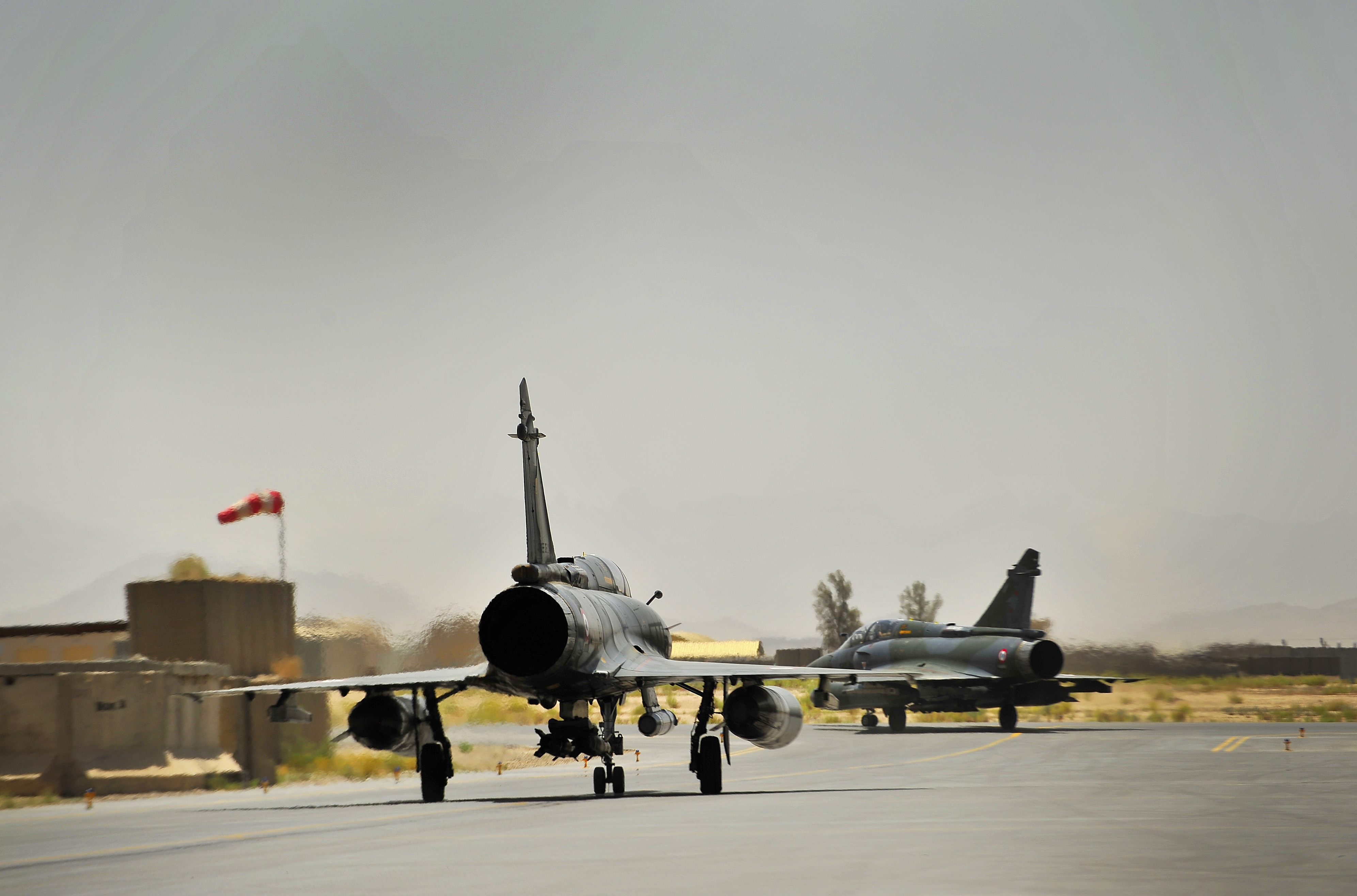
Mirage 2000D sur l'aéroport international de Kandahar le 15 juin 2012.

L'Armée de l'air est présente depuis 2002 dans la guerre d'Afghanistan, déclenchée en 2001, avec des avions de combat sur place et des avions de ravitaillement et de transport, indispensables dans ce pays enclavé.
Deux Mirage IV et deux C-135FR sont détachés sur la base aérienne d'Al Dhafra de la UAEAF aux Émirats arabes unis dans le cadre de l'opération française Heraclès, et un total de 80 missions seront effectuées à partir du 21 octobre 2001. Les Mirage IVP regagnent la France métropolitaine en février 2002. La mission de six heures des Mirage IVP consiste à survoler l'Afghanistan une fois par jour aller (traversée de la mer d’Arabie, survol par le sud du Pakistan, 1er ravitaillement en vol par C-135FR au-dessus de l'Afghanistan, mission de reconnaissance d'1 heure 40) et retour (après un 2e ravitaillement).
De début mars à fin septembre 2002, une unité RESAL (équipe de Recherche Et Secours AéroLarguée) spécifiquement créée est déployée à Douchanbé (Tadjikistan) pour éventuellement porter secours aux pilotes en difficulté, mais elle n'a finalement pas à intervenir.
En mars, des Super-Étendard et six Mirage 2000 prennent en charge des attaques aériennes contre des cibles d'Al-Qaïda. Quelques cibles proposées par les forces américaines sont refusées, de peur d'atteindre des civils. À cette époque, la force aérienne française a été portée à 16 Super Étendard, 6 Mirage 2000 D, 5 Rafale, deux ravitailleurs aériens KC-135, et deux Hawkeye.
En avril 2009, 334 militaires de l'Armée de l'air française sont présents en Afghanistan, et arment les moyens suivants :
- 6 avions de combat à Kandahar depuis septembre 2007 : 3 Mirage F1CR, qui ont succédé le 20 mai 2009 aux 3 Rafale présents depuis 2007, et 3 Mirage 2000D présents depuis 2005[117].
- 1 hélicoptère Caracal à l'aéroport international de Kaboul, au sein du Détachement hélicoptères de l'Armée de terre.
- 2 drones Harfang, sur les 3 déployés à l'origine à Begrâm depuis le 3 février 2009 (1er vol le 18 février[118]), servis par 25 personnes[119]. Un de ces appareils a été rapatrié à la suite d'un incident début avril 2009[120].

172 autres militaires de l'Armée de l'air sont, en avril 2009, sur un aéroport à Douchanbé au Tadjikistan servant de base logistique, avec un groupe de transport opérationnel et deux C-160 Transall ainsi que, depuis octobre 2009, un ravitailleur C-135.
35 militaires ainsi qu'un ravitailleur C-135, ont été présents sur la base aérienne de Manas jusqu'en début octobre 2009, qui a été ouverte au Kirghizistan, à 90 minutes de vol de l'Afghanistan, en décembre 2001. En février 2009, le président Kourmanbek Bakiev avait annoncé sa fermeture, mais un accord financier a été trouvé le 23 juin 2009, qui ne comprenait cependant pas les détachements français et espagnols, qui ont quitté le site. Le ravitailleur a été transféré à Douchanbé.

Logo de l’armée de l’air de 2010 a 2020.

Le 24 mars 2020, elle change de logo.
Fin 2011, on assiste au début de la baisse de la présence militaire internationale en Afghanistan. Il reste alors 3 chasseurs sur place, qui sont rapatriés le 10 juillet 2012. Près de 50 000 heures de vol ont été réalisées par les chasseurs français qui auront réalisés près de 500 tirs de tous types et 1 800 démonstrations de force, en appui aux troupes de l'ISAF. Les opérations françaises dans ce pays se terminent le 31 décembre 2014.

#### L'intervention en Libye en 2011
La France et le Royaume-Uni sont en pointe dans l'intervention militaire de 2011 en Libye déclenché le 19 mars 2011. Les premières frappes ont lieu à 16 h 45 UTC lorsque des véhicules blindés de l'Armée libyenne qui menaçaient les populations civiles dans le secteur de Benghazi sont détruits par des bombes guidées laser GBU-12 et AASM de précision métrique lancées par les avions de l'Armée de l'air française. L'un des chars a été détruit par un tir AASM effectué par un Rafale à la distance de 55 km,.
| Les activités de l’Armée de l’air dans l’opération Harmattan |               |                   |
| Type d’appareil                                              | Heures de vol | Nombre de sorties |
| Mirage 2000D                                                 | 5 202         | 1 062             |
| Mirage 2000N                                                 | 3 129         | 625               |
| Mirage F1 CR/CT                                              | 1 729         | 399               |
| Rafale C/B                                                   | 4 569         | 1 039             |
| Ravitailleur C-135FR                                         | 3 152         | 415               |
| Avion radar E-3F Awacs                                       | 2 045         | 222               |
| C 160G Transall                                              | 253           | 36                |
| Drone Harfang                                                | 243           | 19                |
| Hélicoptère Puma                                             | 205           | Non communiqué    |
| Hélicoptère Caracal                                          | 343           | NC                |
| Total général                                                | 20 870        | 3 817             |

La base avancée au début de l’opération est la base aérienne 126 Solenzara en Haute-Corse qui, au 11 avril 2011, accueille 23 avions de combat, soit 9 Rafale de la base aérienne 113 Saint-Dizier-Robinson (armés d'AASM, de bombes GBU-12 ou du pod Reco NG), 8 Mirage 2000D de la base aérienne 133 Nancy-Ochey (GBU-12 et GBU-49) et 6 Mirage F1 CR de la base aérienne 112 Reims-Champagne (pod PRESTO).
Début juillet 2011, 17 des 234 avions de combat opérationnels de l'Armée de l'air étaient engagés en Libye (6 Mirage 2000D, 6 Mirage 2000N et 5 Dassault Rafale). Fin juillet, après le retrait du porte-avions Charles-de-Gaulle, 21 avions de combat sont en ligne depuis les bases de La Sude en Crète pour huit Mirage 2000D, quatre 2000N (initialement des 2000N K2 de l'escadron de chasse 2/4 La Fayette, relevés à partir du 29 juillet par des 2000N K3 de la base aérienne 125 Istres-Le Tubé) effectuant un total de 3 160 heures de vol), et quatre Mirage F1 (2 CR et 2 CT), et la base aérienne de Sigonella en Sicile pour cinq Rafale. Cette base italienne accueille jusqu’à 220 militaires et 670 tonnes et 3 700 m3 de matériels, qui seront totalement rapatriés en décembre 2011.
L'aviation française engage également entre autres ses avions radar Boeing E-3 Sentry, ses ravitailleurs C-135FR (3 152 heures de vol) et avions de transport et guerre électronique C-160 Transall basés en métropole dans cette opération, et plusieurs missions de bombardement ont été également effectués depuis les bases aériennes métropolitaines. Les formations des forces aériennes stratégiques ont effectué le tiers des heures des vols de l'Armée de l'air.
L'escadron de chasse 1/91 Gascogne est crédité de 120 bombes larguées en 368 missions, l'escadron de chasse 3/3 Ardennes a lui largué 140 bombes pour 336 missions. Les Mirage F1CT/CR participant aux opérations de renseignement et de bombardement ont largué 33 engins, dont un tiers par un seul appareil.
Un des quatre drones EADS Harfang de l'Armée de l'air a été basé à Sigonella et a effectué son 1er vol pour cette mission dans la nuit du 24 août. Il a effectué au 5 octobre une quinzaine de missions.
Début septembre, le bilan annoncé est de plus de 3 000 sorties soit environ 1 700 missions effectuées par l'Armée de l'air dont la moitié de nuit. Par ordre d'importance : environ 850 missions de bombardements, environ 360 de reconnaissance, environ 260 de ravitaillement en vol et 167 missions Awacs.
Les effectifs mobilisés hors de France à cette date sont de 329 aviateurs à Suda (310 début octobre 2011 pour servir 16 avions), 202 à Sigonella, 35 au Combined Air Operations Center (en) 5 de Poggio Renatico — ce CAOC étant chargée de la coordination des opérations aériennes de l’OTAN —, et une soixantaine d'aviateurs à bord du BPC.

#### Intervention militaire au Mali depuis 2013

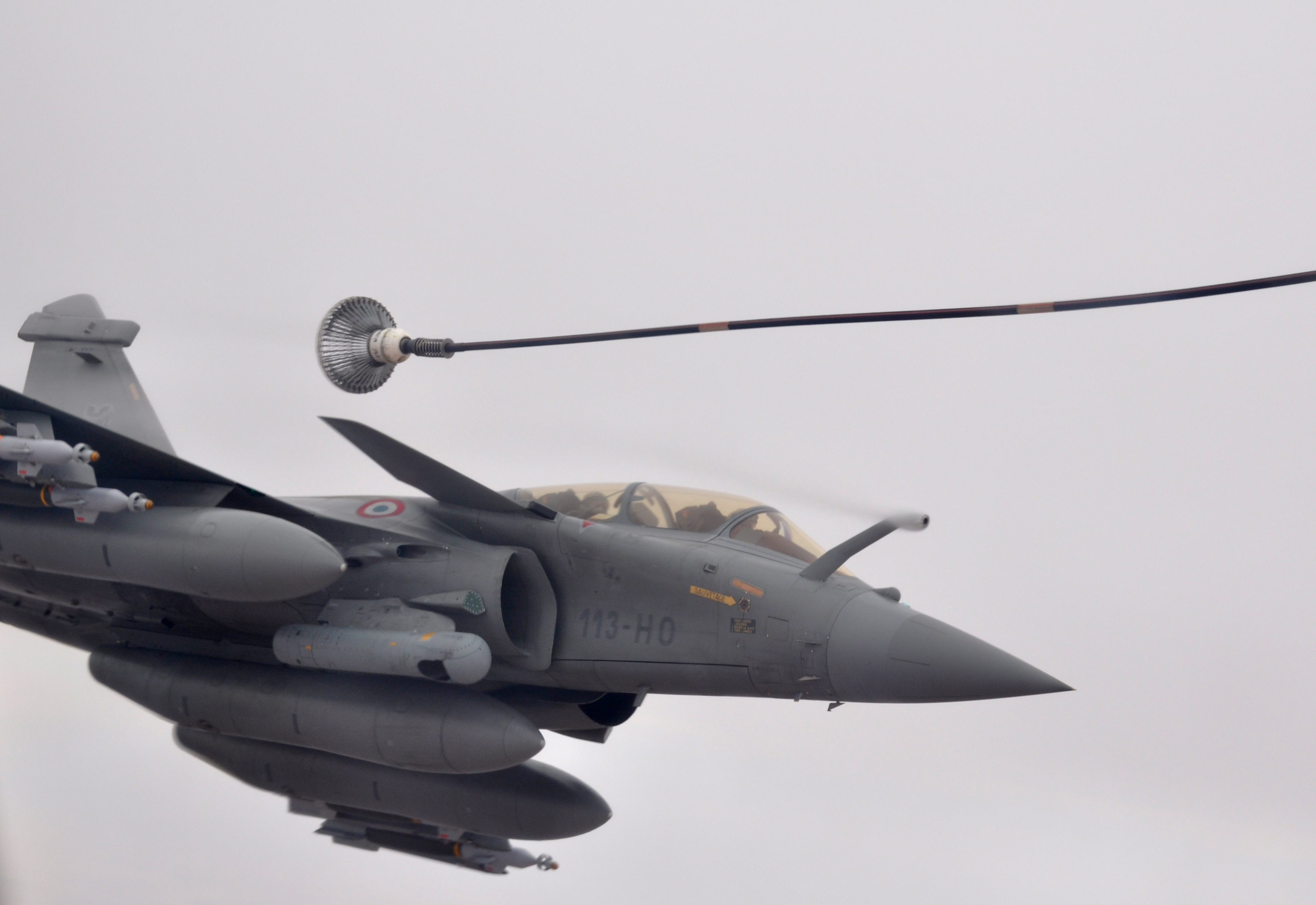
Rafale B 113-HO de l'escadron 2/92 Aquitaine à la sortie d'un ravitaillement en vol lors d'une opération au Mali, le 17 mars 2013.

À partir du 11 janvier 2014, les Forces armées françaises interviennent militairement au Mali d'abord dans le cadre de l’opération Serval.
La logistique déployée au Mali, pays sans accès à la mer est importante. Deux fois plus de matériels sont transportés par voie aérienne stratégique que par voie maritime en septembre 2013, soit 18 500 tonnes en 480 rotations. Les mouvements aériens intra-théâtre acheminent 3 500 tonnes de fret et 15 600 personnels en plus de 1 600 missions, dont 30 % réalisées par des moyens alliés. Les militaires de l’arme du train ne sont pas en reste non plus : ils ont parcouru plus de 3 millions de kilomètres depuis le début de l’opération.
En tout, plus de 17 millions de litres de carburant aviation et 3 millions de litres d’essence et de gazole sont consommés entre janvier et septembre 2013.
L'opération Barkhane qui vise à lutter contre le terrorisme dans toute la région du Sahel, prend la suite de l'opération Serval et de l’opération Épervier au Tchad le 1er août 2014.

#### Opérations aériennes en Irak et Syrie depuis 2014
La France apporte un appui logistique et humanitaire à l'Irak en 2014 à la suite de l’aggravation de la guerre civile irakienne. Depuis, au moins, le 19 septembre 2014, l'aviation française effectue des frappes sur le territoire de l'Irak, dont les populations et l'intégrité sont menacées par l'organisation criminelle et terroriste de l'État islamique (Note : cette terminologie fait débat) dans le cadre d'une coalition internationale.
À partir de septembre 2015, elle opère également en Syrie contre l’État islamique.

#### Accident de la base de Los Llanos en 2015

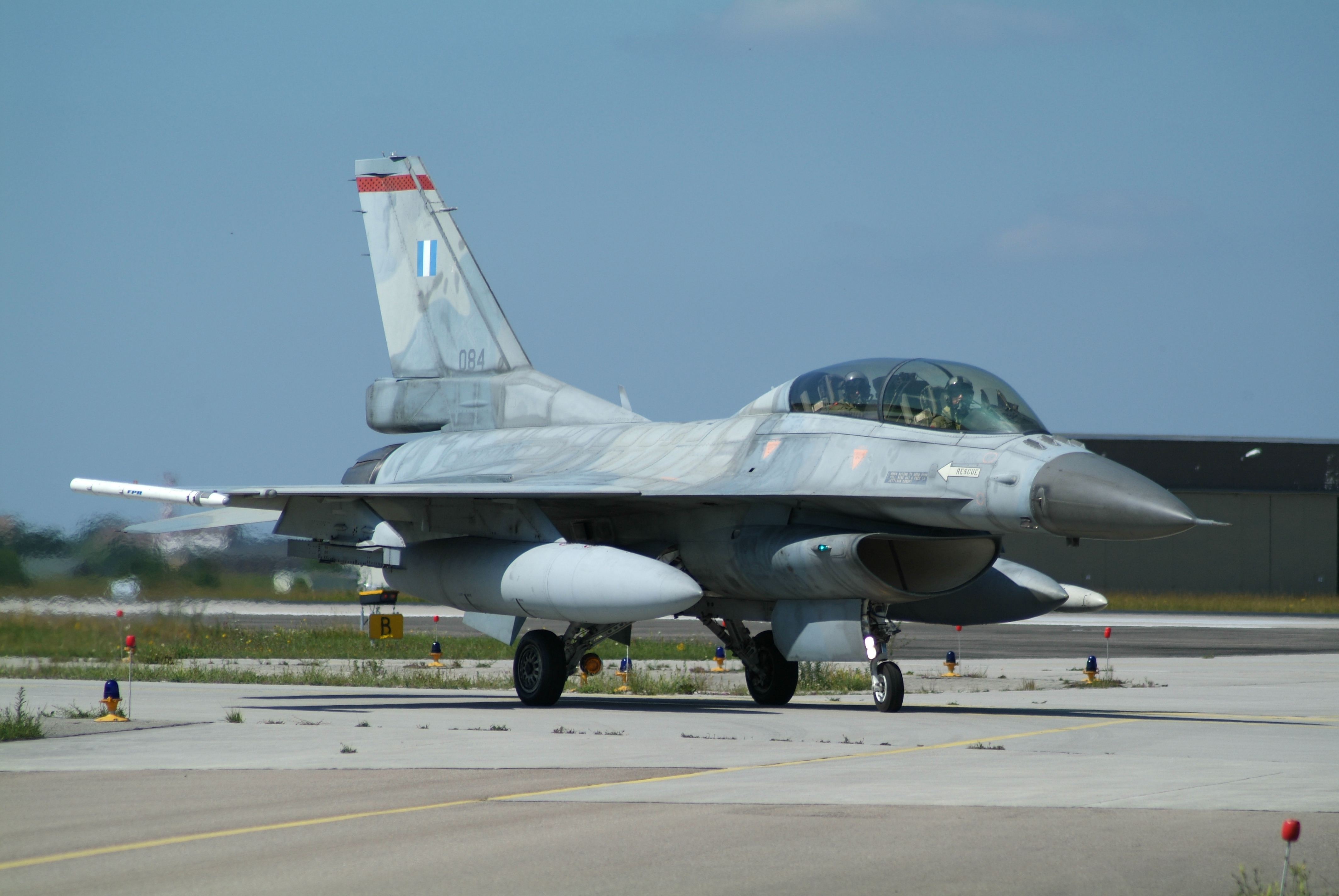
Un F-16D grec, à l'origine de l'accident de la base de Los Llanos en 2015.

L'accident aérien de la base de Los Llanos a lieu le 26 janvier 2015, lorsqu'un avion de combat F-16 de la Force aérienne grecque s'écrase peu après le décollage sur la base aérienne située à Albacete en Espagne, au cours d'un exercice aérien de l'OTAN. L'accident fait onze morts : les deux pilotes grecs de l'appareil ainsi que neuf aviateurs français tués au sol. Deux Alpha Jet et deux Mirage 2000D français qui attendaient pour décoller sont détruits dans l'explosion. Il s'agit du plus grave accident au cours d'entrainement de l'OTAN et de l'un des plus graves au sein de l'Armée de l'air française.

#### Changement de dénomination

Logo de l'Armée de l'air de l'espace depuis le 11 septembre 2020.

En juillet 2019, le président Emmanuel Macron annonce vouloir la renommer « Armée de l'air et de l'espace » et créer en son sein un Grand Commandement de l'espace. Cette nouvelle dénomination est présentée par la ministre des Armées, Florence Parly, le 24 juillet 2020 à Salon-de-Provence. Le changement de dénomination officielle est effectif le 11 septembre 2020.